# Kriegsziele im Ersten Weltkrieg
Die Kriegsziele im Ersten Weltkrieg ergaben sich aus den hegemonialen und imperialistischen Bestrebungen der damaligen Großmächte und den oft entgegengesetzten Wünschen nach Verwirklichung des Selbstbestimmungsrechts der Völker. Sie bestanden überwiegend aus konkreten territorialen, politischen und wirtschaftlichen Ansprüchen. Besondere Bedeutung erlangten die Kriegsziele im Ersten Weltkrieg in der Diskussion um die Kriegsschuldfrage nach 1918 bis zur Fischer-Kontroverse. Als entscheidendes Dokument in diesem Streit gilt das geheime „Septemberprogramm“ des deutschen Kanzlers, das erst Ende der 1950er Jahre wiederentdeckt wurde. Kurz nach Beginn des Krieges hatte die Reichsregierung hier ihre Ziele dafür formuliert, „wie Europa nach diesem Kriege aussehen sollte“.

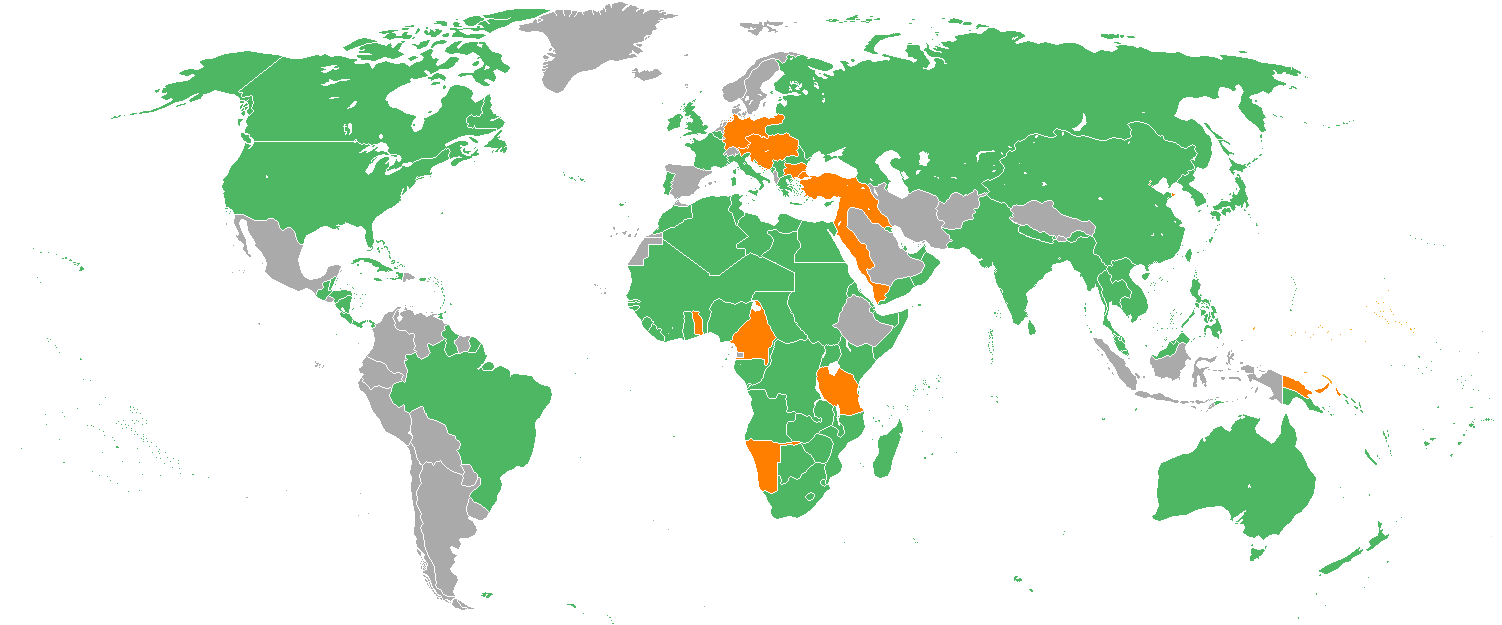
Erster Weltkrieg – beteiligte Staaten:
Entente, Alliierte, Assoziierte und ihre Kolonien
Mittelmächte und ihre Kolonien
Neutrale Staaten und unabhängige Gebiete**Nicht eingezeichnet: Abessinien, Darfur, der Senussi-Staat und Persien kämpften teilweise auf Seiten der Mittelmächte. Zentralarabien und der Hedschas standen auf Seiten der Entente.

## Ausgangsproblematik
Die Formulierung der Kriegsziele war für die meisten kriegführenden Staaten eine delikate Angelegenheit. Viele bezeichneten es als gefährlich und unnötig, denn die Verkündung konkreter Kriegsziele konnte unangenehme Verpflichtungen nach sich ziehen, die man lieber vermeiden wollte. Öffentlich verkündete Kriegsziele nicht zu erreichen, hätte als Niederlage erscheinen können. Daher sprach man in der ersten Phase des Krieges vielerorts nur in sehr allgemeiner Form öffentlich von Kriegszielen und konzentrierte die Gedanken der Öffentlichkeit auf den Sieg an sich. Detaillierte Kriegsziele waren zweitrangig, denn eine „Einkaufsliste“ über zu gewinnende Territorien oder Zugeständnisse hätte den „heroischen Charakter“ gestört, den der Krieg in den Augen vieler Zeitgenossen – besonders zu Anfang (→Augusterlebnis) – hatte. Andererseits hätten öffentlich verkündete Expansionsbestrebungen negativen Einfluss auf die vielleicht kriegsentscheidende Haltung der neutralen Staaten haben können. Später wurde die öffentliche Formulierung der Kriegsziele aber oft nötig, um Kosten-Nutzen-Analysen aufzustellen, ob es denn wert sei, für dies oder jenes Kriegsziel weiter zu kämpfen.
Pufferzonen und Grenzverbesserungen spielten noch eine vorrangige Rolle in den Überlegungen, obwohl durch den technischen Fortschritt Entfernungen nicht mehr so bedeutsam waren wie noch im 19. Jahrhundert. „Die Tatsache, dass Grenzverschiebungen im Zeitalter der Massenkriege, der modernen Transportmittel und der Flugzeuge nur noch begrenzte militärische Bedeutung haben, war“, laut Gerhard Ritter, „nicht einmal den Fachmilitärs geläufig“ – daher auch Politikern und Publizisten unbekannt. Der Nationalismus hatte die politischen Akteure empfindlich für Gebietsverluste und Grenzverschiebungen gemacht, so dass „solche Verschiebungen durch ihre politische Wirkung einen künftigen Dauerfrieden mehr bedrohen als militärisch sichern würden“. Im Zeitalter des Nationalismus und Imperialismus erkannte fast niemand, dass Annexionen den Gegner nicht schwächen würden und so der Frieden nicht gesichert werden könnte, sondern im Gegenteil erneut gefährdet würde.
Die Mittelmächte benutzten wie die Alliierten die Kriegsziele auch als Kriegsmittel, zur Ermutigung ihrer Bevölkerung, ihrer Verbündeten oder der Neutralen, oder als Entmutigung, als Drohung wie zur Zersetzung des Gegners.
Die Kriegszielpolitik beider Seiten war auch auf wirtschaftliche Macht ausgerichtet, einerseits durch Okkupation oder Einflussnahme in Absatzgebieten für die eigenen Exporte, andererseits durch Eroberung neuer Rohstoffquellen. Dennoch waren die Kriegsziele „notwendigerweise hypothetische und vergängliche Optionen, die wenigsten hatten einen bedingungslosen Charakter“.

## Begriffsklärung
Der Terminus „Kriegsziele“ wurde schon während des Krieges von den Kriegsgegnern verwendet. Der Sieg selbst war dabei kein Kriegsziel, sondern Voraussetzung für die Verwirklichung der Kriegsziele. Diese Kriegsziele bestanden faktisch aus den Bedingungen – Gebietsabtretungen, Entschädigungen, Entwaffnung – die nach einem Sieg dem Unterlegenen auferlegt werden sollten.
Die Begriffe Kriegsziel, Kriegsgrund und Kriegsursache wurden oft nicht voneinander unterschieden. Obwohl die veröffentlichten oder geheim gehaltenen Kriegsziele teilweise extreme Forderungen – etwa nach Annexionen – umfassten, kann der Kriegseintritt nicht ausschließlich mit diesen Zielen erklärt werden. Es gab jedoch auch Fälle, in denen sich Kriegsgrund und Kriegsziele deckten, wie es bei Italien, Rumänien und Bulgarien der Fall war. Bei den meisten anderen Staaten ist nach dem Kriegsausbruch das ursprüngliche Kriegsmotiv durch Kriegsansprüche überlagert worden, die erst im Kriegsverlauf entstanden und sich im Kriegsverlauf wandelten. „Aus annexionistischen Kriegszielen kann weder für die eine noch für die andere Seite der Vorwurf abgeleitet werden, daß sie den Krieg, von seinem Grund her geurteilt, als Eroberungskrieg begonnen hätte“, argumentierte Ernst Rudolf Huber. Im Verlauf und nach Ende des Krieges wurden Kriegsschuld und Kriegsziele oft nur als zwei Seiten einer Medaille betrachtet, obwohl die Verbindung zwischen beiden nur scheinbar derart eng ist. Kriegsziele, Strategie und Friedensverhandlungen waren eng miteinander verbunden, die Grenzen fließend.

## Kriegsziele der Mittelmächte

### Deutsches Reich

#### Kriegsziele zu Beginn des Krieges

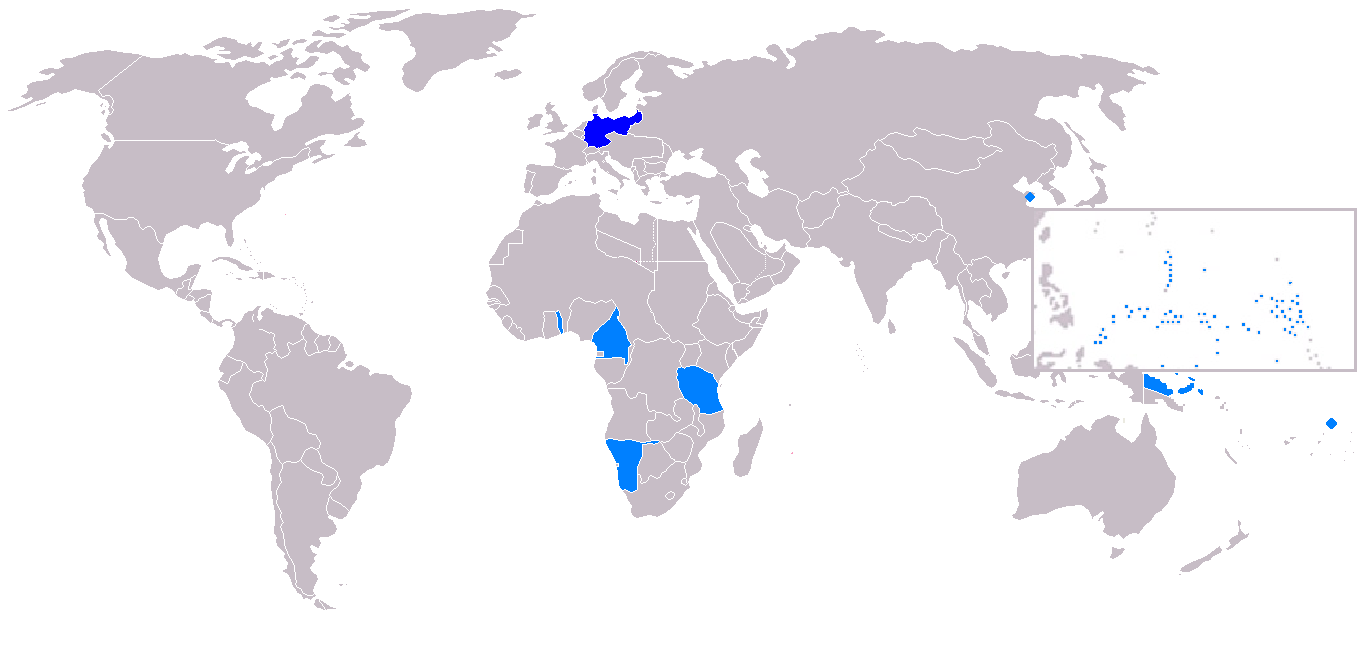
Deutschland und seine Kolonien 1914 (blau)

Beim Ausbruch des Weltkrieges überwog im Deutschen Reich noch die Auffassung, der Krieg habe bloßen Verteidigungscharakter. Ausgelöst durch die raschen Erfolge der Armee an der Westfront wurden schon bald zum Teil fantastische Annexionsprojekte formuliert. Insgesamt trat das überwiegend kommerziell dominierte Vorkriegsziel des deutschen Imperialismus, nämlich die koloniale Expansion des Deutschen Reiches in Afrika und Vorderasien, zugunsten einer allgemeinen Machterweiterung in Europa zurück, denn durch die „Mittellage“ und „Einkreisung“ in Europa fühlten sich verschiedene Fraktionen im Deutschen Reich bedroht. Durch Annexionen in Ost und West in zum Teil extremer Größenordnung wollte man die gewünschte Hegemonialstellung des Deutschen Reiches auf dem europäischen Festland für alle Zukunft sichern. Erst danach habe ein Kampf um einen „Platz an der Sonne“ gute Erfolgsaussichten.

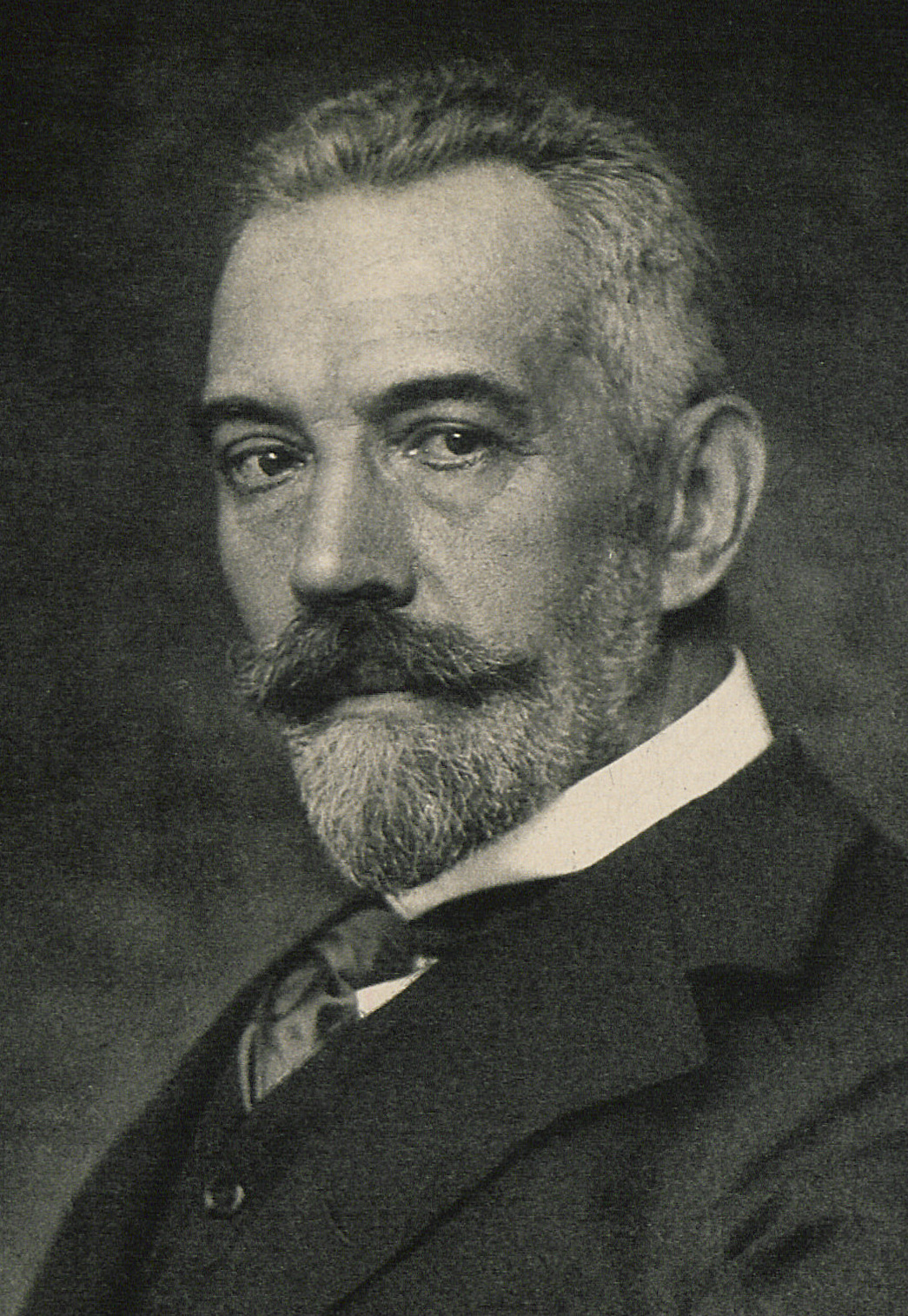
Reichskanzler Theobald von Bethmann Hollweg

Am 9. September 1914 legte Kanzler Bethmann Hollweg in seinem „Septemberprogramm“ die Kriegsziele fest. Deutschland wollte seine seit der Reichsgründung stark gewachsene Machtstellung sichern und seine Ansprüche auf eine Weltpolitik geltend machen.

„Sicherung des Deutschen Reichs nach West und Ost auf erdenkliche Zeit. Zu diesem Zweck muß Frankreich so geschwächt werden, daß es als Großmacht nicht neu erstehen kann, Rußland von der deutschen Grenze nach Möglichkeit abgedrängt und seine Herrschaft über die nichtrussischen Vasallenvölker gebrochen werden.
Die Ziele des Krieges im einzelnen:
1. Frankreich: Abtretung des Erzbeckens von Briey […]. Ein Handelsvertrag, der Frankreich in wirtschaftliche Abhängigkeit von Deutschland bringt […].
2. Belgien: Angliederung von Lüttich und Verviers an Preußen, eines Grenzstriches der Provinz Luxemburg (Areler Land) an Luxemburg. Zweifelhaft bleibt, ob Antwerpen mit einer Verbindung nach Lüttich gleichfalls zu annektieren ist. Gleichviel, jedenfalls muß ganz Belgien, wenn es auch als Staat äußerlich bestehen bleibt, zu einem Vasallenstaat herabsinken, […] wirtschaftlich zu einer deutschen Provinz werden.
3. Luxemburg wird deutscher Bundesstaat und erhält einen Streifen aus der jetzt belgischen Provinz Luxemburg und eventuell die Ecke von Longwy.
4. Es ist zu erreichen die Gründung eines mitteleuropäischen Wirtschaftsverbandes durch gemeinsame Zollabmachungen, unter Einschluss von Frankreich, Belgien, Holland, Dänemark, Österreich-Ungarn, Polen und eventl. Italien, Schweden und Norwegen. Dieser Verband, wohl ohne gemeinsame konstitutionelle Spitze, unter äußerlicher Gleichberechtigung seiner Mitglieder, aber tatsächlich unter deutscher Führung, muß die wirtschaftliche Vorherrschaft Deutschlands über Mitteleuropa stabilisieren.
5. Die Frage der kolonialen Erwerbungen, unter denen in erster Linie die Schaffung eines zusammenhängenden mittelafrikanischen Kolonialreichs anzustreben ist, desgleichen die Rußland gegenüber zu erreichenden Ziele werden später geprüft […].
6. Holland. Es wird zu erwägen sein, durch welche Mittel und Maßnahmen Holland in ein engeres Verhältnis zu dem Deutschen Reiche gebracht werden kann […].“

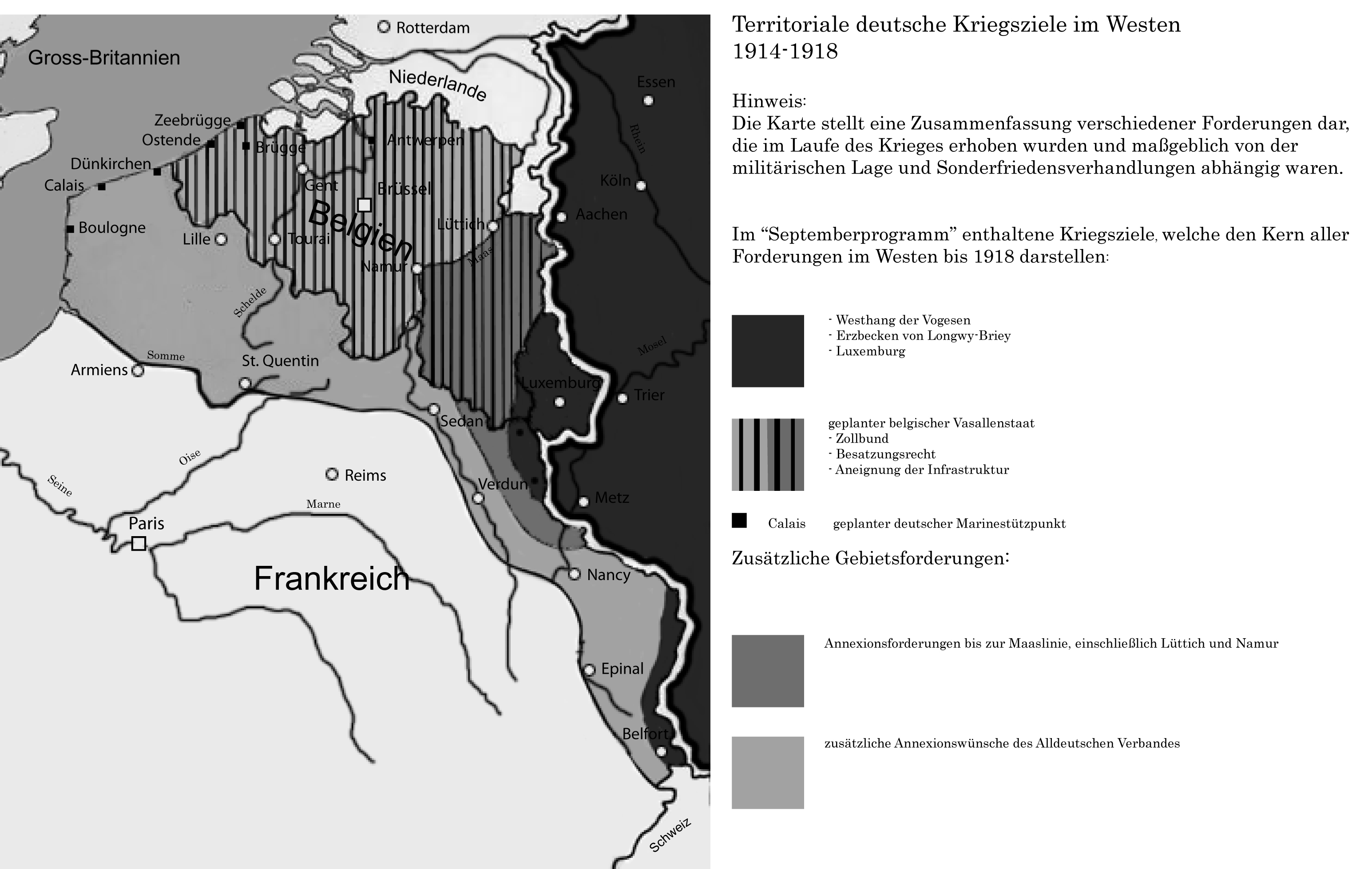
Kriegsziele im Westen

Das Septemberprogramm entsprach den Ideen und Wünschen der führenden deutschen Kreise in Politik, Wirtschaft und Militär. Namentlich die Industrie erhoffte sich von friedensvertraglichen Regelungen weitgehende Wettbewerbsprivilegien durch Eingriffe in die Autonomie der betroffenen Staaten. Das Programm ist das Ergebnis der Zusammenfassung vieler Programme und Konzepte über das zukünftige Europa. Bethmann Hollweg und sein Berater Kurt Riezler, der eigentliche Verfasser des Septemberprogrammes, waren Rezipienten unzähliger Kriegszielprogramme vieler Interessengruppen, welche sie als politisch erreichbare Ziele formulierten und in eine praktikable Form brachten.
Die Kriegszielmehrheit im Reichstag erstreckte sich von den konservativen über liberale Parteien bis ins sozialdemokratische Lager hinein. Ab 1915 sind allerdings wachsende Gegensätze in dieser Frage festzustellen. Nachdem in der Euphorie der ersten Kriegswochen weitgehende – meist unrealistische – Kriegsziele aufgestellt worden waren, verbot Bethmann Hollweg Ende 1914 aus Rücksicht auf das neutrale Ausland und die deutsche Arbeiterschaft die öffentliche Kriegszieldebatte. Diese Beschränkung wirkte allerdings nur in sehr geringem Maße und wurde später auf Betreiben der Dritten Obersten Heeresleitung (OHL), auch wegen der psychologischen Mobilisierung der kriegsmüden Bevölkerung, aufgehoben. Die OHL erblickte in der Freigabe der Kriegszieldiskussion ein entscheidendes Mittel zur Totalisierung des Krieges und zur ideologischen Kriegsführung.
Das Herzstück der deutschen Kriegszielpolitik im Westen war während des gesamten Krieges Belgien. Seit dem Septemberprogramm rückte keiner der politisch Verantwortlichen von der Forderung nach Beherrschung Belgiens als Vasallenstaat, neben möglichst großen direkten Annexionen, ab. Bereits einige Tage nach Kriegsbeginn war Belgien zum zentralen Kriegsziel eines großen Teiles der deutschen Öffentlichkeit geworden, die Forderungen lauteten von der indirekten Kontrolle des Landes über die Einnahme einzelner Teilgebiete bis zur kompletten Annexion, teilweise sogar bei gleichzeitiger Ausweisung der dortigen Bevölkerung. Zweites zentrales Kriegsziel war die mehr oder weniger direkte Beherrschung Polens neben der Annexion eines, je nach Herkunft des Konzeptes, unterschiedlich breiten Grenzstreifens.
Auch Gebietserweiterungen in Kurland und Litauen (Ober Ost) wurden von Vertretern aller weltanschaulichen Richtungen in fast allen Fällen verlangt. Einerseits, weil sie dem Reich direkt benachbart waren, andererseits, weil sie eine nichtrussische Bevölkerung und mit den Deutsch-Balten sogar eine kleine deutsche Minderheit besaßen. Vorgesehen war, ähnlich wie im polnischen Grenzstreifen, durch Ansiedlung von Russlanddeutschen auf russischen Krondomänen, Kirchen- und Großgrundbesitz, neben den Besitzungen der deutsch-baltischen Aristokratie, die Verdrängung der Letten im eigenen Lande. Als Motivation der Besiedlungsaktion brach hier mit voller Schärfe die völkische Komponente der deutschen Kriegszielpolitik durch.

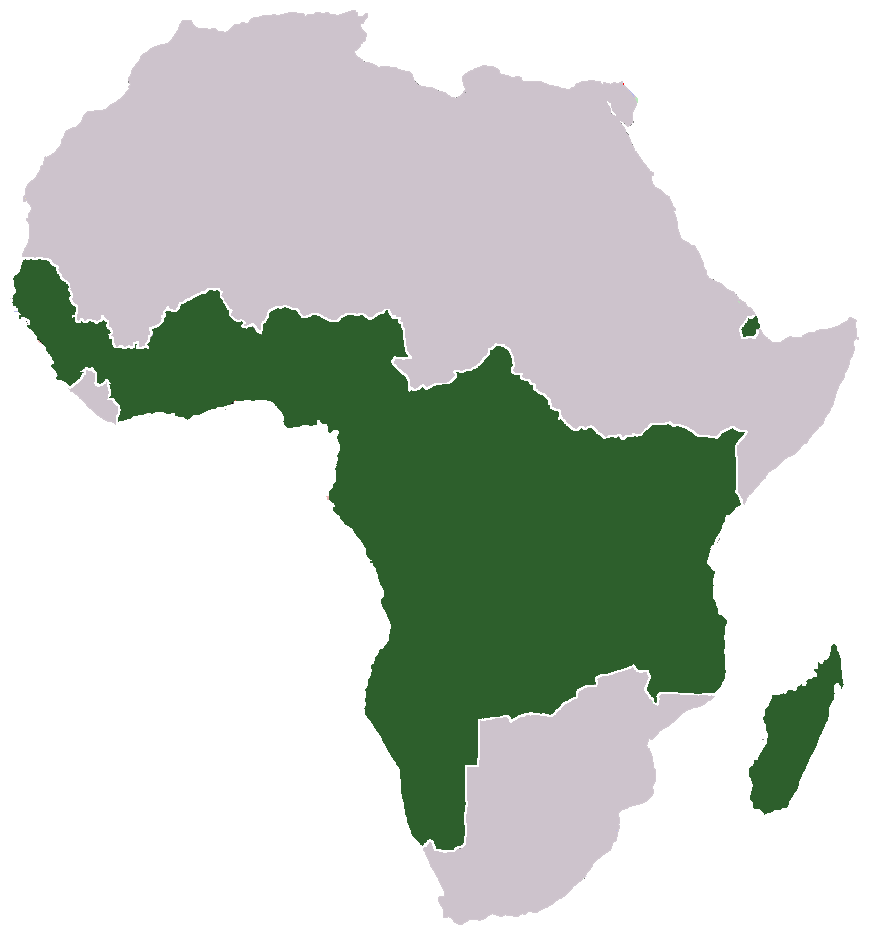
Kriegsziel Deutsch-Mittelafrika

Das deutsche Kriegsziel „Mittelafrika“ wurde besonders hartnäckig verfolgt. Ein Vorschlag von Wilhelm Heinrich Solf, dem Staatssekretär des Reichskolonialamtes, der im August und September 1914 ein konkretes Mittelafrika-Projekt entwarf, war die Verteilung der afrikanischen Kolonien Frankreichs, Belgiens und Portugals, die Bethmann Hollweg schließlich in sein Septemberprogramm einschloss.
Trotz der Flut annexionistischer Agitation, die im Sommer 1915 ihren Höhepunkt erreichte, ließen die Eroberungswünsche unter der Einwirkung der Kriegsnöte in breiten Bevölkerungskreisen verhältnismäßig schnell nach. Auf die Eroberungswünsche während der „Kriegspsychose“ des Winters 1914/15 folgte im Frühjahr 1915 die Ernüchterung eines Großteils der Bevölkerung. Die annexionistische Propaganda erfasste nicht wie im Zweiten Weltkrieg alle Bevölkerungskreise, sondern hauptsächlich industrielle und intellektuelle Schichten. In der zweiten Hälfte des Krieges war die sozialdemokratische Parole eines Friedens ohne Annexionen sehr populär. Der Unmut richtete sich, vor allem unter den Soldaten, gegen den Alldeutschen Verband und seine Anhänger als „Kriegshetzer“ und „Kriegsverlängerer“.
Am 20. Mai 1915 erfolgte die Eingabe der sechs großen Wirtschaftsverbände (Centralverband deutscher Industrieller, Bund der Industriellen, Bund der Landwirte, Deutsche Bauernbund, Reichsdeutscher Mittelstandsverband und Vereinigung der deutschen Bauernvereine), die die Gesamtheit der deutschen Wirtschaft repräsentierten. Darin wurde als Hauptziel territoriale Ansprüche im Westen und im Osten erhoben. Gefordert wurde die militärische und wirtschaftliche Beherrschung Belgiens, die französische Kanalküste als Lebensfrage „für unsere künftige Seegeltung“ und Druckmittel gegen England, strategische Grenzverbesserungen wie Belfort und Verdun, die Erzbecken von Longwy und Briey, die Kohlengebiete des Departements du Nord und des Pas de Calais und im Osten Teile der Ostseeprovinzen und der südlich angrenzenden Gebiete als agrarisches Gegengewicht zum industriellen Machtzuwachs im Westen. Weiterhin wurde ein den wirtschaftlichen Interessen voll genügendes Kolonialreich, zoll- und handelspolitische Sicherung und eine Kriegsentschädigung in zweckmäßiger Form gefordert.

#### Kriegsziele und Friedensbemühungen
Für den allseits nicht erwarteten Fall, dass die Entente infolge des Friedensangebots der Mittelmächte in Verhandlungen eintreten würde, forderte Bethmann Hollweg von Generalstab, Admiralstab und Kolonialamt die Erstellung von Kriegsziellisten als Verhandlungsgrundlage, was auch sogleich geschah. Der Kanzler hat dann die Bedingungen der Militärs und des Kolonialamtes in die Friedensbedingungen, die er Woodrow Wilson auf dessen Anfrage am 29. Januar 1917 über Botschafter Bernstorff zukommen ließ, in verschleierter Form, als „Garantien“, doch noch aufgenommen. In seinen unbestimmten Formulierungen konnten die Militärs ihre Wünsche berücksichtigt sehen, die Diplomatie hingegen ihren mäßigenden Einfluss; – insofern war es eine Kompromissformel. Falls die Entente das Friedensangebot angenommen hätte, lauteten die Bedingungen:

„Rückerstattung des von Frankreich besetzen Teils von Oberelsaß. Gewinnung einer Deutschland und Polen gegen Rußland strategisch und wirtschaftlich sichernden Grenze. Koloniale Restitution in Form einer Verständigung, die Deutschland einen seiner Bevölkerungszahl und der Bedeutung seiner wirtschaftlichen Interessen entsprechenden Kolonialbesitz sichert. Rückgabe der von Deutschland besetzten französischen Gebiete unter Vorbehalt strategischer und wirtschaftlicher Grenzberichtigung sowie finanzieller Kompensationen. Wiederherstellung Belgiens unter bestimmten Garantien für die Sicherheit Deutschlands, welche durch Verhandlungen mit der belgischen Regierung festzustellen wären. Wirtschaftlicher und finanzieller Ausgleich auf der Grundlage des Austausches der beiderseits eroberten und im Friedensschluß zu restituierenden Gebiete. … Die Friedensbedingungen unserer Verbündeten bewegten sich in gleich gemäßigten Grenzen.“

Dieses Programm, urteilt Wolfgang Steglich, ist unter allen Kriegsziellisten, die im Rahmen der Verhandlungen um die Friedensaktion aufgestellt wurden, das maßvollste gewesen. Das lag in der Natur des Programms, das eine persönliche Mitteilung an Wilson darstellte, begründet. Die einzelnen Kriegszielforderungen waren aber so unbestimmt abgefasst, dass Verschärfungen leicht möglich waren.
Die deutsche Führung war sich einig, dass der Wilsonsche Friedensversuch gestoppt werden musste, weil er die deutschen Sonderfriedensversuche, die allein die Erreichung der Kriegsziele gewährleisten könnten, vereitelt hätte.

#### Kreuznacher Kriegszielkonferenz
Die OHL drängte den widerstrebenden Bethmann Hollweg immer wieder auf die Festlegung von „Mindest- und Ausgangsforderungen“. Die Kriegszielkonferenz im Hauptquartier der OHL in Bad Kreuznach am 23. April 1917 stellte eine „Hochwassermarke des offiziellen deutschen Annexionismus“ dar.
Die Ergebnisse der Konferenz waren weitreichende Forderungen, wie die Annexion Kurlands und Litauens, ein polnischer Grenzstreifen, dessen Ausdehnung von der zukünftigen Vorherrschaft Deutschlands in Polen abhängen sollte, das zudem noch nach Osten hin zu erweitern wäre. Russland sollte als Entschädigung Ostgalizien überlassen werden und auch Teile der Moldau erhalten. Österreich-Ungarn könnte dafür in Serbien, Montenegro und Albanien, in Form eines anzugliedernden südslawischen Staates, Kompensationen erhalten. Die Moldau bis zum Sereth und die Westwalachei bis Craiova kämen ebenfalls an den Verbündeten. Rumänien sollte so groß wie möglich bleiben und unter deutscher Kontrolle weiter bestehen. Im Westen blieben die Ansprüche die alten: der Vasallenstaat Belgien hätte Lüttich, die flandrische Küste mit Brügge und die Gegend von Arlon abzutreten, die ebenso wie Luxemburg und Longwy-Briey an Deutschland fallen würden. Des Weiteren habe Frankreich einzelne „Grenzverbesserungen“ in Elsaß-Lothringen zuzulassen, lediglich „einige Grenzzipfel“ wurden, als Beweis des guten Willens gegenüber den kriegsmüden Österreichern, zugunsten Frankreichs angeboten, um „einen Frieden mit Frankreich daran nicht scheitern zu lassen“.
Admiral von Müller hatte von der Konferenz den Eindruck „völliger Maßlosigkeit im Osten und Westen“ erhalten. Bethmann Hollweg hatte Hindenburg und Ludendorff in Kreuznach nichts entgegenzusetzen. Die mächtige OHL hatte dem schwachen Kanzler ihr Maximalprogramm abgerungen. Admiral Müller hatte aber den Eindruck, dass Bethmann und Zimmermann es nicht tragisch nahmen, weil sie dachten, es würde letzten Endes doch alles ganz anders kommen. Bethmann Hollweg selbst meinte, er habe das Protokoll mitgezeichnet, weil sein „Abgang über Phantastereien lächerlich“ wäre. Im Übrigen lasse er sich durch das Protokoll natürlich in keiner Weise binden.

#### Kriegsziele gegen Ende des Krieges

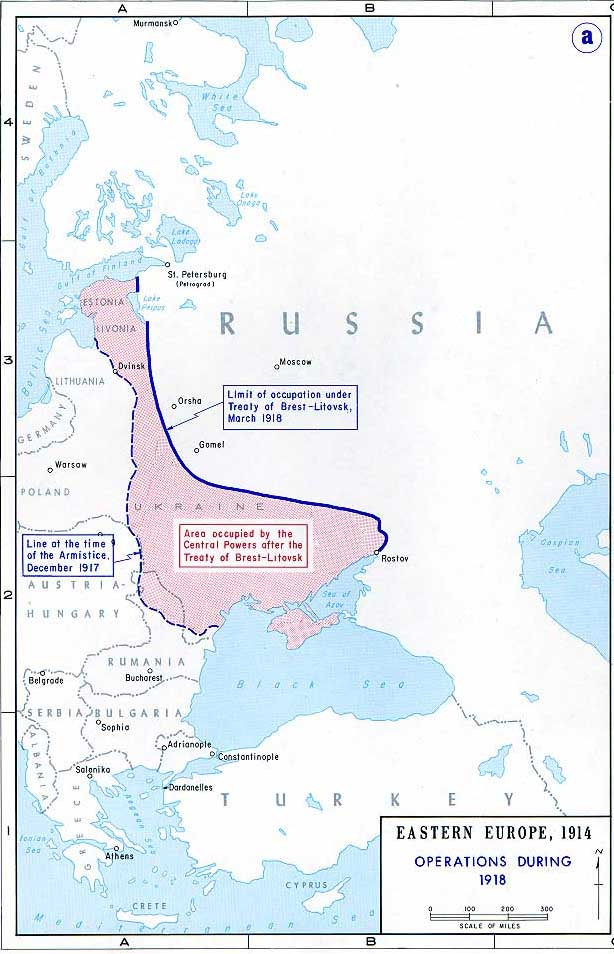
Die Ostfront nach dem Friedensschluss von Brest-Litowsk

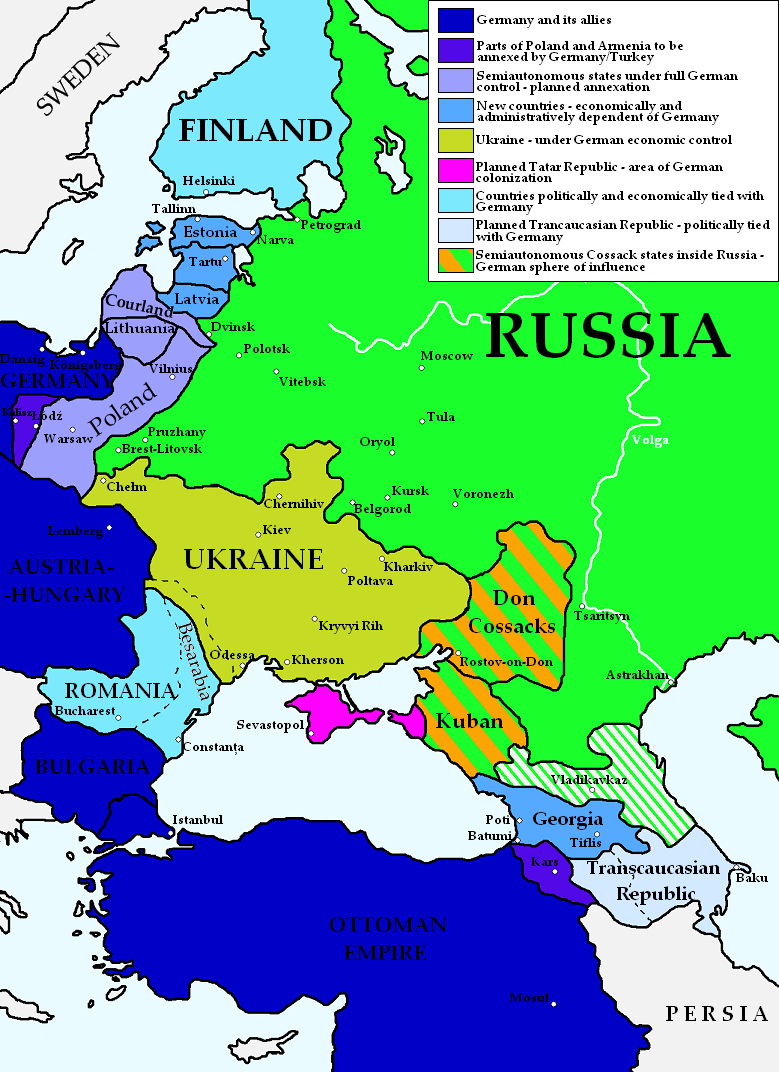
Deutsche Kriegsziele für den osteuropäischen Raum nach dem Vertrag von Brest-Litowsk

Im Rahmen der „Randstaatenpolitik“ Deutschlands – der „Zurückdrängung Russlands“ durch Schaffung einer Zone von Pufferstaaten, von Finnland bis zur Ukraine – lag der Schwerpunkt deutschen Expansionsstrebens im Osten vor allem im Baltikum. Eine Mehrheit der führenden Schichten Deutschlands, von ganz rechts bis ins antizaristische linke Lager, hing der „Abgliederungskonzeption“ an.
Der Vorfrieden von Brest-Litowsk am 3. März 1918 mit Sowjetrussland sah vor, dass Polen, Estland, Livland und Kurland aus Russland ausschieden und die Ukraine sowie Finnland unabhängig wurden. Russland musste seine Truppen aus Finnland und den an das Osmanische Reich grenzenden Gebieten von Ardahan, Kars und Batumi, abziehen. Russland verlor dadurch 26 Prozent des von ihm zuvor dominierten Territoriums, 27 Prozent des anbaufähigen Landes, 26 Prozent des Eisenbahnnetzes, 33 Prozent der Textilindustrie, 73 Prozent der Eisenindustrie und 75 Prozent der Kohlenbergwerke.
Einen Höhepunkt der deutschen Kriegszielpläne, mit ausgedehnten Annexionsgebieten und Einflusssphären im Osten und Südosten, bildete das Jahr 1918, zwischen dem Frieden mit Sowjetrussland und der Niederlage der Mittelmächte. Während der Verhandlungen zu den Zusätzen des Brest-Litowsker Friedensvertrags vom Sommer 1918 versuchte insbesondere Ludendorff die Gebiete Estland, Livland, Kurland, die Krim, das Gebiet der Kuban- und Donkosaken als Brücke zum Kaukasus, das Kaukasusgebiet selbst, das Gebiet der Wolgatataren, das Gebiet der Astrachan-Kosaken und ferner Turkmenien und Turkestan als deutsche Einflusssphäre zu sichern. Dies geschah mal gegen den Willen und mal mit Duldung der Reichsleitung.

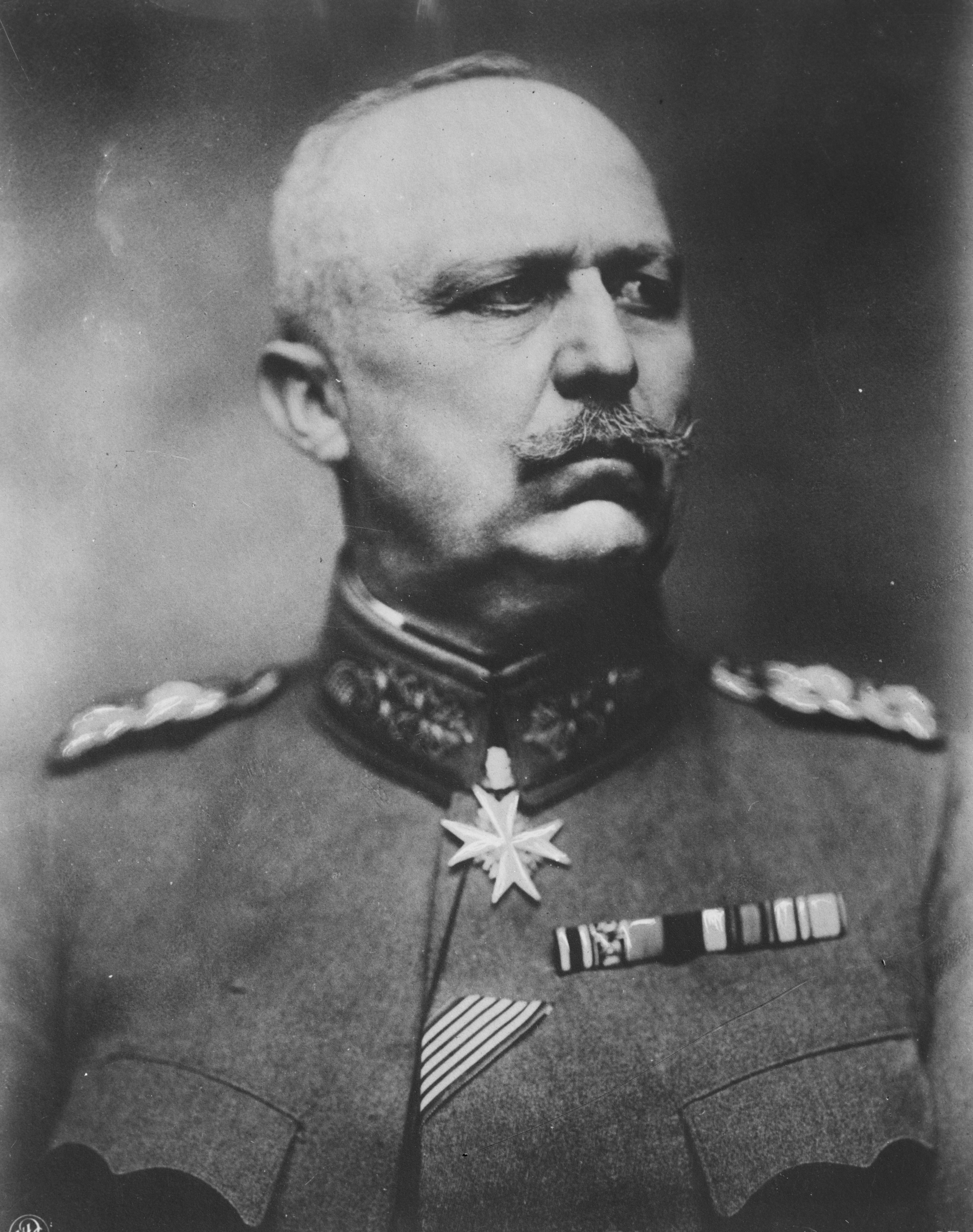
General Erich Ludendorff

Kaiser Wilhelm II. entwickelte den Plan, Russland nach Abtretung Polens, des Baltikums und des Kaukasus in vier unabhängige Zarentümer, die Ukraine, den Südostbund, als antibolschewistisches Gebiet zwischen der Ukraine und dem Kaspischen Meer sowie in Zentralrussland und Sibirien zu teilen. Diese Form der Beherrschung ergäbe eine Brücke nach Zentralasien zur Bedrohung der britischen Stellung in Indien. Der Plan eines Südostbundes stand dabei in Konkurrenz zu türkischen Absichten.
Ludendorff glaubte nicht an die dauerhafte staatliche Trennung der Ukraine von Russland. Daher entwickelte er ein Konzept der deutschen Einflusssphären in Russland, als Gegengewicht zum bolschewistischen Kern. Einerseits war der Kolonisten-Staat Krim-Taurien als Siedlungsgebiet für Russlanddeutsche vorgesehen, andererseits das Don-Kubangebiet als Verbindung zum Kaukasus. Die Krim sollte dadurch ein permanent besetzter Kolonialstaat mit deutscher Besiedlung werden, als Flottenstützpunkt wichtig für den deutschen Einfluss im Kaukasus und im Nahen Osten. Ludendorff entwickelte des Weiteren die Idee eines deutsch bestimmten Kaukasusblockes mit Georgien als Kern. Dies stellte sich jedoch wegen der großen Entfernung und des türkischen Vorstoßes als völlig utopisch heraus.
Die Zusatzverträge zum Brest-Litowsker Frieden vom 27. August 1918 stellten zwar einen neuen Höhepunkt der Demütigung Russlands dar, setzten aber gleichzeitig diesen noch viel weitergehenden Annexionsplänen ein vorläufiges Ende. Die russischen Randstaaten von Finnland über die Ukraine bis nach Georgien waren zwar nicht direkt annektiert worden, befanden sich aber in enger wirtschaftlicher und militärischer Abhängigkeit vom Deutschen Reich.
Der zunehmende Zerfall der russischen Macht durch die Revolution und die Nichtachtung des amerikanischen Kriegseintritts ließen alle Zügel derer schießen, die aus lange angestauter Sorge vor der russischen Ostmacht den Ritt ins Ostland ersehnten. Je drohender im Westen die Gegner gegen die Front anrannten, desto eher lockte der Griff nach dem offenen Osten.
Die damals in der deutschen Führung diskutierte Frage war aber auch, ob sich ein deutsch beherrschtes Mitteleuropa in einem zukünftigen Krieg, gegen die zwei größten Seemächte, Großbritannien und den Vereinigten Staaten durchsetzen ließ. Schließlich besaßen die beiden Weltmächte praktisch den unbegrenzten Zugriff auf das globale wirtschaftliche Potential mit seinen Ressourcen. Als Antwort darauf entwickelten die deutschen Planer die Idee des deutschen Großraumes von der Biskaya bis zum Ural. Der östliche Großraum, wehrwirtschaftlich geschlossen und verteidigungsfähig, autark und blockadefest, als Gegengewicht zu den Seemächten, löste damit Mitteleuropa als zentrales deutsches Kriegsziel ab. Die Schwäche der Mitteleuropakonzeption, mit Abhängigkeit von anderen souveränen Staaten und begrenzten Rohstoffreserven entfiel beim Ostraum-Programm.

#### Einordnung der Kriegsziele in der Forschung
Deutschland hatte im Gegensatz zu den meisten anderen kriegsführenden Staaten kein natürliches Kriegsziel. In der Folge wurden daher Ziele künstlichen Charakters formuliert, die im Bewusstsein des Volkes nicht verwurzelt sein konnten. Das Fehlen greifbarer nationaler Ziele, nachdem der Weg nach Südosten durch das Bündnis mit Österreich-Ungarn verwehrt war, führte zu einer Konzentration auf reine Machtexpansion. Diese Machtexpansion, gemäßigt und kritisch oder radikal und ausschweifend, war der Ausdruck des spezifischen und politischen Bewusstseins der Wilhelminischen Zeit. Sie begriff die Kumulation von Macht als den Kern staatlicher Existenz. Machtkonflikte erschienen ihr als die innerste Antriebskraft der Geschichte.
Einen Krieg zu beginnen und einem fremden Staat Gebiete abzunehmen, war von jeher das unbezweifelte Recht des souveränen Staates gewesen. Zur Wende vom 19. zum 20. Jahrhundert bahnte sich jedoch in aller Welt ein Umschwung in Politik und öffentlicher Meinung an. Das Recht, Gebietsgewinne als vornehmlich 'imperial' begründbares Kriegsziel anzustreben, wurde zunehmend in Frage gestellt. Die politisch-militärischen Entscheidungsträger des Kaiserreichs verkannten jedoch die Bedeutung dieses Umschwungs. Sie formulierten stattdessen nach Beginn des Krieges mit großer Selbstverständlichkeit weitgehende Gebietsgewinne als Kriegsziel und strebten diese Gebietsgewinne militärisch mit allen zu Gebote stehenden Mitteln an.
Die deutsche Kriegszieldebatte war kein Kampf zwischen den Möglichkeiten der Expansion oder des Friedens, sondern ein Konflikt zwischen gemäßigten und extremen Versionen eines „deutschen Friedens“. Die Annexionisten versuchten, vereinfacht gesagt, die großen Probleme des Reiches auf außenpolitischer Ebene durch Expansion zu lösen und die Gemäßigten durch innere Reformen (obwohl sie Expansion keineswegs ausschlossen). Zahlenmäßig waren die Anhänger der gemäßigten Richtung zwar den Annexionisten unterlegen, sie fanden aber mehr Gehör bei der Reichsleitung unter Bethmann Hollweg. Sie waren aber, anders als manche Gegner, keine Massenagitatoren. Die Gemäßigten blieben von der Arbeiterschaft isoliert und standen, ebenso hilflos wie Bethmann Hollweg, der annexionistischen Massenbewegung gegenüber. Es gab also ein Missverhältnis von starkem Einfluss nach oben und mangelnder Breitenwirkung nach unten. Bei den Annexionisten war das, zumindest bis zur Installierung der dritten OHL, genau umgekehrt. Das führte bei den Gemäßigten zu einem Gefühl der Unterlegenheit, obwohl sie durch den Gang der Ereignisse bestätigt wurden. Diese psychologische Hypothek sollte noch in der Weimarer Republik fortwirken.
Die Motive für die Kriegszielbewegung waren vielfältig und verflochten. Sie reichten von Existenzängsten über wirtschaftliche Partikularinteressen bis zu unverhohlenen Allmachtsträumen.
Die durch die nationalistische Agitation fortwährend noch gesteigerten und weit überspannten Erwartungen der deutschen Öffentlichkeit schränkten die Handlungsfähigkeit der noch relativ nüchternen Reichsleitung unter Bethmann Hollweg immer wieder ein und vergrößerten die Diskrepanz zwischen weltpolitischen Illusionen und kontinentaleuropäischen Realitäten.
In der Außenpolitik vor und im Krieg zeigte sich wieder einmal Deutschlands altüberkommene geografisch-politische Spaltung. Der Bruch mit Großbritannien wurde gefördert und begrüßt von der Flottenpartei, der (Schwer-)Industrie, dem anitplutokratischen Flügel des preußischen Mittelstandes sowie den Junkern und war im Wesentlichen eine norddeutsche Angelegenheit. Der Kampf mit Russland fand dagegen mehr Unterstützung in Süddeutschland, bei den Sympathisanten der Habsburger und im Finanzwesen. Zur Seite des kontinentalpolitischen Flügels zählte Bethmann Hollweg, zur Gegenseite Alfred von Tirpitz, sein Hauptwidersacher in den ersten Kriegsjahren.
Nach der Sozialimperialismus-Theorie von Hans-Ulrich Wehler entwickelte das Reich bereits zur Zeit Otto von Bismarcks die politische Strategie, soziale Spannungen im Inneren durch eine verstärkt auf den überseeischen Imperialismus setzende Außenpolitik abzulenken und womöglich zu neutralisieren. Der Krieg bot demnach die Möglichkeit der Flucht nach vorne. Laut Wehler hatten die deutschen Kriegsziele für die Machteliten einen funktionalen Aspekt, als Integrationsklammer, als Mittel, die politische und soziale Einheit der tief in sich gespaltenen wilhelminischen Gesellschaft herzustellen.
Entsprechend der Sozialimperialismus-Theorie versuchten die gesellschaftlichen Eliten, innere Probleme durch Expansion nach außen zu lösen und notwendige Reformen durch einen sie legitimierenden Sieg zu verhindern, um ihre privilegierte soziale Stellung im Inneren zu behaupten. Ein Verständigungsfrieden erschien vielen politisch Mächtigen Deutschlands undenkbar, bedeutete er doch fast ebenso sicher wie eine von außen herbeigeführte Niederlage einen Legitimations- und Machtverlust.
Das angestrebte „Imperium Germanicum“ scheiterte nicht nur an der deutschen Kontinuität des Irrtums (Fritz Fischer), sondern auch an den Mängeln der inneren Strukturen des Reiches, das zu keinerlei Selbstbeschränkung als Vormacht eines Kontinentaleuropas befähigt war. Es scheiterte auch an den Erfordernissen der Zeit, mit ihrem Selbstbestimmungsrecht der Völker, das vom Reich im Grunde nicht wirklich akzeptiert wurde.
Das Deutsche Reich war aufgrund seiner militärischen Macht, seines wirtschaftlichen Potentials und seiner territorialen Größe ohnehin schon die stärkste europäische Großmacht. Daher musste jede in seinem Wesen angelegt imperialistische Expansion zwangsläufig mit dem Gleichgewicht der Kräfte in Europa („Balance of Power“) kollidieren. Hätte sich Deutschland gegen die stärkst-mögliche Koalition aufrechterhalten, wäre ihm laut Ludwig Dehio automatisch eine hegemoniale Funktion in Europa und in der Welt zugefallen. Schließlich hat Deutschland im Krieg bewiesen, dass es schon eine Weltmacht war, sonst hätte es nicht so lange Zeit gegen die drei anderen Weltmächte Russland, das Britische Empire und die Vereinigten Staaten Krieg führen können. Das Streben nach der deutschen Weltmacht ging schon seit Bismarck eher in die Richtung von Statussymbolen einer Weltmacht mit möglichst vielen Kolonien. Denn das deutsch beherrschte Gebiet der Erdoberfläche erschien den deutschen Imperialisten, im Vergleich zu den anderen Weltmächten, oder auch zur nur europäischen Großmacht Frankreich, viel zu klein und als Ausgangsbasis für die Zukunft einfach zu schmal.
Deutschland war also zwar stark genug für den Versuch eine dritte Weltmacht, neben der russischen und der anglo-amerikanischen, zu werden, aber nicht stark genug, um Erfolg zu haben. Es scheiterte an dem überspannten Versuch, ein Reich von der flandrischen Küste bis zum Peipussee, von der Ostsee bis zum Schwarzen Meer und der Ägäis, von Helgoland bis Bagdad zu beherrschen, wobei Kolonien und überseeische Stützpunkte, mit Mittelafrika als Supplement zu einem ausgeweiteten Mitteleuropa, vorgesehen waren. Allerdings hätte gerade eine solche Machtzusammenballung europäische Befreiungskriege gegen eine deutsche Hegemonie provozieren müssen, wie sie im Zweiten Weltkrieg, nachdem Deutschland große Teile Europas erobert hatte, Realität wurden.
Vorkriegspolitik, Kriegsziele von 1914, Kriegsziele von 1918 bilden eine Einheit, so wie die Kriegsziele der verschiedenen Gruppen, Parteien, Klassen und Individuen eine Einheit bilden. Die Kriegszielpolitik des Deutschen Reiches war, durch unrealistische Überschätzung der deutschen Macht, eine „erschütternde Illusion“. Charakteristisch für diese Politik war ein Ineinandergreifen von wirtschaftlichem Denken und rein emotionalen Elementen, mit einem Mangel an Sinn fürs Reale, Überschätzung der eigenen und Unterschätzung der feindlichen Kräfte.
Deutschland mit seinem Bündnis zwischen Rittergut und Hochofen führte eine Kriegszielpolitik, die nur aus dem Dilemma des konservativen Systems eines industrialisierten Agrarstaates erklärbar wird, in dem die ökonomische Machtstellung der Konservativen immer schwächer wurde.
Lange Zeit dominierte in Westdeutschland die Auffassung, dass keinerlei Zusammenhang zwischen den deutschen Kriegszielen im Ersten und im Zweiten Weltkrieg bestehe. In allen kriegsführenden Staaten waren es aber nur die deutschen Nationalisten, allen voran die Alldeutschen, die den entscheidenden Qualitätssprung, die Umsiedlung feindlicher Bevölkerungsteile, vollzogen. Die Veränderung der ethnischen Verteilung zur Festigung der Macht des Reiches wurde, in der Tradition der preußischen Ostmarkenpolitik, durch zwangsweises Aufkaufen, Übernahme von Krondomänen, Kirchengütern und Abschiebung von Teilen der Bevölkerung geplant. Die völkischen Aussiedlungs- und Kolonisationspläne für den Ostraum gab es zwar schon seit Kriegsbeginn, sie beherrschten allerdings erst seit 1918, nach dem kurzfristigen Triumph der dritten OHL, die gesamte Führungsspitze des Reiches. Diese für den Osten, vor allem für den polnischen Grenzstreifen, von der Obersten Heeresleitung projektierte Ansiedlung von (vorerst) Russlanddeutschen wies schon in die Richtung der Ostpläne der Nationalsozialisten. Der Nationalsozialismus hat die Ostraumideologie und den deutschen Expansionsdrang nach Osten hart und rücksichtslos wieder aufgenommen, allerdings viel energischer und brutaler als das kaiserliche Deutschland. Die Befürworter des Grenzstreifenprojekts in Regierung und Militär dachten nur an eine systematische „Auskaufung“, als Fortführung der preußischen Ostmarkenpolitik, nicht jedoch an eine völkerrechtswidrige gewaltsame Aussiedlung schon im Krieg, wie sie das Dritte Reich durchführte.
Die völkische Politik Ludendorffs, vor allem im Osten 1918, nahm jedoch schon große Teile der Rassenpolitik Hitlers vorweg. Der Versuch im Sommer 1918, den deutschen Großraum im Osten zu realisieren, war begleitet von völkischen Umsiedlungs- und Kolonisationsplänen, die in vielen Zügen auf Hitlers Ostpolitik vorauswiesen. Die Ideen, Millionen von Slawen als Heloten zu behandeln oder gar Millionen von Juden zu ermorden, existierten im Ersten Weltkrieg natürlich nicht. Das Problem war das veraltete Denken der meisten Annexionisten in Kategorien der agrarischen Epoche, das sich die Lösung der inneren Schwierigkeiten, die aus dem rasanten Bevölkerungswachstum im Zuge der raschen Industrialisierung Deutschlands erwuchsen, nur auf dem traditionellen Weg einer territorialen Expansion mit bäuerlicher Ansiedlung vorstellen konnte.
Hitlers schon in den 1920er-Jahren fixiertes Fernziel, ein deutsches Ostimperium auf den Trümmern der Sowjetunion aufzubauen, war also nicht nur Vision, sondern besaß einen konkreten Anknüpfungspunkt, in dem 1918 für kurze Zeit schon einmal realisierten. Das verräterische Vokabular von 1918 zeigt, dass wichtige Voraussetzungen für Programmatik und Praxis des Nationalsozialismus in dieser Zeit entstanden oder geschaffen wurden. Hitler, der an diese Kontinuitäten anknüpft und sie doch zerbricht (Nipperdey) und sein Programm knüpften an die am weitesten gespannten Kriegsziele des Ersten Weltkrieges zwar an, waren aber qualitativ durch die Verquickung mit dem rassischen Dogma davon abgehoben.
Neben frappierend ähnlichen Kriegszielen gab es auch Ähnlichkeiten im Auftreten nach West wie nach Ost. Nach Westen beide Male noch relativ zivilisiert, nach Osten sehr viel brutaler, mit Steigerungen unter Hitler.

### Österreich-Ungarn

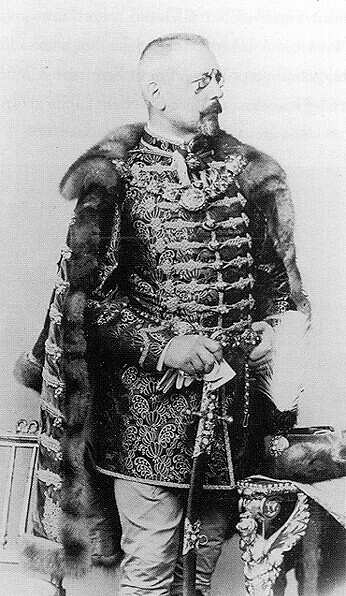
Außenminister Stephan Burián

Österreich-Ungarn nahm für sich in Anspruch, um seine Interessen auf dem Balkan und um seine Existenz schlechthin zu kämpfen, die es an den Flanken insbesondere durch Russland bedroht sah. Durch den Krieg traten Differenzen zwischen den Volksgruppen der Doppelmonarchie zeitweilig in den Hintergrund. Österreich-Ungarn strebte nicht nur die Eingliederung von Teilen Serbiens, sondern auch Montenegros und Rumäniens, Albaniens oder Russisch-Polens an. Entgegen den nationalistischen Tendenzen der damaligen Zeit hielt Österreich-Ungarn an der universalen Idee vom Kaisertum und somit am Vielvölkerstaat fest.
In den ersten Kriegswochen, vor den schweren Niederlagen in Galizien und Serbien, erlaubten sich die österreichischen Staatsmänner in ihren Vorstellungen genaue territoriale Ziele. Einige Wochen später verdrängte jedoch das Überlebensmotiv geplante Erwerbungen.

#### Gemeinsamer Ministerrat vom 7. Januar 1916
Durch die Eroberung Serbiens Ende 1915 wurden die südslawische Frage und das Problem, in welches Verhältnis das unterworfene Serbien zur Monarchie gebracht werden sollte, aktuell. Der Gemeinsame Ministerrat trat am 7. Januar 1916 unter dem Eindruck der zu erwartenden militärischen Entscheidung zusammen. In einer Atmosphäre des Suchens nach endgültigen Formen war man bestrebt, die Kriegsziele Österreich-Ungarns zu definieren.
Teilnehmer an dieser Konferenz, das für die Kriegszielpolitik der Monarchie wohl wichtigste und repräsentativste Ereignis, waren die beiden Ministerpräsidenten Karl Stürgkh (Österreich) und István Tisza (Ungarn), die gemeinsamen Minister Ernest von Koerber (Finanzen), Alexander von Krobatin (Kriegsminister) und Stephan Burián (Äußeres), der den Vorsitz führte, sowie der Generalstabschef Franz Conrad von Hötzendorf.
Zweck der Konferenz war laut Burián, eine Aussprache über die Lage und über die Ziele, die durch den Krieg erreicht werden sollten. In erster Linie seien dies Integrität und Sicherheit der Monarchie, aber man müsse auch die Früchte der glänzenden Erfolge des Heeres unverkürzt nutzbar machen. Dazu sei eine genaue Prüfung der Rückwirkung, welche etwaige Eroberungen auf das zukünftige politische Leben der Monarchie ausüben können, erforderlich. Serbien sei seiner Auffassung nach, neben den Bulgarien zugesagten Gebieten, noch durch die Rückgabe der früher zu Albanien gehörenden Gebiete und eine weitgehende Grenzregulierung mit zwei Brückenköpfen zugunsten der Monarchie zu verkleinern. Übrig bleibe ein kleines Gebirgsland mit 1½ Millionen Einwohnern, dessen Inkorporation zwar Schwierigkeiten staatsrechtlicher, nationalpolitischer und volkswirtschaftlicher Natur mit sich brächte, aber angesichts der großen Anpassungsfähigkeit der Monarchie in der Vergangenheit durchaus möglich sei.
Wie Conrad wollte auch Burián Serbien als Kristallisationspunkt für eine nationale Agitation und Werkzeug der Feinde beseitigt sehen. Einem verkleinerten Serbien jede politische Aktionsfreiheit zu nehmen, es in völlige Abhängigkeit zu bringen, wie dies Tisza fordere, verlange die Anwendung der drakonischsten Mittel, für die man das Odium auf sich nehmen müsse. Dennoch sei deren Wirkung problematisch; Serbien würde immer noch Mittel und Wege finden können, um der Monarchie im Vereine mit anderen Mächten zu schaden. Obwohl er sich den Anschein geben wollte, in der Frage einen Mittelkurs zu steuern, schrieb Burián am selben Tag in sein Tagebuch, er glaube an die Notwendigkeit der völligen Annexion Serbiens.

Aber auch eine gänzliche Angliederung wäre laut Burián eine Last, welche wir nur in Erkenntnis der unabweisbaren Notwendigkeit auf uns nehmen könnten. Die serbische Agitation wäre auch dann ein Problem. Die entscheidende Frage sei, ob es leichter wäre, 

„die serbische Frage zu lösen, wenn nur 66 Prozent aller Serben zur Monarchie gehören und 34 Prozent in einem selbständigen Staate leben, als wenn 100 Prozent Serben uns untertan werden. […] Momentan sei es noch nicht an der Zeit, einen Beschluss darüber zu fassen, welche von den beiden hier erwähnten Methoden befolgt werden solle.“

 Die Frage sei auch zu eng mit einem möglichen Friedensschluss verknüpft. Einen Friedensschluss, der russischerseits die Wiederherstellung Serbiens zur Bedingung habe, wollte Burián nicht daran scheitern lassen.
Den Fortbestand eines verkleinerten Staates Montenegro hielt er für nicht so gefährlich wie im Falle Serbiens. Es müsse sich jedoch bedingungslos unterwerfen und den Lovćen, seine Küste bis Albanien und seine albanischen Landesteile abtreten. Im Falle Albaniens plädierte Burián für die Erhaltung der Selbständigkeit, denn es sei bei Rückgabe der nach dem Balkankrieg an Serbien und Montenegro gegangenen Gebiete trotz innerer Probleme, die vor allem durch die unglücklichen Einflüsse bedingt waren, durchaus lebensfähig. Die Monarchie müsse die Führung bei der Errichtung des selbständigen Staatswesens durch ein effektives Protektorat über Albanien übernehmen. Diese konservative, rein defensive Politik könne dazu beitragen, der Monarchie die definitive Vormachtstellung am Balkan zu sichern.
Durch die Gewinne im Norden könne man ohne Probleme im Süden den Griechen für die Wahrung ihrer Neutralität gewisse Abtretungen machen. Im Falle einer Teilung Albaniens, wie sie Conrad verlangte, würde man bei Angliederung des nördlichen Teiles, der kein Gewinn sei, eine schwere Last auf sich nehmen. Auch sprach sich der Außenminister offen gegen eine „Zulassung Bulgariens“ auf albanischem Gebiet an die Adria aus, wie dies Conrad vorgeschlagen hatte. Bulgarien hätte schon genug zu tun, um seine serbischen Eroberungen zu assimilieren; ihm albanische Gebiete anzutragen, würde für die Monarchie die unnötige Aufgabe von Vorteilen bedeuten, die sie sich von einem selbständigen Albanien erwarte. Vorerst sei es das Beste, die albanische Autonomie unter österreichisch-ungarischem Protektorat anzustreben, falls der Versuch misslinge, die Teilung allein mit Griechenland durchzuführen.
In der polnischen Frage musste Burián zugeben, dass das Deutsche Reich von der austropolnischen Lösung wieder etwas abgekommen sei. Eine Teilung Polens, wie sie Conrad forderte, wollte Burián nicht a limine abweisen, es sei aber alles zu tun, um diese Lösung zu vermeiden. Gegen eine Teilung sprächen die innenpolitischen Schwierigkeiten mit einem vergrößerten galizischen Kronland und die wachsende Attraktivität des Panslawismus, wenn die zwischen Deutschland und Österreich-Ungarn geteilte polnische Nation ihre Einheit, notfalls auch unter russischer Herrschaft, anstrebe. Daher sei, solange Deutschland nicht eine Teilung erzwinge, alles zu tun, um eine solche zu vermeiden.

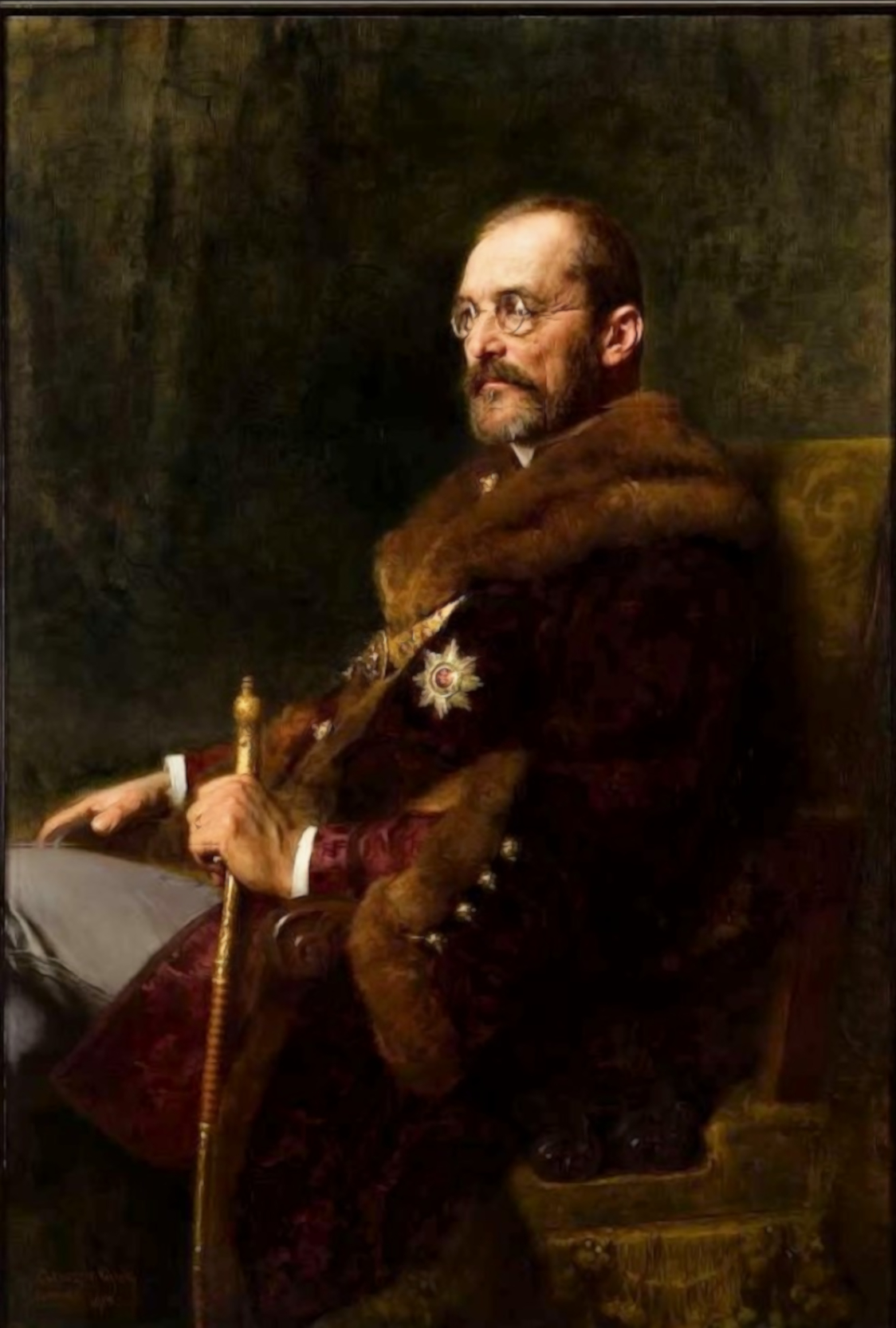
Ministerpräsident István Tisza

Anschließend betonte Tisza, er habe der österreichischen Regierung in der polnischen Frage immer den Vorrang eingeräumt und deren schwere Last bei der Angliederung anerkannt. Ein ebensolches Verständnis müsse er aber auch für die Schwierigkeiten des ungarischen Staates in der serbischen Frage beanspruchen.
Bei den Entwicklungsmöglichkeiten Albaniens war Tisza weniger optimistisch als Burián, wollte aber wie dieser den Versuch eines selbständigen Albaniens wiederholen und erst nach dessen Scheitern eine Teilung mit Griechenland ins Auge fassen. Die Vereinigung Montenegros mit Serbien wollte er aber, anders als der Außenminister, als Chance zur Verbesserung der Friedensmöglichkeiten offenlassen.
Der wichtigste Punkt für den ungarischen Ministerpräsidenten war allerdings die serbische Frage. Für ihn reduzierte sich das Problem ebenfalls auf die Frage, ob es zweckmäßig wäre, die noch verbleibenden 1½ Millionen Serben der Monarchie anzugliedern oder ihnen ihre Selbständigkeit zu belassen. Über das Ziel sei man sich einig, nur bezüglich der Mittel herrschten Divergenzen. Er verwies auf die Notwendigkeit, den zentripetalen Kräften in den Ländern der Stephanskrone, also den Ungarn und Kroaten, jene Stellung zu erhalten, welche sie im Interesse des Ganzen einnehmen müssten. Deren Lage wäre durch die Inkorporierung aller Serben, die in späterer Folge politische Rechte geltend machen würden, langfristig sehr erschwert. Die Masse der feindlich eingestellten Serben könne nur vorübergehend absolutistisch beherrscht werden. Tisza schätzte außerdem die Anziehungskraft eines außerhalb der Monarchie gelegenen kleinen Serbiens und dessen Gefahren geringer ein als bei der Aufnahme einer so großen geschlossenen Menge von Serben. Er glaube nicht, dass ein verkleinertes und sehr geschwächtes, aller Zukunftshoffnungen beraubtes, Serbien, dessen Hauptstadt eine kleine Gebirgsstadt wäre, langfristig irgendeinen Einfluss auf die Serben innerhalb der Monarchie hätte.
Den Kroaten traute Tisza, würden ihnen die Serben zugeschlagen, nicht genügend Widerstandskraft gegen südslawische Vereinigungsbestrebungen zu. Selbst Ungarn würden zwei Millionen Serben überlasten und den Zwist mit Agram verschärfen. Daher sei die ungarische Regierung entschieden gegen die Angliederung größerer serbischer Gebiete. Er forderte hingegen die direkte Angliederung der Nordwestecke Serbiens in möglichst beschränktem Ausmaß an Ungarn, nicht an Kroatien oder Bosnien und die Selbständigkeit des Restes.

„In den an Ungarn angegliederten Teilen solle so bald wie möglich mit einer intensiven Kolonisation zuverlässiger ungarischer und deutscher Bauern begonnen und so an der Südostgrenze der Monarchie ein Keil zwischen den Serben im Königreiche und den in der Monarchie verbleibenden errichtet werden. Belgrad würde zur Provinzstadt und würde so jede Bedeutung als Zentrum des Serbentums verlieren. Die ganze Kolonisationsaktion, von der er sich sehr gute Früchte verspreche, hätte jedoch nur dann einen Sinn, wenn man Serbien nicht annektiere.“

Dieser Plan Tiszas erinnert an die deutschen Kolonisationspläne im polnischen Grenzstreifen und im Baltikum, steht aber im Gegensatz zu diesen recht einsam innerhalb der Gesamtpolitik der Monarchie da. Im Deutschen Reich wurden Kolonisierungspläne von fast allen wichtigen Kräften während des ganzen Krieges hindurch verfolgt, in Österreich-Ungarn waren sie nur sporadische Ideen, die selten auftauchten und nie weiterverfolgt wurden. Grund dafür war wohl die völkische Komponente in der deutschen Politik, die in der Monarchie aufgrund ihrer Struktur keine oder kaum eine Rolle spielte. Das kleine Königreich Serbien wäre laut Tisza politisch und wirtschaftlich auf die Monarchie angewiesen und durch die Kontrolle seines Exportes leicht zu einem korrekten Verhalten zu zwingen. Ansonsten sei Restserbien in ökonomischer Weise tunlichst entgegenzukommen.
Buriáns Ablehnung, die Bulgaren derzeit nicht weiter nach Westen vordringen zu lassen, stimmte Tisza vollkommen zu, für die Zukunft sollte man sich aber die Möglichkeit offenlassen, für den Fall erneuter Schwierigkeiten mit Serbien Bulgarien zur Besetzung ganz Serbiens zu ermutigen. Er wollte Restserbien also lieber dem potentiellen Konkurrenten auf den Balkan überlassen als es der Monarchie anzugliedern. Die Bedeutung Serbiens für Russland schätzte Tisza noch größer ein als der Außenminister vorher, eine Annexion mit Rücksicht auf die Friedensmöglichkeit mit Russland hielt er für ganz ausgeschlossen. Abschließend drohte er für letzteren Fall sogar Konsequenzen für seine Person an und beharrte auf dem Beschluss des Ministerrats vom 19. Juli 1914, der einen Verzicht auf die Annexion Serbiens festgeschrieben hatte.

„Graf Tisza spricht den Wunsch aus, dass dieser Beschluss heute in dem Sinne ergänzt werde, es möge ausgesprochen werden, dass alles Gebiet, was in Nordserbien annektiert werde, direkt mit Ungarn zu vereinigen sei […]“

Tisza betonte:

„in der nachdrücklichsten Weise seine entschiedene Stellungnahme gegen weitgehende Annexionen serbischen Gebietes, welche die Situation sowohl in Kroatien, wie auch in Bosnien unhaltbar machen und schwere innere Krisen für die Monarchie bedeuten würden.“

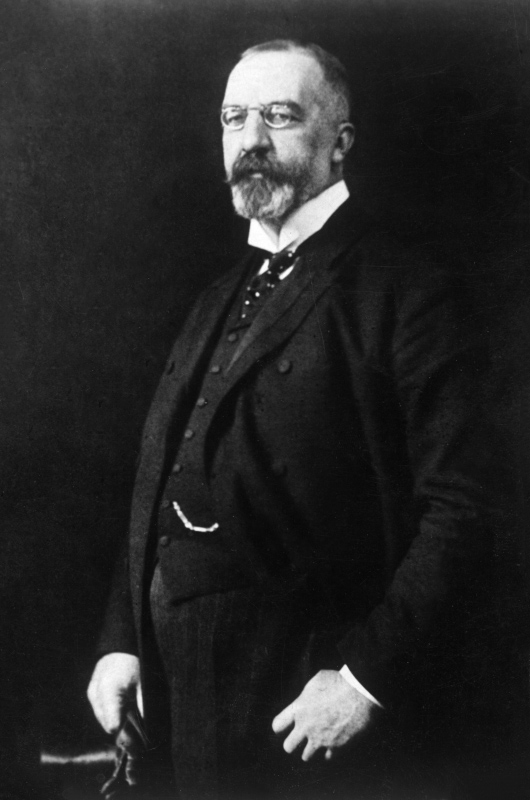
Ministerpräsident Karl von Stürgkh

Ministerpräsident Stürgkh zeigte sich wie Burián bereit, die Kriegsziele, falls dies zur Herstellung des Friedens nötig sei, zu reduzieren. Der Aufgabe der austropolnischen Lösung widersetzte sich am entschiedensten. Er betonte die große Last, die Österreich durch die Angliederung Polens auf sich nehmen würde, betrachte es aber als wünschenswertes Ziel, um nicht Galizien zu verlieren und die Polen nicht Russland zuzutreiben. Eine Teilung wäre für die Polen das Schlimmste, würde das galizische Problem verschärfen, ebenso wie die ruthenische Frage. Nur wenn ganz Kongresspolen mit Westgalizien vereinigt werde, würden sich die Polen, wenn auch widerwillig, mit einer Abtrennung Ostgaliziens abfinden. Die österreichische Regierung habe keineswegs die Absicht, Ostgalizien den Ruthenen zu überlassen, die Verwaltung müsse im Gegenteil eher germanisiert werden. Den Ruthenen sei das lieber als die polnische Oberhoheit. Diese deutschnationale Idee Stürgkhs zeugt bei dem verschwindend geringen Anteil deutscher Bevölkerung Ostgaliziens von wenig Realitätssinn. Stürgkh und die Wiener Bürokratie wollten damit auch die zentralistischen Tendenzen der Monarchie stärken und die ukrainischen Führer stimmten sogar aus taktischen Gründen zu, da sie sich vorerst einmal eine Befreiung von der politischen und kulturellen Vorherrschaft der Polen erhofften.
Die von Stürgkh schon lange befürwortete Teilung Galiziens, mit Bildung eines ukrainischen Kronlandes aus Ostgalizien und der Bukowina, schien aber nur bei Verwirklichung der austropolnischen Lösung realistisch. Aber gerade dieser Plan begründete die Zurückhaltung vieler Polen gegenüber der austropolnischen Lösung.

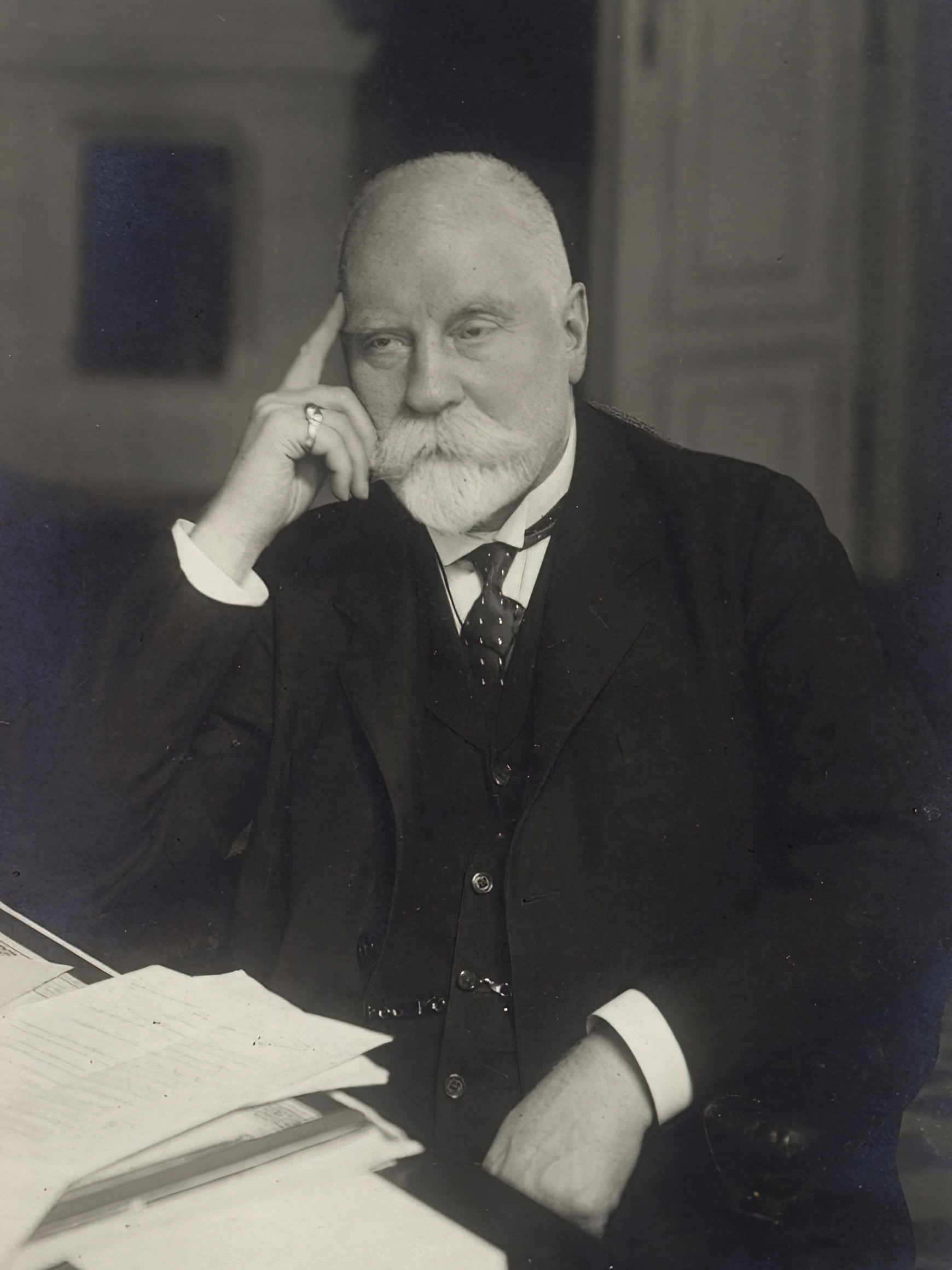
Leon von Biliński

Der Obmann des Polenclubs Leon Biliński warnte im Dezember 1915 Burián, dass 

„die Errichtung einer besonderen, aus Ostgalizien gebildeten deutsch oder ruthenisch verwalteten österreichischen Provinz in früherem oder späterem Zeitpunkt zu einem neuerlichen Kriege mit Russland führen müsste.“

 Daher bleibt es erstaunlich, wie stark der polnische Widerstand gegen die Teilung Galiziens in Wien und Budapest unterschätzt wurde.
Ein unabhängiges albanisches Staatswesen betrachtete Stürgkh mit noch mehr Skepsis als Tisza, gegen die Gefahr fremder Wühlereien und Intrigen, vor allem Italiens, wäre ein möglichst effektives Protektorat das einzige Mittel. Für ein Entgegenkommen gegenüber Montenegro sei es zu spät, ein vom Meer angeschnittenes Gebirgsland könne bestehen bleiben, eine Vereinigung mit Serbien sähe er sehr ungern. Die Montenegriner müssten in Hinkunft in ihren Bergen zurückgehalten und ihr Land etwa wie ein amerikanischer Naturpark behandelt werden. Ein Ausspruch kaum glaubhaft, wenn er nicht in den Protokollen des gemeinsamen Ministerrats festgehalten worden wäre. Die Serben außerhalb der Monarchie zu belassen, betrachtete Stürgkh als die gefährlichere Variante.

„Ein mit Prärogativen eines selbständigen Staatswesens, einem Staatsoberhaupt, internationalen Vertretungen ausgestattetes Serbien werde immer wieder zum Brennpunkt großserbischer Agitation werden. […] Neben den großen Schwierigkeiten des polnischen Problemes erscheine ihm doch die Aufnahme von 1½ Millionen weiterer Serben in die Monarchie kinderleicht.“

 Stürgkhs Behauptung die Schwierigkeiten bei der Inkorporierung Serbiens seien größer als die, welche von einem selbständigen Serbien zu erwarten seien erscheinen etwas paradox.

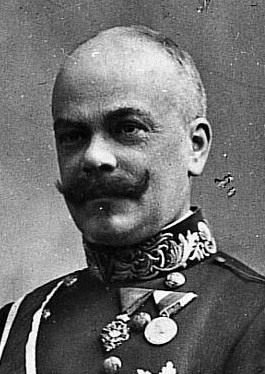
Ministerpräsident Ernest von Koerber

Finanzminister Koerber hielt territoriale Angliederungen, wegen der nationalen Struktur und den staatsrechtlichen Einrichtungen der Monarchie, für schwer. 

„Das Kriegsziel, das wir bei Beginn des Krieges uns setzten, war vornehmlich, uns im Süden der Monarchie Ruhe zu verschaffen und unsere wirtschaftliche Stellung dort zu sichern.“

 Nun sei die Möglichkeit gegeben, die unhaltbaren Zustände, welche die großserbische Idee verursacht hat, zu beenden. Daher muss das unabhängige Serbien, als Pflanzstätte der großserbischen Bewegung, von der Landkarte verschwinden. Für die Friedensverhandlungen sei es egal, denn der Widerstand der Entente, insbesondere Russlands, gegen die Belassung eines verkleinerten, abhängigen Serbiens wäre der gleiche.
Der Sandschak-Novipazar sei, wegen des Verkehrs mit Saloniki, wieder in die Gewalt der Monarchie zu bekommen, Montenegro sei zu arm und unkultiviert, sein Fortbestand, wenn die Monarchie eine gute strategische Grenze und die Küste erlange, von geringem Belang. Ob ein Protektorat Albanien Ruhe brächte, bezweifelte Koerber, eine Teilung erachtete er für zweckmäßiger. Eine Teilung Polens würde es Russland zutreiben, stimmte Koerber Burián zu.

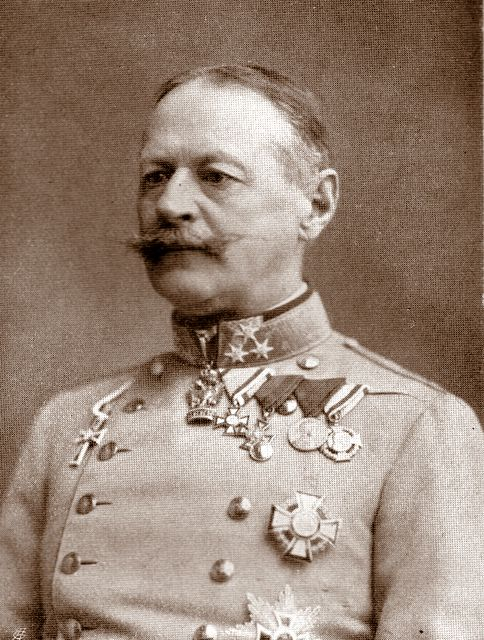
Kriegsminister Alexander von Krobatin

Kriegsminister Krobatin machte sich Illusionen über die Möglichkeit einer Niederwerfung Englands, durch eine deutsche Landung und deutsche Luftschiffe.

„Wenn Serbien nicht von der Landkarte gestrichen werde, wäre die Monarchie in 10 bis 20 Jahren in einer ähnlichen Situation wie 1914. Serbien sei nicht mit Belgien zu vergleichen, es sei ein armseliges Land, seiner Auffassung nach müsste der ganze noch zurückbleibende Teil Serbiens an Ungarn geschlagen und in 4 Komitate geteilt werden. Die eineinhalb Millionen Serben, um die es sich handle, könnten einem so lebenskräftigen Staatswesen wie Ungarn unmöglich gefährlich werden.“

Die Ansiedlungsfrage hielt Krobatin für sehr wichtig und sah in der Ansiedlung staatstreuer Kolonisten ein sehr geeignetes Mittel, um die serbische Gefahr zu verringern. Auch für ihn war die Gefahr eines selbständigen Serbiens viel größer. Ein verkleinertes, vom Meere abgeschnittenes Montenegro könne auch seiner Meinung nach nicht gefährlich werden. Die Angliederung Polens betrachtete er eher als Schwächung, denn als Stärkung der Monarchie. Auch Deutschland würde nicht zustimmen, weshalb man sich mit einer Teilung abfinden müsse, denn ein selbständiges Polen würde ganz unter deutschem Einfluss stehen.

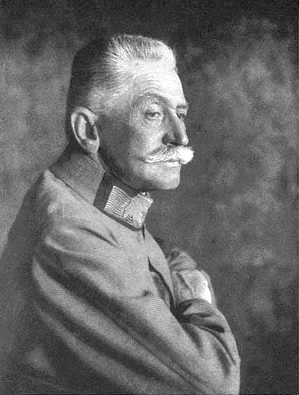
Generalstabschef Franz Conrad von Hötzendorf

Generalstabschef Conrad war nicht bereit die Bulgaren nach Albanien hineinzulassen, er 

„zweifle aber an der Möglichkeit eines selbständigen Albaniens, und nachdem seiner Ansicht nach ganz Nordalbanien ebenso wie Montenegro und Serbien mit der Monarchie vereinigt werden muss, würde er Südalbanien an Griechenland und auch einen kleinen Streifen an Bulgarien abtreten, wenn hierdurch die aktive Teilnahme Griechenlands erreicht werden könnte.“

 Die Teilung mit Griechenland allein war ihm auch lieber. Koerbers Sandschakforderung unterstützte er, bei einer anderen Lösung sei der Sandschak trotzdem, mit möglichst muslimischer Bevölkerung, an die Monarchie anzugliedern. Ein Restserbien mit 1½ Millionen Einwohnern könnten der Monarchie angeblich immer noch militärische Unannehmlichkeiten bereiten – ein militärisches „Armutszeugnis“, das Conrad da der k. u. k. Armee und sich selbst ausstellte.
Den Nutzen Polens sah der Generaloberst vornehmlich in militärischer Hinsicht, in neuen ausgezeichneten Soldaten und der Verbesserung der unleidlichen strategischen Lage gegenüber Russland.

Als Ergebnis der gemeinsamen Sitzung des Ministerrates einigte man sich schließlich auf den Zusatzantrag Tiszas: 

„Die Konferenz einigt sich in der prinzipiellen Auffassung, dass jene Gebiete, welche nach Maßgabe des Kriegsergebnisses am nördlichen Kriegsschauplatze an die Monarchie angegliedert werden können, mit Österreich zu vereinigen wären, wogegen alle Gebietserwerbungen in Serbien zu Ungarn kommen sollen […]“

 Das offizielle Conclusum blieb also ziemlich nichtssagend, ein merkwürdiger Kompromiss.

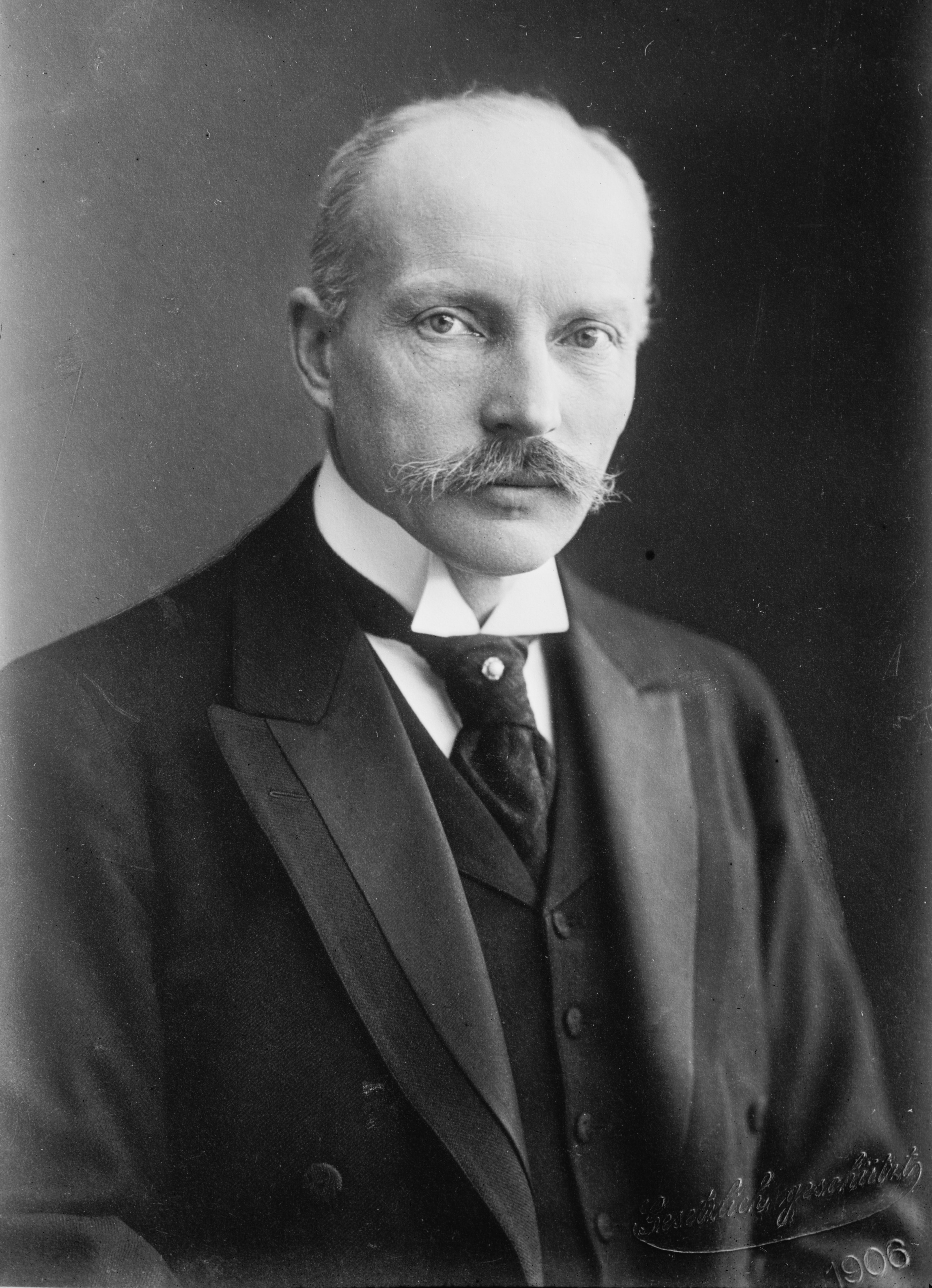
Heinrich von Tschirschky

Das eigentliche Thema, die zentrale Frage der Konferenz, ob alle serbischen Gebiete annektiert werden sollen oder der Rest Serbiens als von der Monarchie abhängiger, formal selbständiger Staat weiter bestehen bleiben sollte, wurde damit nicht geklärt. Obwohl alle Teilnehmer in diesem Punkt, auch die angeblich Tisza-hörigen Burián und Stürgkh, geschlossen gegen Tisza auftraten, konnten sie sich nicht durchsetzen, sodass die Frage weiter offenblieb. Andererseits wurde Stürgkhs Anspruch auf Deklaration der Möglichkeit einer Annektierung polnischer Gebiete entsprochen.
Die Annexionsidee Conrads hatte sich schließlich bei Burián, was Serbien betrifft, durchgesetzt, nur die Dringlichkeit, mit tunlichster Beschleunigung definitive Beschlüsse zu fassen, wie sie Conrad forderte, das heißt die Notwendigkeit einer offiziellen Erklärung der Annexionsziele, sah er nicht als gegeben an.
Conrad zeigte sich durch den Widerstand Tiszas gegen die Annexion Serbiens und Montenegros äußerst verbittert:

„Ich kann nicht an das Verbrechen glauben, dass man sie [Anm. die Monarchie] nach den schweren und blutigen Opfern, welche der Krieg gefordert hat, erneut wieder in diese Gefahr bringen würde – ich kann kaum glauben, dass die engen, kurzsichtigen und kleinlichen Gründe, welche man gegen die Annexion geltend macht, zum Durchbruch kommen sollten.“

Der Ministerrat zeigte, 

„dass die österreichischen Regierungsvertreter und militärischen Führer immer entschiedener für Annektierungen eintraten, andererseits, dass sie infolgedessen immer mehr in Gegensatz zu den ungarischen Führungskreisen gerieten und nur in Anbetracht des Kriegszustandes keine offene Krise entstand.“

Der Gegensatz in den Kriegszielen zwischen Österreich und Ungarn tauchte auch später wieder auf, es kam aber nie mehr zu einer so eingehenden offenen Diskussion.
Tisza machte bei der Ausgleichsstruktur der Monarchie nicht die geringsten Zugeständnisse, sondern hielt starr daran fest, selbst wenn es zum Bruch kommen sollte. Dennoch zeigte die Ministerratssitzung, dass Burián und auch Tisza sich dem Eindruck der nunmehr durchgeführten oder noch zu erwartenden Eroberung beachtlicher Territorien nicht entziehen konnten. Tisza wurde schließlich wankend und wollte wohl nicht die Möglichkeit verpassen, eine etwaige austropolnische Lösung durch Angliederung südslawischer Gebiete an Ungarn aufzuwiegen. Sein Anspruch, alle Gebiete im Südosten an Ungarn anzugliedern, spricht für die Aufweichung seines annexionsfeindlichen Standpunktes.
Die Anfang 1916 aufgestellten Kriegsziele zeigten, dass Österreich-Ungarn wie Deutschland seine eigenen Kräfte überschätzte und die seiner Gegner unterschätzte.
Wenige Tage nach der Ministerratssitzung berichtete Burián dem deutschen Botschafter Tschirschky und meinte, dass die allgemeine Stimmung dahin gehe, Serbien verschwinden zu lassen. Das sei auch gewiss das beste, nur wenn ein möglicher Frieden mit Russland daran scheitern sollte, würde er für ein Fortbestehen eines serbischen Staates – natürlich in ganz engen Grenzen, eintreten.

#### Einordnung der Kriegsziele in der Forschung
Wie bei keiner anderen Großmacht standen bei der Monarchie auch „negative“ Kriegsziele im Vordergrund: die Behauptung des Trentino, des Küstenlandes mit Triest und Fiume sowie der albanischen Küste gegen Italien, die Abwehr der rumänischen Ansprüche auf Siebenbürgen und die Bukowina, die Zurückweisung der großserbischen und südslawischen Bestrebungen in Bosnien-Herzegowina, Dalmatien, Kroatien und Slawonien, die Verteidigung gegen die panslawistischen Pläne Russlands in Galizien und Böhmen und nicht zuletzt der Widerstand gegen die deutschen Hegemonialbestrebungen.
Auch die herrschenden Kreise der Monarchie wollten erobern und mussten nicht von äußeren Kräften zur Eroberung animiert werden. Aber die Hauptbestrebungen der österreichisch-ungarischen Monarchie bildeten die Aufrechterhaltung ihres Bestandes, das heißt ihrer „Integrität“. Dass die Wahrung dieser „Integrität“ auch Expansionsbestrebungen deckte, zeigen viele Denkschriften. Die Monarchie tendierte unbestreitbar unter dem Einfluss äußerer Einwirkungen und innerer Bestrebungen immer mehr in Richtung dieser weit gefassten Interpretation der Integrität.
Insgesamt lässt sich sagen: Das offizielle Kriegsziel Österreich-Ungarns war die Erhaltung der Integrität der Monarchie. Inoffiziell versuchte die Monarchie allerdings, ihre Stellung als Großmacht durch Einflussnahme beziehungsweise Annexion in Serbien, Montenegro, Albanien, Rumänien, Polen und der Ukraine zu stärken. Dennoch war in der Praxis, durch das prekäre Gleichgewicht des Habsburgerreiches, der Erwerb slawischer oder rumänischer Gebiete nicht oder nur in beschränktem Umfange möglich, ohne die Vorrangstellung Österreichs und Ungarns im Staatsverband zu schwächen. Bestenfalls eine Ausdehnung auf Kosten Russisch-Polens erschien unkritisch, da die Polen ebenso wie die Habsburger-Dynastie katholisch und ihr gegenüber loyal waren. Allerdings erhob der Bündnispartner Deutschland Anspruch auf Polen, Österreich musste seine Annexionspläne schließlich zurückstecken.
Zu Beginn des Krieges versuchte man, durch weitreichende Kriegsziele alle externen Bedrohungen für die Monarchie zu beseitigen und ihren Großmachtstatus für alle Zeiten zu sichern. Die komplexe innere Struktur der Monarchie machte es aber schwer, alle Interessen unter einen Hut zu bringen. Dadurch waren die imperialistischen Bestrebungen der Habsburgermonarchie mit besonderen Problemen belastet und trugen darum auch Züge, die typisch für diesen Interessenkonflikt waren. In Österreich-Ungarn bedingte die Erörterung der Kriegsziele und deren territoriale Aspekte, mehr als in jedem anderen Staat, auch die Frage nach den sich daraus notwendigerweise ergebenden inneren, verfassungs- und nationalitätenrechtlichen Folgen.
Die österreichischen Staatsmänner waren sich zwar bewusst, dass die Gewinne von zweifelhaften militärischen Erfolgen abhingen, was sie allerdings nicht daran hinderte, bei der Aufstellung der Kriegsziele auch ihr Wunschdenken in die Pläne einzubauen. Auf den Sitzungen des gemeinsamen Ministerrates wurde zwar immer wieder betont, dass die Kriegsziele vom Verlauf der militärischen Operationen abhingen, dennoch ließen sich die Teilnehmer immer wieder verleiten, den Ereignissen vorzugreifen.

### Osmanisches Reich
Das Osmanische Reich hatte seine jahrhundertelange Großmachtstellung faktisch längst verloren. Durch den Kriegseintritt auf der Seite der Mittelmächte erhofften sich die Osmanen die Wiedergewinnung der Vormacht im Schwarzmeerraum zum Nachteil von Russland, mit dem das Osmanische Reich seit Jahrhunderten in Konflikte verwickelt war.
Der Weltkrieg war für das Osmanische Reich anfangs der Versuch, seine Unabhängigkeit und Kraft wiederzugewinnen. Tatsächlich schaffte es das Land, trotz seiner wirtschaftlichen und militärischen Rückständigkeit und seiner unmodernen, ineffizienten inneren Strukturen, im Krieg eine Selbstständigkeit zu erlangen, wie schon seit Jahrzehnten nicht mehr (Kranker Mann am Bosporus). Die Türken machten klar, dass sie Herren im eigenen Haus waren, sie erlangten in einem Bündnis auf absoluter Gleichheit, vor allem in internen Belangen, volle Selbstständigkeit – auch gegenüber Deutschland.
Bei Kriegsbeginn hatte das Reich zunächst noch seine Neutralität verkündet, um Zeit für die Vollendung seiner Rüstungsvorbereitungen zu gewinnen. Die Alliierten versuchten, das Osmanische Reich zur Neutralität zu bewegen, Enver Pascha forderte dafür die Aufhebung der internationalen Finanzkontrolle sowie die Rückgabe der Ägäischen Inseln und eines Teils von Bulgarisch-Thrakien. Der russische Außenminister Sasonow erkannte, dass das Osmanische Reich ohne territoriale Zugeständnisse kein Abkommen mit den Alliierten schließen würde, konnte aber nur die Rückgabe der Ägäis-Insel Lemnos (ggf. auch der benachbarte Inseln Samothraki, die Russland schon nach den Balkankriegen lieber in türkischer als in griechischer Hand belassen hätte) und eine Garantie territorialer Unversehrtheit des Reiches vorschlagen. Dem widersetzte sich aus Rücksicht auf Griechenland der britische Außenminister Grey. Frankreich und Großbritannien boten eine Garantieerklärung nur für die Zeit während des Krieges und lediglich vage Verhandlungen über eine mögliche Aufhebung der Finanzkontrolle nach dem Krieg an.
Strategische Minimalziele des Osmanischen Reiches waren bei Kriegseintritt die Rückgewinnung Ägyptens und Armeniens sowie die Eroberung Adens (Jemen). Das Reich nahm den Weltkrieg aber gleichzeitig zum Anlass, um mit Hilfe panislamischer und pantürkischer Losungen seine Position zu kräftigen, seine Macht zu erweitern, Einflusszonen zu schaffen, verlorene Gebiete zurückzuerobern, ja sogar neue Territorien zu erwerben. Die osmanischen Revolutionierungsaktionen standen in ihrem territorialen Ehrgeiz – von Tunis bis Turkestan und Nordwestindien – denen des deutschen Bündnispartners kaum nach.
Das Hauptziel der osmanischen Hoffnungen, Wünsche und Träume wurde der muslimisch-türkische Osten. Ein muslimischer Dreibund Türkei–Persien–Afghanistan sollte das Bindeglied nach Indien und nach Russisch-Turkestan sein.
Der politische Turanismus der Jungtürken war ein Traum, weil sie die Macht des Osmanischen Reiches bedeutend überschätzten und vor allem die Tatsache übersahen, dass den verschiedenen Turkvölkern ein einheitliches Nationalbewusstsein fehlte.
Für das Osmanische Reich hatten fast alle Kriege der letzten Jahrhunderte mit oft riesigen Gebietsverlusten geendet. Schon während des Weltkrieges hatte es, als einzige der vier Mittelmächte, große Gebiete verloren. Um seine Stellung, vor allem bei Friedensverhandlungen, zu wahren, glaubte es, Gebietserwerbungen zu brauchen. Schneller und leichter als die Rückeroberung seiner arabischen Gebietsteile von den Briten schien die Einverleibung der von Russland nicht oder kaum mehr verteidigten Gebiete Kaukasiens und Zentralasiens zu sein. Außerdem erschien die Eingliederung verwandter Völker im Osten lohnender als die Rückeroberung der aufständischen arabischen Gebiete.
Auf lange Sicht war der Bestand des Reiches auch ohne Krieg zweifelhaft. Dem Osmanischen Reich fehlten die meisten notwendigen Voraussetzungen für ihren inneren Zusammenhalt: eine gemeinsame Nationalität, Religion, Sprache, Kultur, Geographie und Wirtschaft.
Das Osmanische Reich jagte in Asien wie das Deutsche Reich fantastischen Plänen nach, die auf größtenteils irrealen Voraussetzungen beruhten. Das türkische Vordringen in den Kaukasus, im Namen des „Pan-Turanismus“, erscheint heute als der „Amoklauf“ des zusammenbrechenden Osmanischen Reiches.

### Bulgarien

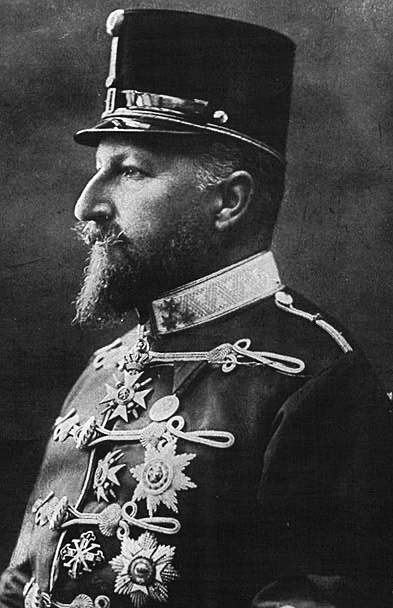
Zar Ferdinand I. von Bulgarien

Bulgarien strebte seit seiner Loslösung vom Osmanischen Reich im Jahre 1878 die Einverleibung Ostrumeliens und Makedoniens, dessen Bevölkerung als Teil der bulgarischen Nation betrachtet wurde (→ Bulgarisches Großreich), an. Die Vereinigung mit Ostrumelien erfolgte 1885, im September 1915 sicherten die Mittelmächte Bulgarien auch den bis dahin serbisch beherrschten Teil Makedoniens zu. Die Entente konnte hingegen Serbien, Griechenland und Rumänien nicht einmal zur Rückgabe der Bulgarien 1913 abgenommenen Gebiete (Friede von Bukarest) bewegen und daher Bulgarien nur das osmanische Adrianopel anbieten.

#### Bündnisvertrag mit den Mittelmächten
Die Chancen eines Kriegseintritts Bulgariens auf Seiten der Mittelmächte stiegen, nachdem alliierte Verhandlungen mit Bulgarien an der hartnäckigen Weigerung Serbiens gescheitert waren, mazedonische Landesteile abzutreten. Die Alliierten hatten als Zugeständnisse vor allem den Rest der europäischen Türkei und Ostthrakien mit Adrianopel (Enos-Midia-Linie) vorgesehen. Ausschlaggebend für den Vorteil der Mittelmächte war der günstige Stand der Kämpfe für Deutschland und Österreich-Ungarn in Russland und für das Osmanische Reich an den Dardanellen, aber vor allem das bessere Angebot, das den Bulgaren von den Feinden Serbiens gemacht werden konnte. War doch die nationale „Wiedervereinigung“ Bulgariens mit den nahe verwandten heutigen Mazedoniern spätestens seit 1878, als nach San Stefano die Gründung „Großbulgariens“ fehlschlug, das nationale Ziel des Balkanstaates. Auch die starken Organisationen der bulgarischen Flüchtlinge aus Mazedonien, die das Land nach den Balkankriegen überfüllten, nutzten ihren politischen Einfluss, um radikalere Entscheidungen in Bezug auf Mazedonien durchzusetzen. Makedonische Bulgaren hatten zahlreiche zentrale Posten in Politik und Heer inne und drängten auf eine Vereinigung.
Die bulgarische Seite verlangte eine Personalunion mit einem, um serbische Gebiete erweiterten, Albanien und für den Fall eines rumänischen Kriegseintritts auch die gesamte Dobrudscha. Darüber hinaus forderte Bulgarien die Abtretung der griechischen Provinzen Drama, Serres und Kavala im Falle einer griechischen Mobilisierung. Mit diesen Forderungen strebte die bulgarische Führung die Errichtung eines Staatswesens an, das über die Grenzen von San Stefano hinausging und an das mittelalterliche Reich des Zaren Simeon erinnerte. In weiten Gebieten war der bulgarische Bevölkerungsanteil, wenn überhaupt vorhanden, verschwindend gering. Dieses „Groß-Bulgarien“ wäre ein multinationaler Staatsverband gewesen, der den Irredentismus aller Nachbarstaaten herausgefordert hätte. Die Niederlage im Zweiten Balkankrieg von 1913 hatte bei vielen Bulgaren eine „Übersteigerung der nationalen Idee“ ausgelöst.
Der deutsche Staatssekretär des Äußeren Jagow war „peinlich überrascht“ über die „Maßlosigkeit der bulgarischen Forderungen“. Offenbar wollte „es uns alles zumuten“, glaubte Jagow und drang auf eine Zurücknahme der Forderungen in Bezug auf Griechenland, Rumänien und Albanien.
Schon kurz darauf, am 25. August 1915, gab es auf Veranlassung Zar Ferdinands einen neuen bulgarischen Entwurf, der sich auf Mazedonien und das serbische Gebiet bis zur Morava beschränkte. Letztlich gab, obwohl den bulgarischen Forderungen auf griechisches und rumänisches Gebiet nicht direkt entsprochen wurde, die herausragende Bedeutung des Kriegsziels (Serbisch-)Mazedonien, das die Entente nicht erfüllen konnte, den Ausschlag zugunsten der Mittelmächte. Denn Mazedonien war für fast alle bulgarischen Parteien die zentrale Frage ihrer Politik, die „nationale Lebensfrage“ schlechthin, ebenso wie für König, Kirche und Armee. Dabei musste Ministerpräsident Wassil Radoslawow schon allein aus innenpolitischen Gründen auf die Abtretung ganz Vladar-Makedoniens bestehen, während Belgrad allenfalls kleine Teile und erst nach Kriegsende gegen Kompensationen zu Lasten Österreich-Ungarns anbot.
Wie im Falle der alliierten Verträge mit Italien und Rumänien, lassen sich die Kriegsziele Bulgariens durch die Kenntnis der Geheimkonvention im Bündnisvertrag des Deutschen Reiches mit Bulgarien vom 6. September 1915 genau bestimmen. Das Deutsche Reich garantierte Bulgarien darin den Erwerb und die Annexion des „serbischen Mazedonien“ und Altserbiens von der Mündung in die Donau bis zum Zusammenfluss der „serbischen“ und „bulgarischen Morava“, über die Kämme von Crna Gora und Šar Planina bis zur bulgarischen Grenze von San Stefano. Im Falle eines rumänischen oder griechischen Kriegseintritts auf Seiten der Alliierten wurden dem neuen Verbündeten auch Teile der Dobrudscha und Griechisch-Mazedoniens (in beiden Fällen das 1913 im Frieden von Bukarest abgetretene Gebiet) in Aussicht gestellt.
Das Vertragswerk sicherte den Bulgaren die Erfüllung jener irredentistischen Forderungen, die für das Balkanland vordringlich und für die Mittelmächte relativ unproblematisch waren. Es stellte einen Kompromiss dar, der nur erreicht werden konnte, weil die beiden Kaiserreiche, aus Sorge um das Osmanische Reich, dringend die militärische Mitwirkung eines südosteuropäischen Landes benötigten, um Serbien endgültig zu besiegen, und weil Bulgarien durch die Niederlagen Russlands den Krieg entschieden glaubte.
Am 14. Oktober 1915 trat Bulgarien auf der Seite der Mittelmächte in den Weltkrieg ein.
In der Folge führte Bulgarien Konflikte mit allen Nachbarn, kriegerische mit Serbien, Griechenland und Rumänien, aber auch politische über die Kriegszielfragen mit Österreich-Ungarn und dem Osmanischen Reich. Daher blieb Sofia als einzig mögliche Politik, sich allein auf Deutschland zu stützen.

#### Dobrudschafrage

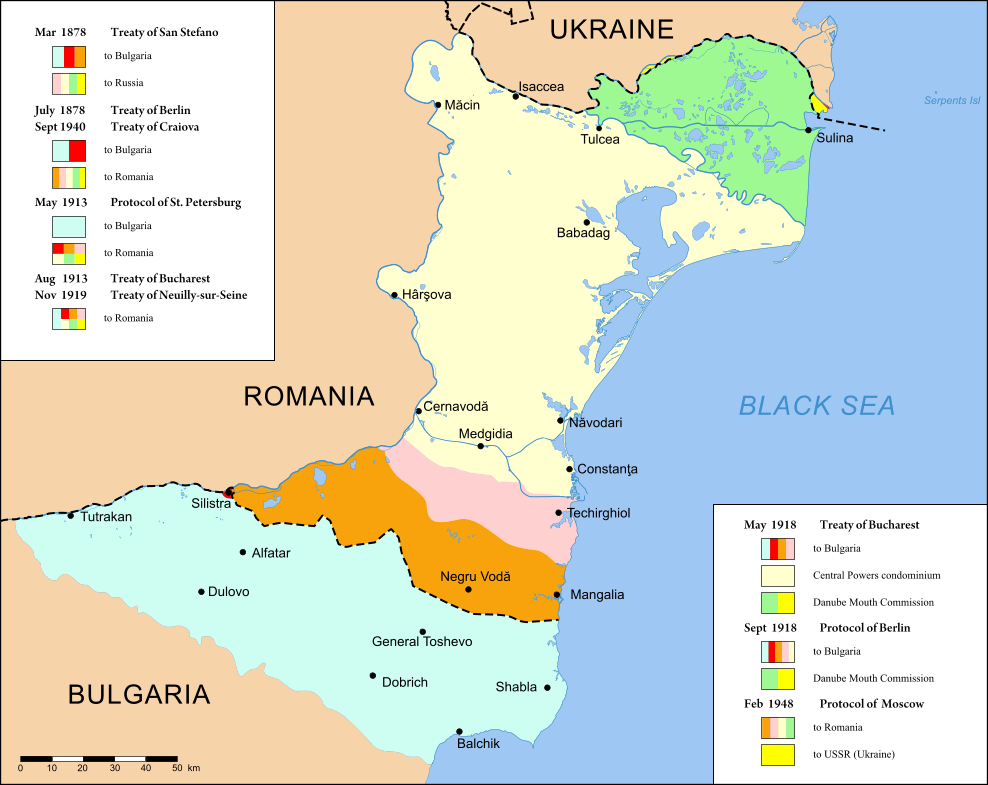
Grenzveränderungen in der Dobrudscha

Auf Betreiben Russlands wurde im Jahre 1878 die Norddobrudscha Rumänien zugesprochen. Dabei war Rumänien aus ethnischen und wirtschaftlichen Gründen eher an Bessarabien interessiert und nicht an der von Bulgaren, Türken und Tataren bewohnten Dobrudscha. Das Streben des südlichen Nachbarn nach diesem Gebiet war also nicht völlig aus der Luft gegriffen, obwohl sich die ethnische Zusammensetzung inzwischen verändert hatte. In den Verhandlungen zum Geheimvertrag hatten König Ferdinand und Ministerpräsident Radoslawow zuletzt doch auf die Norddobrudscha verzichtet, weil sie zu dieser Zeit noch Gefahren in einer gemeinsamen Grenze mit Russland sahen.
Die Abgrenzung in der Geheimkonvention, vor allem in Bezug auf die Dobrudscha, führte gegen Ende des Krieges dennoch zu heftigen Auseinandersetzungen zwischen den Vertragspartnern, die erst vier Tage vor der bulgarischen Kapitulation zugunsten Bulgariens entschieden wurden.
Die Bulgaren hatten vorerst nicht mehr erhalten, als sie 1913 an Rumänien abgetreten hatten. Der nördliche Teil der Dobrudscha bildete nach der Eroberung vorerst ein Kondominium für den Vierbund, das Deutschland die militärische und wirtschaftliche Dominanz in diesem Gebiet sichern sollte. Im Dezember 1916 erhielt Radoslawow von Kaiser Wilhelm II. unerwarteten Auftrieb. In einer teils irrtümlichen, teils großzügigen Pauschalformulierung (Verwechslung Süd-Dobrudscha mit Dobrudscha) erklärte der Kaiser: „die Dobrudscha ist euch ja vertraglich zugesichert. Da habt ihr ja alles was ihr wollt.“ Die deutsche Regierung verwies die bulgarischen Dobrudscha-Forderungen, die sich auf diese Zusage Kaiser Wilhelms II. beriefen, auf die Abmachung von 1915 und erklärte, sie sehe in seiner Äußerung keine verbindliche Verpflichtung.
Deutschland war an einer möglichst ungeschwächten Einflusszone Rumänien interessiert. Inzwischen war aber auch Zar Ferdinand I., der eine gemeinsame Grenze aufgrund der Schwäche des Russischen Reiches nicht mehr bedrohlich fand, für die Erwerbung der Nord-Dobrudscha.

#### Mariza-Frage
Entscheidend für den Kriegseintritt der Bulgaren 1915 war nicht nur die vage Zusage auf erst noch zu erobernde Gebiete. Erst als auf deutschen Druck hin (die Schlacht von Gallipoli machte das erforderlich) im Oktober 1915 das Osmanische Reich einen kleinen Streifen am linken, Edirne (Adrianopel) gegenüberliegenden Ufer des Mariza (Evros) an Bulgarien übergab, schloss sich Bulgarien den Mittelmächten an. (Das genannte Gebiet umfasst etwa die nördliche Hälfte der heute griechischen Präfektur Evros mit den Städten Orestiada und Didymoticho.)
Im Februar 1918 ermunterten die Bulgaren die Türken im Kaukasus, wollten aber höchstens das linke Mariza-Ufer zurückgeben.
Kühlmann und Ottokar Czernin unterstützen die türkischen Forderungen auf Rückgabe des 1915 an Bulgarien abgetretenen Mariza-Gebietes. Das Osmanische Reich begründete seinen Anspruch mit Billigkeitsgründen, Bulgarien hielt unter Verweis auf das Vertragsrecht von 1915 dagegen.
Im März 1918 verschärfte sich die Mariza-Frage, das Osmanische Reich drohte mit einem Ausscheiden aus dem Bündnis. Daraufhin drängte Ludendorff: „Bulgarien erhält im Vergleich zu den anderen Staaten, namentlich der Türkei, so außergewöhnlich großen territorialen Gewinn, dass es wegen Rückerstattung des ganzen, im Jahre 1915 erhaltenen türkischen Gebietes nachgeben muss.“ Erst am 25. September 1918 erhielt Bulgarien, wenige Tage vor seinem Ausscheiden aus dem Krieg, auch de facto die (Nord-)Dobrudscha zugesprochen. Die innenpolitische und militärische Auflösung konnte aber auch durch diese Erwerbung der gesamten Dobrudscha im letzten Moment nicht mehr aufgehalten werden.
Wie bei den meisten anderen kriegführenden Staaten erschien auch Bulgarien der Krieg als Ausweg, durch Erfüllung „nationaler Ideale“ soziale und innenpolitische Spannungen zu beseitigen. Außerdem schien er der Regierung auch als Lösung der sich verschärfenden wirtschaftlichen Krisensituation des Landes. Irredentismus und nationalistischer Wille zur Expansion hatten triumphiert.

## Kriegsziele der Entente und ihrer wichtigsten Verbündeten

### Frankreich

#### Kriegsziele zu Beginn des Krieges

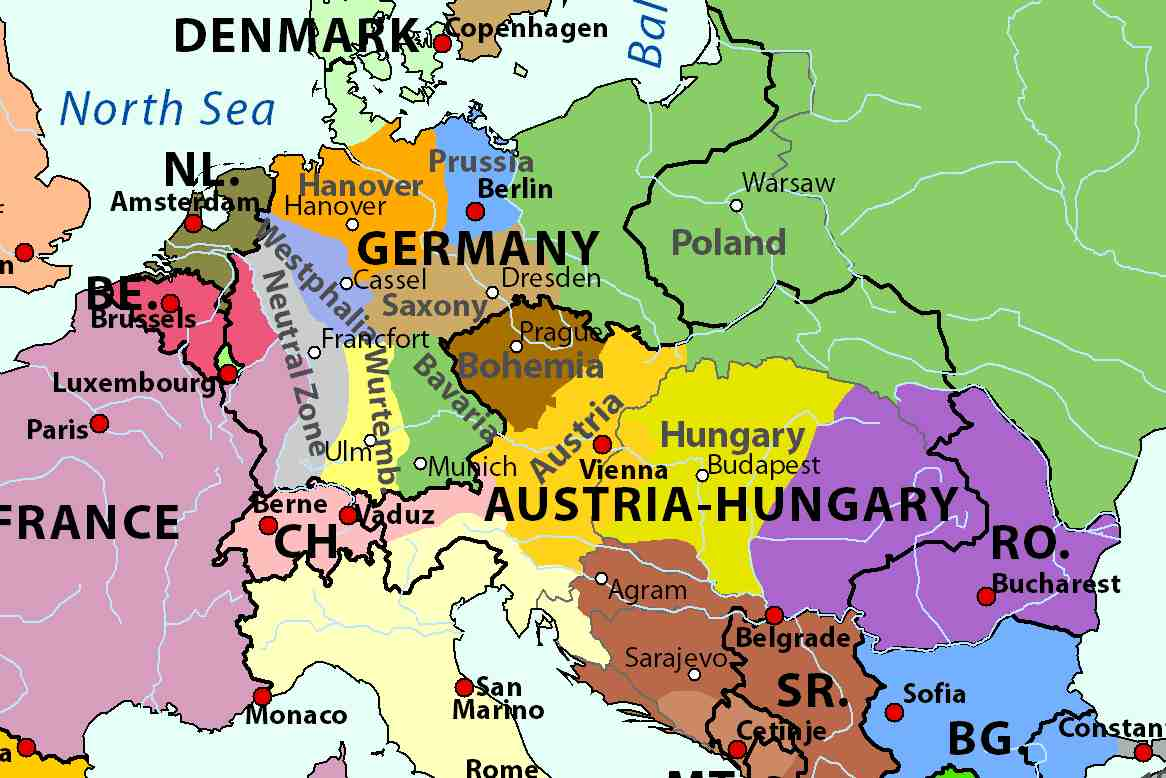
Extremistische französische Vorstellungen von einer Nachkriegsordnung in Europa (1915)

Auf französischer Seite gehörte mit Ausbruch des Ersten Weltkriegs neben der Repatriierung Elsaß-Lothringens auch die Rheingrenze zum Kanon der Kriegsziele. Frankreich wollte darüber hinaus die durch den Deutsch-Französischen Krieg eingeleitete Vormachtstellung des Deutschen Reiches auf dem europäischen Festland beseitigen, welche die französische Nation zuvor seit dem 17. Jahrhundert innegehabt hatte. Gerd Krumeich vertritt die These, dass ab 1900 der Revanche-Gedanke, der nach dem Krieg 1870/71 weit verbreitet war, an Bedeutung verlor und um 1914 fast ganz aus dem öffentlichen Diskurs verschwunden war.
Das wichtigste, fast absolute Kriegsziel der Nation tauchte bereits in den ersten Kriegstagen auf: die Rückgewinnung Elsaß-Lothringens. Diese Forderung blieb vom Anfang bis zum Ende des Krieges, quer durch das politische Spektrum, ein unverrückbares Kriegsziel. Als nach dem Sieg an der Marne beschlossen wurde, den Krieg bis zum Ende der „Hegemonie des preußischen Militarismus“ fortzuführen, traten bald auch weitere Ziele an die Öffentlichkeit, vom Saarbecken, über linksrheinische Gebiete, in manchen Kreisen bis hin zur Infragestellung der Reichseinheit oder zumindest ihrer Schwächung im föderativen Sinne. Führend in dieser Frage war die extreme national-royalistische Action française, während die republikanische Ligue des Patriotes eine Kampagne lancierte, die auf eine Umgestaltung des Rheinufers in einen Pufferstaat unter französischer Dominanz oder sogar offene Annexion abzielte.
Im Herbst 1915 zeichneten sich schließlich jene französischen Kriegsziele ab, die in den kommenden Jahren immer wieder, mit unterschiedlicher offizieller Unterstützung, kaum verändert auftauchten. Die Rückkehr von Elsaß-Lothringen in den Grenzen von 1814 oder sogar 1790, also mit dem Saargebiet, die Zurückdrängung Deutschlands an den Rhein durch Annexion oder Neutralisation des Rheinlandes, wobei sich die Regierung völlig freie Hand ließ, sowie eine wirtschaftliche und militärische Angliederung Belgiens und Luxemburgs an Frankreich.

#### Koloniale Kriegsziele

Französische Kolonien 1923 (dunkelblau)

Die überseeischen Kriegsziele Frankreichs manifestierten sich durch die Konzentration auf die Westfront, hauptsächlich bei den Vereinbarungen mit den Alliierten über den Nahen und Mittleren Osten und Westafrika.
Für die Russland im März 1915 im „Abkommen über Konstantinopel und die Meerengen“ zugesprochenen Gebiete forderte Delcassé vorerst Kilikien und Syrien als Interessenszonen. Dem Comité de l’Asie Française war das jedoch zu wenig und es rief offen nach einer Annexion Kilikiens und Syriens inklusive Palästinas. Die Regierung folgte dieser Forderung und bekam im Oktober Kilikien und Syrien mit dem Libanon von Großbritannien zuerkannt. Palästina sollte internationalisiert werden. Die kolonialen Kriegsziele waren auch weniger Bestrebungen der Regierung, sondern der Kolonialpartei und ihren Sympathisanten im Außen- und Kolonialministerium. Die Regierung, durch die Westfront voll in Anspruch genommen, diskutierte koloniale Fragen nicht einmal, weswegen der Kolonialminister bis 1918 in dieser Frage dominierte.
Priorität für viele Kolonialisten hatte ein geschlossenes französisches Westafrika, inklusive der deutschen und britischen Enklaven. Auch im Orient war Großbritannien mehr Konkurrent als der eigentliche Kriegsgegner, das Osmanische Reich. Zum Leidwesen der Kolonialisten hörte Georges Clemenceau aber wenig auf die Kolonialpartei und ihre Leute im Außenministerium am Quai d’Orsay, sondern trat Lloyd George in der anglo-französischen Deklaration vom 7. November 1918 die Ansprüche auf Palästina und Mossul ab – möglicherweise, um britische Unterstützung bei den französischen Ambitionen auf die linksrheinischen Gebiete zu erhalten.
Die anderen Hauptgründe, warum die französische Kolonialpartei ihre Kriegsziele nicht voll durchsetzen konnte, waren das Mandatsprinzip des Völkerbundes in Afrika, die Tatsache, dass Großbritannien die militärische Macht in den fraglichen Gebieten innehatte, und die Mäßigung der Kolonialisten, vor allem in der Sprache, bedingt durch Wilsons Selbstbestimmungsrecht der Völker. Hatten kolonialistische Beamte lange Zeit die kolonialen Kriegsziele bestimmt, konnte sich Clemenceau zuletzt doch durchsetzen.

#### Kriegsziele 1916

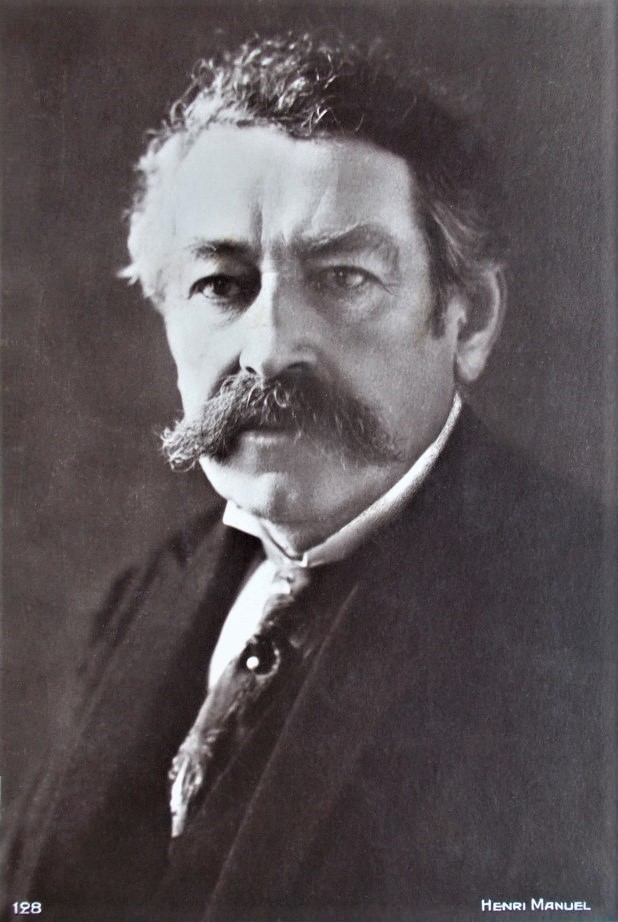
Premierminister Aristide Briand

Die günstige Kriegslage im Sommer 1916, insbesondere der als entscheidend bewertete Kriegseintritt Rumäniens, bewirkte bei der Regierung Briands ein Aufgeben der bisherigen Zurückhaltung. Diskussionen und Untersuchungen in Bezug auf die Friedensbedingungen setzten ein und führten schließlich zu einem umfangreichen Forderungsprogramm.
Auf Verlangen Präsident Poincarés entwarf zuerst Generalstabschef Joffre im August 1916 einen Plan der wünschenswerten Friedensbedingungen – mit Annexion des saarländischen Kohlebeckens und der Bildung von drei oder vier linksrheinischen Staaten mit Brückenköpfen am rechten Rheinufer bei Straßburg und Germersheim sowie einer Verkleinerung Preußens zugunsten der anderen deutschen Staaten. Dieser Generalstabsplan wurde im Oktober 1916 überarbeitet und verschärft, wobei eine dreißigjährige Okkupation des Rheinlandes und eine Teilung Deutschlands in neun unabhängige Staaten vorgesehen waren. Dieses extreme Konzept sollte aber erst nach Kriegsende wieder auftauchen.
Das Kriegszielprogramm der Regierung Briand, im November 1916 von Paul Cambon, Botschafter in London, und seinem Bruder ausgearbeitet, war deutlich moderater. Danach sollte der deutsche Nationalstaat bestehen bleiben, Frankreich „zumindest“ die Grenze von 1790, also Elsass-Lothringen mit dem Saarland, erhalten. Einer mit großen Schwierigkeiten verbundenen Okkupation des Rheinlandes wird die Errichtung zweier neutraler, unabhängiger Pufferstaaten unter französischem Schutz vorgezogen. Belgien, aber nicht Luxemburg, wird im Gegensatz zum Generalstabsmemorandum in Unabhängigkeit belassen.

#### Kriegsziele 1917

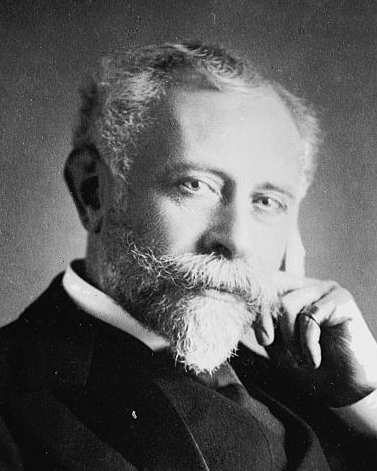
Pierre Paul Cambon

Manchen Regierungsmitgliedern ging das Cambon-Memorandum zu weit, andere wollten wiederum keinen Verzicht auf Annexionen im Rheinland. Ministerpräsident Briand stand aber hinter dem Programm, weshalb es im Januar 1917, in revidierter Form, zum offiziellen Regierungsprogramm wurde. Die revidierte Form bezog sich jedoch in erster Linie auf die Verwendung subtilerer Formulierungen. So wurde das zumindest beim Anspruch auf die 1790er-Grenze weggelassen oder die Bezeichnung Pufferstaaten durch Neutralität und provisorische Okkupation ersetzt.
Alles Sonstige sollte inter-alliierten Verhandlungen vorbehalten bleiben, was Frankreich freie Hand sicherte. Jedenfalls waren alle der Meinung, ein System von Pufferstaaten würde spätere Annexionen erleichtern. Das Dokument war gedacht als Diskussionsgrundlage mit Großbritannien, ohne legislative Sanktion, und war daher möglichst unverbindlich gehalten, vage vor allem in Bezug auf die von Großbritannien abgelehnte Annexion des Rheinlandes.
Aus diesem Grunde wurde das spektakulärste Kapitel in der Geschichte der französischen Kriegsziele auch ohne Wissen Großbritanniens geschrieben – die Mission des Kolonialministers Doumergue in Petrograd am 12. Februar 1917. Das Angebot Doumergues an Russland zur freien Festsetzung seiner Westgrenze war der Versuch, einen Sonderfrieden mit dem Deutschen Reich zu verhindern. Am 14. Februar 1917 sicherte Russland seinerseits den Franzosen Unterstützung bei ihren Forderungen zu. Frankreich wurde Elsass-Lothringen im Umfang des früheren Herzogtums Lothringen mit dem Saarbecken zugestanden, die nicht annektierten linksrheinischen Gebiete sollen ein autonomes und neutrales Staatswesen unter französischem Schutz bilden, das besetzt bleibt, bis alle Friedensbedingungen erfüllt sind.
Wenige Wochen später wurde die Abmachung durch die russische Februarrevolution allerdings hinfällig und die französische Kriegszielpolitik geriet, zusammen mit der gesamten Politik wegen der unsicheren Kriegslage, bedingt durch ein mögliches Ausscheiden Russlands, in eine tiefe Krise. Das zaristische Russland war schließlich die einzige Großmacht gewesen, welche Briands Pläne im Saarland und am Rhein unterstützt hatte. Mit dem Kollabieren des Zarenreichs kollabierten, so schien es vorerst, auch Frankreichs Rheinpläne.

#### Kriegsziele gegen Ende des Krieges

Premierminister Alexandre Ribot

Der den gescheiterten Briand ersetzende Ministerpräsident Ribot leitete eine neue Phase der französischen Kriegszielpolitik ein. Da durch das drohende Ausscheiden Russlands nun der Ausgang des Kampfes selbst in Frage gestellt wurde, trat die Frage der Kriegsziele natürlich in den Hintergrund – offiziell wurde nur mehr an Elsass-Lothringen festgehalten.
Die Regierung Ribot wies den Geist der Eroberung weit von sich und verlangte neben Elsass-Lothringen nur notwendige Sicherheitsgarantien. Als die Erfolge des deutschen U-Boot-Krieges und die Meutereien im französischen Heer im Frühjahr 1917 die Kriegslage für die Alliierten zusätzlich verschlimmerten, sah sich Ribot von den französischen Sozialisten gedrängt, die Kriegsziele noch mehr zurückzuschrauben. Er entband Russland seiner Zusagen bezüglich der neuen französischen Ostgrenze, an die sich die neue russische Regierung ohnehin nicht gebunden fühlte, und beteuerte, die Rückgabe Elsass-Lothringens sei keinesfalls eine Annexion und die notwendigen Garantien solle man doch nicht im Geiste der Eroberung sehen.
Später meinte Ribot zwar, die Stunde ist noch nicht gekommen, um über alle Friedensbedingungen zu diskutieren und wies jegliche Annexionsbestrebungen zurück. Gleichzeitig ließ er aber die Möglichkeit unabhängiger Rheinstaaten offen und verlangte weiterhin die Niederwerfung des preußischen Militarismus. Ribot hielt also an der Rheinlandpolitik, ebenso wie an der Gesamtheit der französischen Ziele fest, die Veränderung betraf lediglich die äußere Form der Kriegsziele, jedoch nicht deren Inhalt.

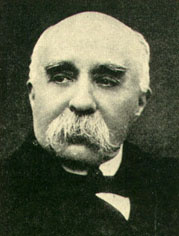
Premierminister Georges Clemenceau

Erst im Januar 1918 erhielt Frankreich die endgültige offizielle Unterstützung in der Hauptkriegszielfrage Elsaß-Lothringen; Lloyd George und Präsident Wilson forderten öffentlich die Auslöschung des Unrechts von 1871. Bis Kriegsende konzentrierte sich die seit November 1917 amtierende Regierung Clemenceau darauf, das Recht Frankreichs auf die Provinzen, ohne jegliche Abstimmung, zu zementieren, während die anderen Fragen diskret im Hintergrund blieben, was aber keinesfalls ein Abgehen von weiteren Zielen bedeutete.
So kam es, dass selbst nach Ende des Krieges die französischen Kriegsziele noch halbfertig und unklar waren, obwohl nach der sicheren Erlangung Elsass-Lothringens die Rheingrenze eindeutig das Hauptziel Clemenceaus und aller politischen Führer war. Langlebigstes und wichtigstes Konzept zur Schwächung Deutschlands war der Versuch der Loslösung des Rheinlandes von Deutschland durch Annexion oder Neutralisation.
Es ist nicht richtig, dass Frankreich mit seinen Absichten in Versailles scheiterte, konnte es doch, trotz aller Konzessionen an seine Alliierten, einen guten Teil seiner Ziele durchsetzen. Zwar musste das Land auf offene Annexionen im Saar- und Rheinland verzichten, hatte aber durch die Besetzung dieser Gebiete alle Möglichkeiten, den Vertrag, wie 1923 bei der Ruhrbesetzung, nachzubessern. Dass die Okkupation letztlich scheiterte, lag jedenfalls nicht am mangelnden Durchsetzungsvermögen Frankreichs in Versailles.
Allerdings ist anzunehmen, dass bei einem Nichtausscheiden Russlands die „annexionistischen Mächte“ Frankreich und Russland ihren Frieden diktiert, also ihre Kriegsziele weitgehend durchgesetzt und Deutschland auf das Gebiet zwischen Rhein und unterer Weichsel beziehungsweise Oder beschränkt, hätten. Die Forderungen an die Besiegten hätten von vornherein anders gelautet, denn der Einfluss der liberal-gemäßigt gesinnten angelsächsischen Mächte wäre auf der Friedenskonferenz weit weniger zum Tragen gekommen. Frankreich und sein großer kontinentaler Verbündeter hätten die neue Karte Europas weitgehend unter sich ausgemacht. So aber musste sich Frankreich, da es seine westlichen Alliierten benötigte, um Deutschland auch nach dem Kriege dauerhaft niederzuhalten, von vornherein bescheiden, um sich nicht britischen und US-amerikanischen Einwänden beugen zu müssen, die das bereits „kosmetisch behandelte“ und reduzierte Programm Frankreichs kritisierten und einzuschränken trachteten. Man könnte daher, sehr vereinfacht sagen, Deutschland verdankt das Rheinland der Russischen Revolution.

### Russisches Reich

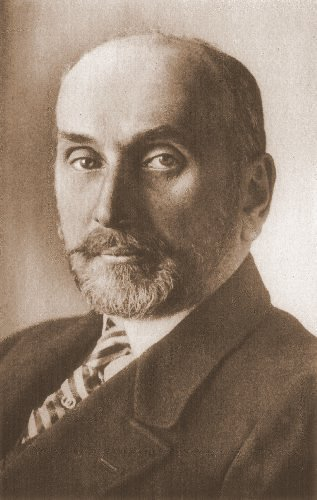
Außenminister Sergei Dmitrijewitsch Sasonow

Das Russische Reich konzentrierte seine internationalen Interessen nach dem verlorenen Krieg 1904/05 gegen Japan auf den Balkan, als dessen natürliche Schutzmacht es sich sah. Dabei kam es unweigerlich zu starken Spannungen mit Österreich-Ungarn. Das Selbstverständnis Russlands als Erbe der byzantinisch-orthodoxen Kultur und die traditionelle Feindschaft gegen das Osmanische Reich kamen in den russischen Kriegszielen ebenfalls zum Ausdruck. Nach dem osmanischen Kriegseintritt erhoffte man sich auf russischer Seite den Gewinn Konstantinopels und der Meerengen zwischen der Ägäis und dem Schwarzen Meer. Die russischen Kriegsziele umfassten neben dem alten Ziel der Meerengen auch Galizien und vor allem den (klein)russisch (= ukrainisch) besiedelten Ostteil sowie aus strategischen Gründen das ins russische Gebiet hineinragende Ostpreußen. Im weiteren Sinne spielte sicher auch die Idee des Panslawismus, einer Zusammenfassung aller Slawen in einem Kontinentalblock, eine Rolle.

#### 13-Punkte-Programm Sasonows
In der ersten Siegeszuversicht erstellte der russische Außenminister Sasonow am 14. September 1914 ein „13-Punkte-Programm“, welches in manchen Aspekten als Gegenpart zum Septemberprogramm Bethmann Hollwegs anzusehen ist. Dies ist auch bekannt als „12-Punkte-Programm“, weil bei den ersten Veröffentlichungen Punkt 13, über die Reparationen, eliminiert worden war.
Sasonow sah in erster Linie territoriale Abtretungen Deutschlands und Österreich-Ungarns vor, angeblich auf der Basis des Nationalitätenprinzips. Russland würde den Unterlauf des Njemen (das spätere „Memelland“) und den östlichen Teil Galiziens annektieren. Dem zu Russland gehörenden Königreich Polen sollte der Osten der Provinz Posen, Oberschlesien und das westliche Galizien angegliedert werden. Weitere Bestimmungen waren die oft genannten Fixpunkte alliierter Kriegszielprogramme: Elsass-Lothringen, vielleicht das Rheinland und die Pfalz an Frankreich, ein Gebietszuwachs für Belgien bei Aachen, Schleswig-Holstein zurück an Dänemark und die Wiederherstellung des Königreiches Hannover.
Österreich würde eine „Dreifache Monarchie“ bilden, bestehend aus den Königreichen Böhmen (Böhmen und Mähren – Mähren wurde dabei für das Gebiet der Slowaken gehalten, was die Unklarheit russischer Vorstellungen von Mitteleuropa zeigt), Ungarn und Österreich (Alpenländer), wobei sich Ungarn mit Rumänien über Siebenbürgen einigen müsste. Serbien erhielte Bosnien-Herzegowina, Dalmatien und Nordalbanien, Griechenland hingegen Südalbanien, Bulgarien einen Teil des serbischen Mazedoniens, Großbritannien, Frankreich und Japan die deutschen Kolonien. Die Meerengen blieben, noch vor dem türkischen Kriegseintritt, zumindest offiziell unerwähnt. Sazonows Programm war die erste umfassende Kriegszielerklärung der russischen Regierung und Russland war damit die erste Ententemacht, die ihren Alliierten eine Liste mit Kriegszielen vorlegte.

#### Kriegsziel der Auflösung Österreich-Ungarns
Obwohl viele Meinungsäußerungen dagegen sprechen – Sasonow selbst sprach schon im Oktober 1914 von Österreich-Ungarn als einem „vollkommenen Anachronismus“ und verlangte Ende 1914 nachdrücklich dessen Auflösung, russische Militärs erwarteten bei Kriegsausbruch den Zerfall des Gegners durch dessen aufständische Slawenvölker – schien die russische Regierung gesamt gesehen eine Auflösung der Habsburgermonarchie von sich aus weder zu fordern, noch zu betreiben, nicht zuletzt aus Angst, wenn sich das Russische Reich zum Selbstbestimmungsrecht der Nationalitäten bekenne, würden auch die eigenen Fremdvölker ihre zentrifugalen Kräfte verstärken. Außerdem war die Donaumonarchie aus russischer Sicht auch eine konservative Bastion, während die kleinen Nachfolgestaaten unzweifelhaft eine Vielzahl von politischen Schwierigkeiten und Störungen für Russland herbeiführen würden.

#### Meerengen

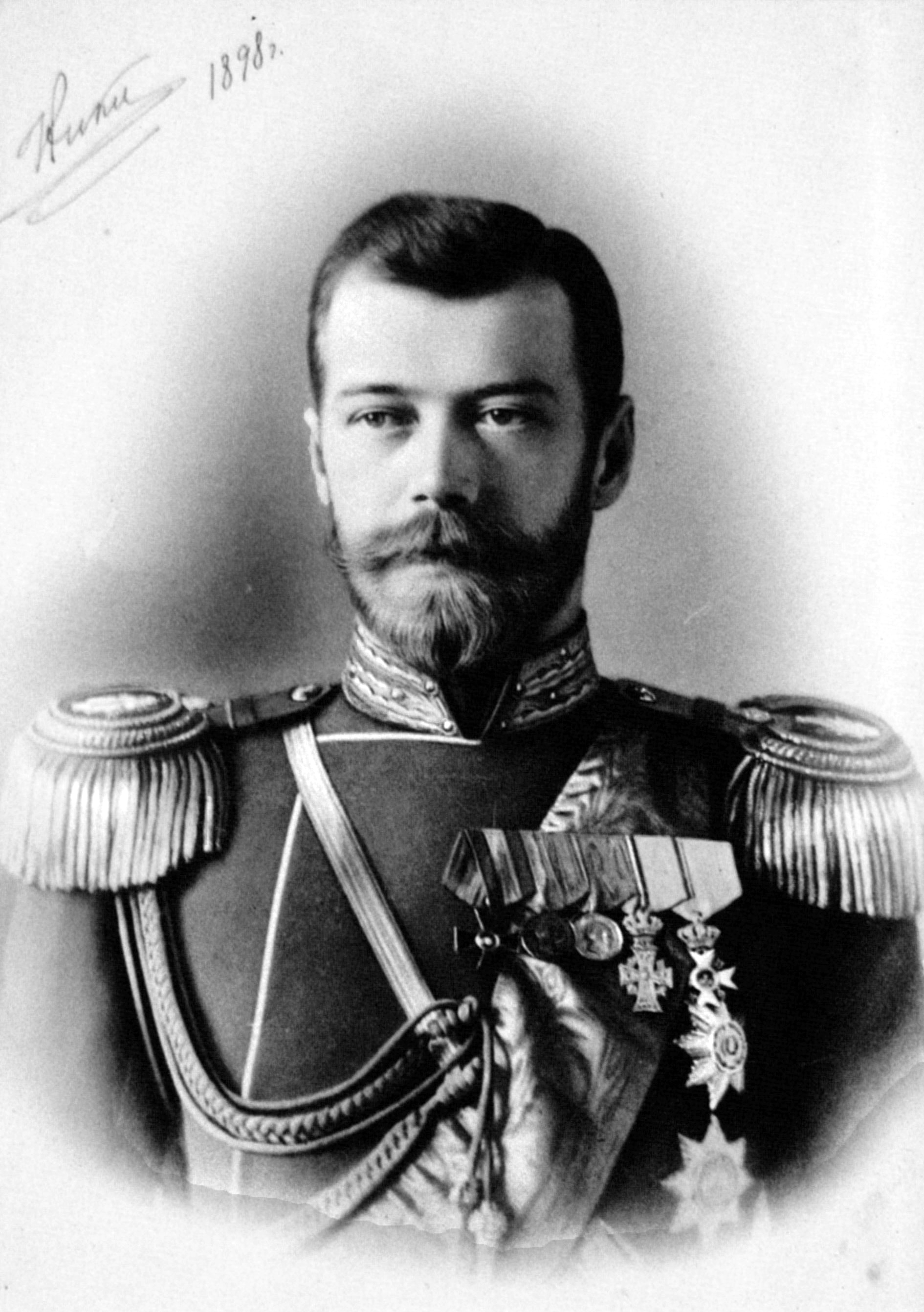
Zar Nikolaus II.

Mit dem Kriegseintritt des Osmanischen Reiches erhielt die russische Öffentlichkeit erst ihr wahres Ziel für die Kriegsteilnahme: Die russische Gesellschaft richtet ihre Blicke auf Konstantinopel als höchsten Siegespreis. Die Erringung der Meerengen war der „alte slawophile Traum“ der nationalistisch gesinnten Kreise Russlands.
Demzufolge warnte Sazonow am 4. März 1915 Großbritannien und Frankreich, die ohne russische Beteiligung an den Dardanellen kämpften, dass jede Lösung, die Konstantinopel und den Bosporus nicht Russland einbrächte, unbefriedigend und unsicher wäre. Er forderte im Einzelnen Konstantinopel, die europäische Küste des Schwarzen Meeres bis zu den Dardanellen, die asiatische Küste des Bosporus, die Inseln des Marmarameeres und die Inseln Imbros und Tenedos.
Anfang März 1915 lenkten die Westalliierten, die einen Sonderfrieden Russlands fürchteten, im Abkommen über Konstantinopel und die Meerengen ein.
Zar Nikolaus II. reagierte begeistert und großzügig: Nehmen sie das rechte Rheinufer, nehmen sie Mainz, nehmen sie Koblenz, gehen sie noch weiter wenn es ihnen paßt. Er stimmte auch Frankreichs Forderungen auch in Syrien, Kilikien und Palästina, außer an den heiligen Plätzen, zu. Die Freiheit in der Festsetzung der Westgrenze wurde Frankreich dann im Februar 1917 auch offiziell zugestanden.

#### Revolutionäres Russland

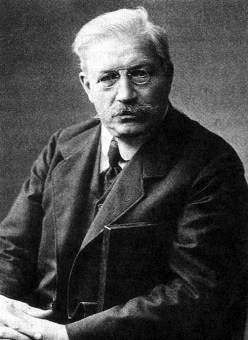
Pawel Nikolajewitsch Miljukow

Ein letztes Aufflackern annexionistischer Ideen gab es durch Pawel Nikolajewitsch Miljukow, des Führers der Konstitutionellen Demokraten („Kadetten“), der Mitte März bis Mitte Mai 1917 Außenminister der Provisorischen Regierung war. Zuvor war in der Februarrevolution 1917 ein „Frieden ohne Annexionen oder Kontributionen“ verkündet worden.
Doch Miljukow vertrat noch einmal die traditionellen Ziele des russischen Imperialismus mit Konstantinopel, „Zertrümmerung Österreich-Ungarns“, einem weit über die Drau reichenden südslawischen Staat, einem Polen in seinen ethnographischen Grenzen und einem neuen Ostseegouvernement auf dem Boden Ostpreußens. Als seine Pläne bekannt wurden, kam es zu heftigen Ausschreitungen, bis eine neue Koalition unter Ausschluss Miljukows gebildet wurde.
Die Veröffentlichung der geheimen Kriegszielabkommen der Alliierten im November 1917 durch die Bolschewiki entlarvten in den Augen der Mittelmächte die angeblich so „hehren“ Absichten der Entente. Die Kriegsziele der Feinde wurden als Friedenshindernisse wahrgenommen.

#### Einordnung der Kriegsziele in der Forschung
Russland war oft Gefangener seines eigenen Prestiges und seiner „historischen Mission“, sowohl am Balkan, als auch bei den Meerengen. Seine vitalen Interessen wurden durch Emotionen aus der Vergangenheit, nationale und religiöse Gefühle überlagert. Russland fehlte es im Wettbewerb mit den europäischen Großmächten um Einfluss und Prestige an mächtigen Mitteln wie Kapital, Konzessionen oder umfangreicherem Handelsverkehr.

### Großbritannien

#### Kriegsziele zu Beginn des Krieges

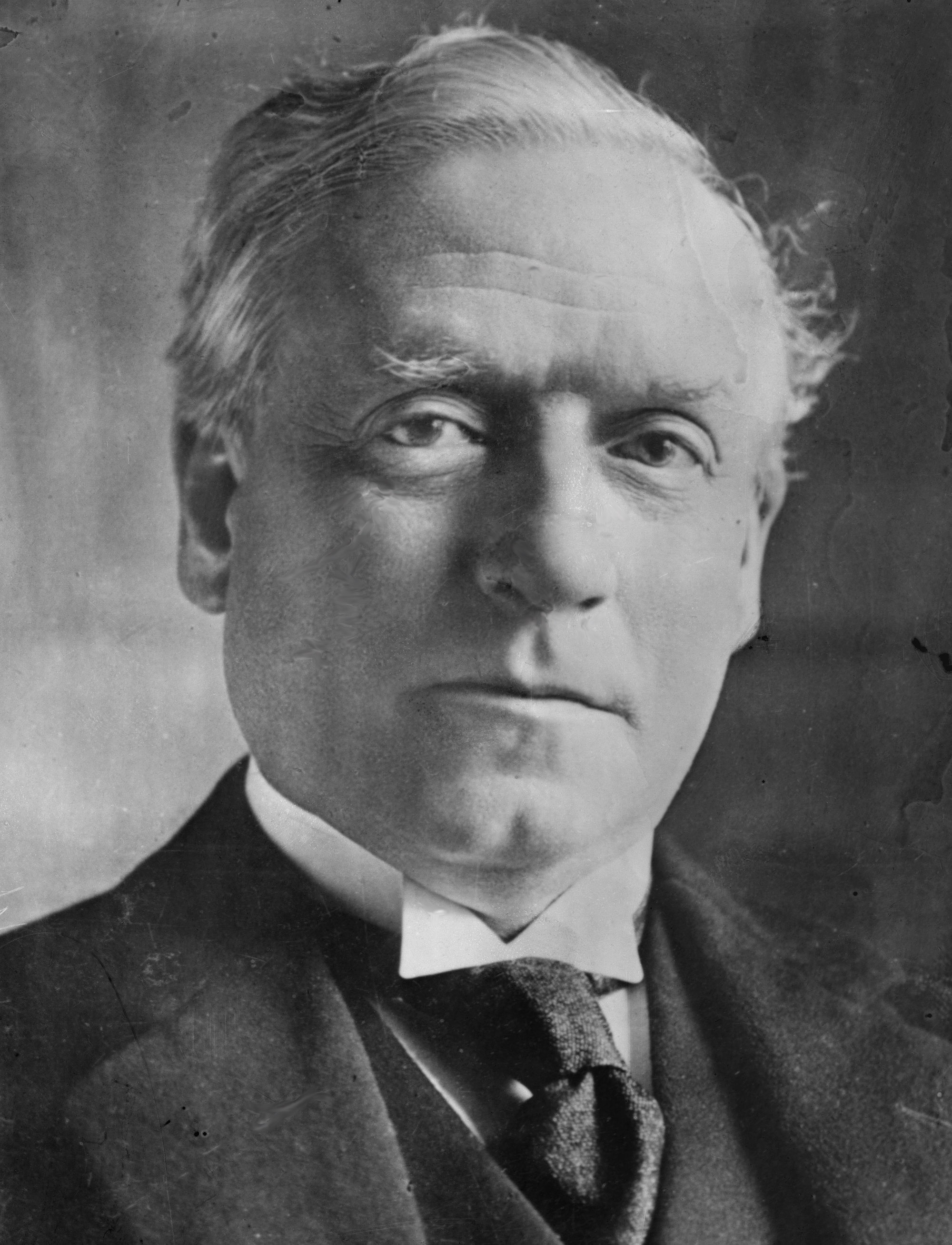
Premier Herbert Henry Asquith

Die deutsche Invasion Belgiens war der offizielle Grund für Großbritanniens Kriegseintritt – die Wiederherstellung Belgiens blieb in den ersten Kriegsjahren daher auch das einzige erklärte wichtige Kriegsziel. Zum Ziel der Befreiung Belgiens trat aber schon früh die Formel der Zerschlagung des preußischen Militarismus zur Wahrung des europäischen Gleichgewichts, das durch die deutsche Besetzung Belgiens und der Kanalküste bedroht schien.
Weite Kreise der Verantwortlichen hatten die übertriebene Furcht, Deutschlands Ambitionen im Weltkrieg würden aus Großbritannien einen deutschen Klientelstaat machen. Widerstand erschien ihnen deshalb notwendig.
Direkte territoriale Ziele auf dem europäischen Kontinent hatte Großbritannien jedenfalls zu keiner Zeit. Premier Asquith äußerte, Großbritannien habe auch außerhalb Europas schon jetzt gerade so viel Land [as] we are able to hold. Dennoch sollten etwaige Interessen gegenüber Frankreich, Russland und anderen Verbündeten gewahrt bleiben, was Erwerbungen von deutschen und osmanischen Besitzungen in Afrika und Vorderasien bedeutete.

#### Entwicklung im Kriegsverlauf

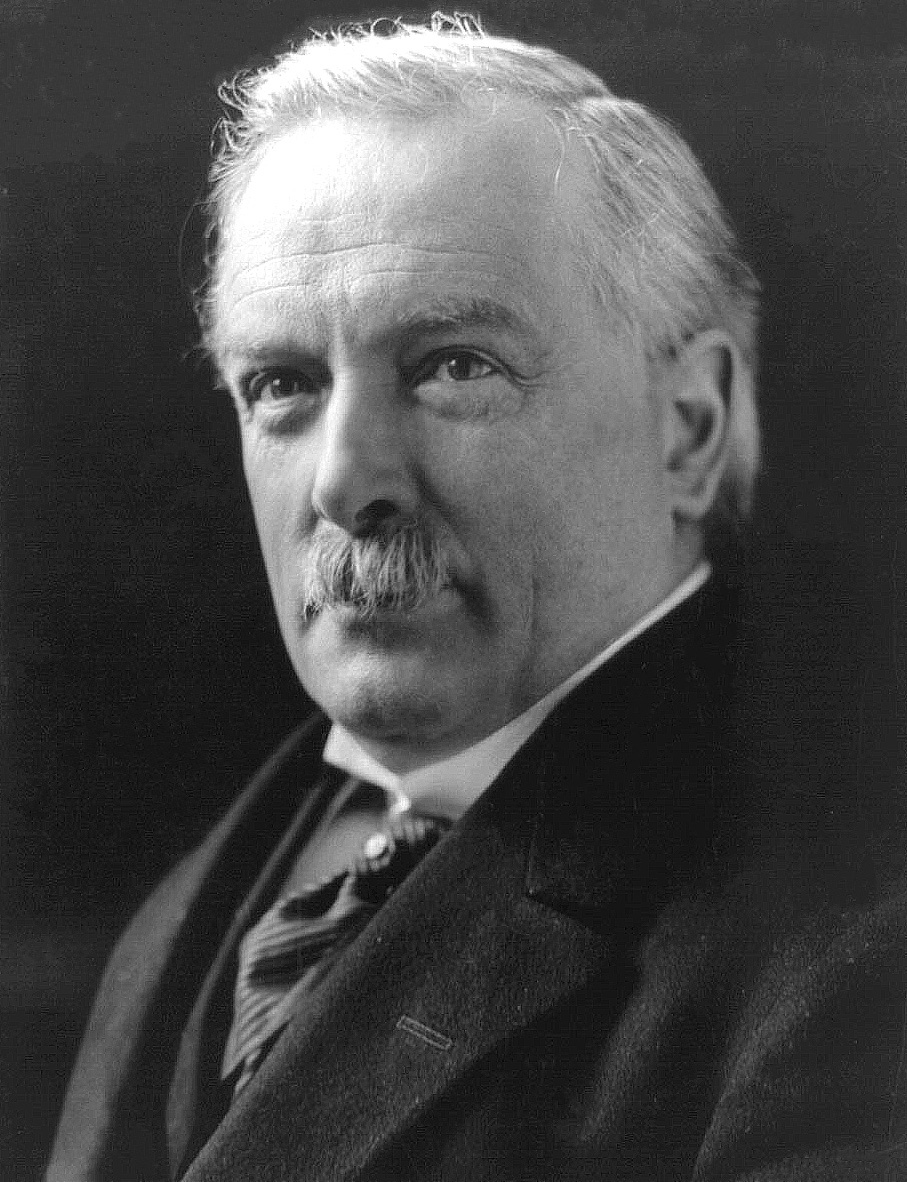
Premier David Lloyd George

Territoriale Belange wurden offiziell immer, wohl um peinliche Implikationen zu vermeiden, als sekundär angesehen. Nach dem Ausscheiden des zaristischen Verbündeten konnte der Krieg propagandistisch hervorragend als Kreuzzug der Demokratie gegen Tyrannei und Despotismus geführt werden. Aber Ende 1916 wollte die britische Öffentlichkeit schließlich konkret wissen, wofür ihre Soldaten kämpfen und sterben sollten, was die Formulierung der Kriegsziele dringend machte.
Am 20. März 1917 bezeichnete Lloyd George die Beseitigung der reaktionären Militärregierungen und die Etablierung von „populären“ Regierungen, als Basis des internationalen Friedens, als wahre Kriegsziele. Gegen Ende des Jahres einigte sich das Kabinett auf erste provisorische Kriegsziele. Es unterstützte französische Bestrebungen auf Elsass-Lothringen, italienische Forderungen, entgegen dem Vertrag von London, nur auf Basis des Nationalitätenprinzips, sowie die Restauration Belgiens, Serbiens und Rumäniens. Später kamen, neben der Forderung nach Unabhängigkeit Polens und der Völker der Donaumonarchie, auch eigene Expansionswünsche in Form von Forderungen nach Selbstbestimmung für die deutschen Kolonien, um den Deutschen die Grundlage für ihr Mittelafrika zu entziehen und den schon okkupierten arabischen Teilen der Türkei unter „British rule“ zu Tage.

#### Koloniale Kriegsziele

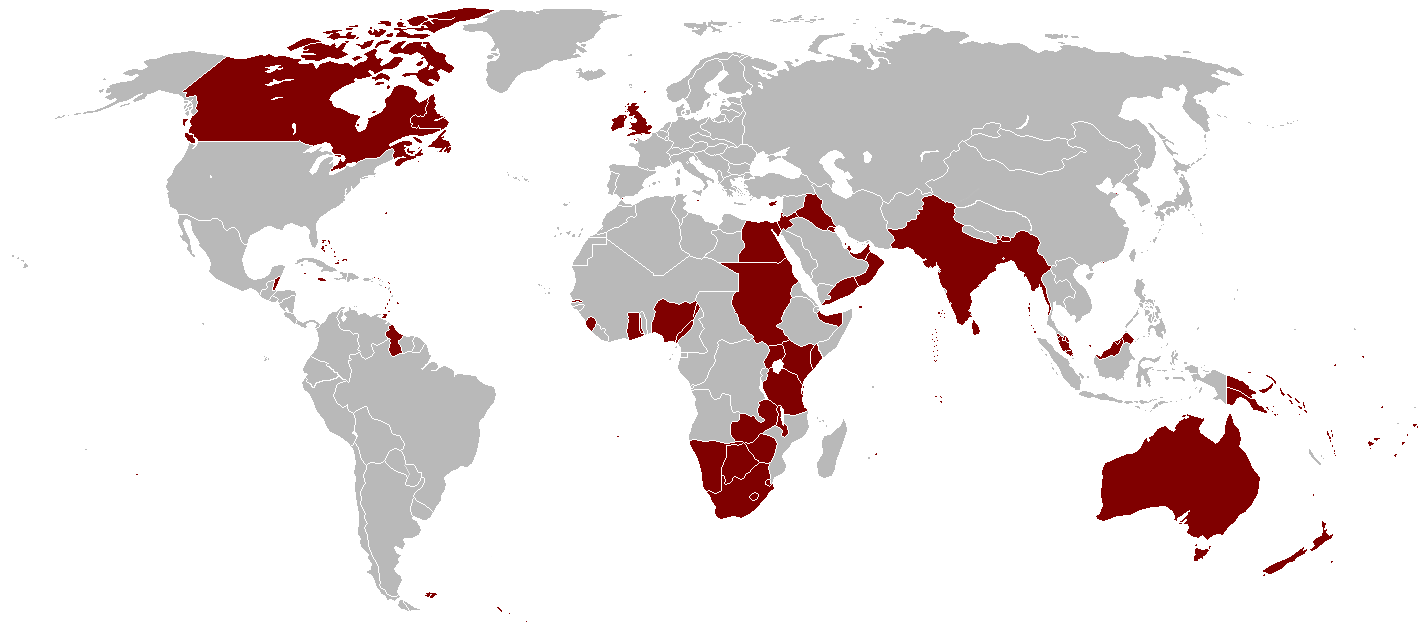
Britisches Weltreich 1921

Das Sykes-Picot-Abkommen vom 3. Januar 1916 regelte die Interessenszonen Großbritanniens und Frankreichs im Nahen Osten. Großbritannien erhielt das südliche Mesopotamien, während Palästina internationalisiert werden sollte. Die deutschen Kolonien in Afrika und Übersee sollten keinesfalls zurückgegeben werden, was auch die an der Eroberung beteiligten Japaner und britischen Dominions kaum zugelassen hätten. Es stellte sich heraus, dass die war aims of the British Empire nicht ausschließlich auf den Interessen Großbritanniens basierten, da Australien, Neuseeland und Südafrika ihre Eroberungen deutscher Kolonien behalten wollten.
Eine im Januar 1917 vorgelegte Denkschrift des Foreign Office betrachtete die deutschen Kolonien als die für die Deutschen handgreiflichsten Resultate der „Weltpolitik“ des Kaisers. Der Hauptzweck dieser Kolonien war, aus britischer Sicht, die Vorbereitung von Angriffen auf fremde Kolonien. Die Wegnahme der deutschen Kolonien sei die Vorbedingung für das wichtige britische Kriegsziel: das Ende der deutschen Seemacht und Seepolitik. Oberstes Kriegsziel müsse es sein zu verhindern, dass Deutschland Weltmacht werde. Es solle seine Energien auf den Kontinent, auf das 1870 erreichte, beschränken, während Großbritannien zwar die Vorherrschaft zur See und einem überseeischen Reich, aber keine kontinentalen Bestrebungen haben solle.

#### Sekundäre Kriegsziele der britischen Dominions

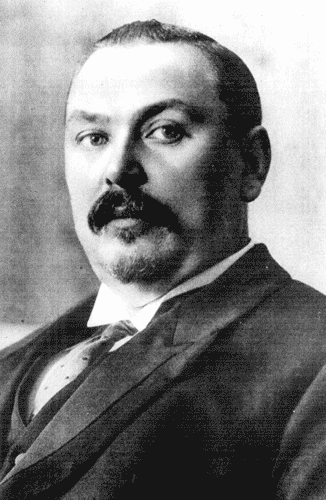
Premier Louis Botha

Neben dem Mutterland verfolgten vor allem die Dominions Südafrika und Australien eigene Kriegsziele, die über jene Großbritanniens hinausgingen und dessen beabsichtigten Verhandlungsspielraum für eine Nachkriegslösung behinderten. Da Großbritannien auf die Unterstützung der Kolonien angewiesen war, konnte es deren sekundären Kolonialansprüchen wenig entgegensetzen.
Die Südafrikanische Union unter Premier Louis Botha und General Smuts beispielsweise hatte bereits 1911 als Nahziel die Annexion Deutsch-Südwestafrikas gefordert sowie Portugiesisch-Ostafrika (Moçambique). Der bereits 1898 und 1913/14 im Angola-Vertrag vereinbarten Aufteilung der portugiesischen Kolonien (dem Empire bzw. Südafrika wäre Süd-Moçambique zugefallen) stand jedoch entgegen, dass Portugal als Alliierter Großbritanniens im Weltkrieg kämpfte, worauf London mehr Rücksicht nehmen musste als Pretoria.
1916 bis 1919 vertrat Smuts als unmittelbares Kriegsziel ein „Greater South Africa“ mit einer Angliederung von Deutsch-Südwestafrika, der britisch verwalteten Protektorate Betschuanaland (Botswana) und Südrhodesien, sowie Moçambique bis zum Sambesi.
Pretorias Fernziel aber war eine südafrikanische Vorherrschaft über das gesamte südlich des Äquator gelegene Afrika von Kapstadt bis zum Kilimandscharo. Dazu wollte Südafrika noch zusätzlich die Herrschaft über die britisch verwalteten Protektorate Nordrhodesien (Sambia) und Njassaland (Malawi) übernehmen sowie Deutsch-Ostafrika erobern. Selbst das belgische Katanga zählte zur südafrikanischen Interessensspähre.
Tatsächlich war Großbritannien auf den militärischen Beitrag Südafrikas angewiesen, Südafrika führte zwar die Hauptkämpfe gegen die deutsche Schutztruppe in Ostafrika und stellte obendrein Einheiten an die Flandernfront ab. Doch damit überforderte Südafrika auch seine Kräfte und Möglichkeiten, zum endgültigen Sieg im fernen Ostafrika war General Smuts' von starken Verlusten geschwächte Truppe nicht mehr in der Lage.
Australien und das Deutsche Reich waren bereits 1883 wegen Neuguinea aneinandergeraten, Australiens Ziel war es daher, neben dem im Wettlauf mit den Deutschen schon damals besetzten Südostteil der Insel auch die deutsche Kolonie im Nordostteil zu erobern. Auch mit Japan bestanden allerdings Gegensätze, da sowohl Australien als auch Japan Interesse an einer Annexion der deutschen Pazifik-Inseln hatten. Anders als Australien und Neuseeland hatten Großbritannien und sein Verbündeter Russland jedoch kein Interesse, es während des Kampfes gegen Deutschland auf einen Bruch mit Japan ankommen zu lassen.

#### Kriegsziele und das Mächtegleichgewicht

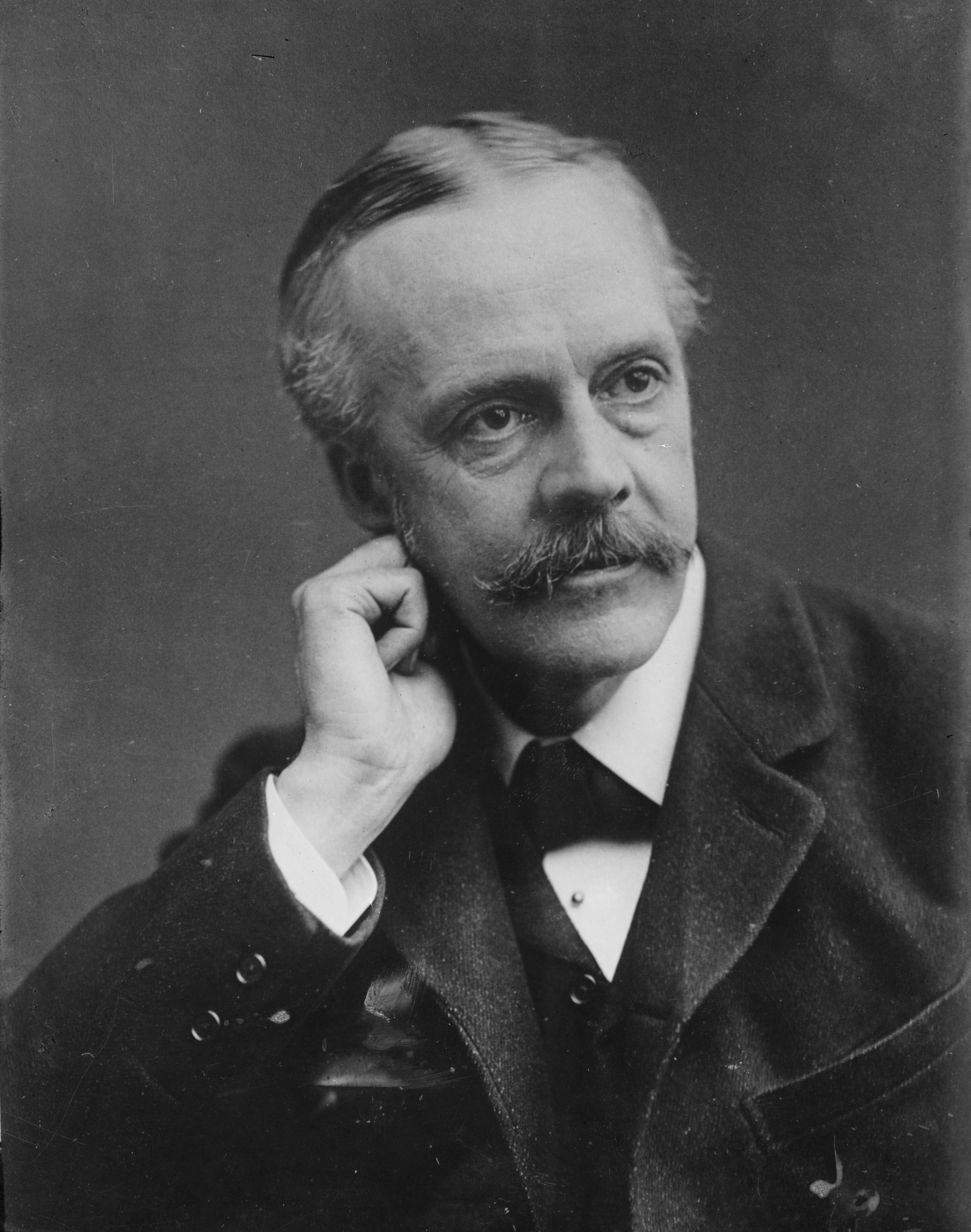
Außenminister Arthur James Balfour

Neben der Tendenz zur Schwächung Deutschlands gab es in der britischen Politik also auch eine Gegenbewegung, die alte Wurzeln besaß. Das Mächtegleichgewicht, die „balance of power“ des Nachkriegseuropa erfordere ein starkes Deutschland als Gegengewicht zu Frankreich und Russland. Diese Komponente der britischen Kriegszielpolitik sollte bei der Friedenskonferenz in Versailles noch eine wichtige Rolle spielen.
Die alten Rivalitäten mit Frankreich und Russland waren zwar durch den Konflikt mit Deutschland überdeckt, aber dennoch latent vorhanden. Es war klar, dass diese Konflikte nach dem Krieg wieder ausbrechen würden, weshalb sich jede Großmacht ihre neue Ausgangsposition früh sichern musste. Für Großbritannien, das keine direkten realisierbaren Erwerbungen auf dem Kontinent in Aussicht hatte, war die Beibehaltung eines auf dem Land militärisch starken Deutschland geopolitisch lebensnotwendig.
Die im Weltkrieg existierende Koalition wurde von Großbritannien nicht für sehr dauerhaft gehalten, Deutschland hielten die Briten sogar für einen möglichen Alliierten der Zukunft, wofür es stark und wohlgesinnt zu halten sei – eine Denkart, die Russland oder Frankreich nicht nur während des Krieges fremd war.
Ende August 1918 wurde Lloyd Georges Deutschlandpolitik zunehmend härter, Balfour wollte die Kohlenreviere im Ruhrgebiet und Schlesien vom Reich abspalten, sogar die lang vergessene Abtretung Schleswig-Holsteins an Dänemark tauchte wieder auf. Im November, als das britische Hauptkriegsziel, die deutsche Vorherrschaft auf dem Kontinent zu brechen, bereits erreicht war, wurde aus den schon beschriebenen Gleichgewichtsgründen kein second Alsace-Lorraine angestrebt.
Der Wegfall Russlands aus der Kriegskoalition machte das britische Konzept des Mächtegleichgewichts zwar einfacher, aber zugleich auch schwieriger. Der russische Druck auf den deutschen Osten fiel nun weg und ein System von neuen Staaten musste die Bindung deutscher Kräfte im Osten übernehmen. Da diese neuen Staaten nie die Macht des alten russischen Reiches entwickeln konnten, wurde der zuvor erwogene Anschluss Österreichs an Deutschland von den Briten, als nicht mehr zweckdienlich, verworfen. Im Westen war die Situation anders, da umfangreiche Annexionswünsche Frankreichs im Rheinland, wenn auch in verdeckter Form, eine Hegemonie der Franzosen einzuleiten drohten, die Großbritannien durch Milderung der Friedensbedingungen für Deutschland zu verhindern suchte.

### Italien
Auch Italien betrieb seit der nationalen Einigung, die 1870 abgeschlossen worden war, eine expansionistische Politik, welche in Form des Irredentismus unter anderem auf die italienisch besiedelten Gebiete unter österreichisch-ungarischer Herrschaft zielte. Auch die Unterzeichnung des Dreibund-Vertrags mit Österreich-Ungarn und dem Deutschen Reich im Jahre 1882 konnte die daraus resultierenden Spannungen nicht beseitigen. Zudem war es 1911/12 zu einem Krieg mit dem Osmanischen Reich gekommen, welcher mit der faktischen Annexion Libyens und des Dodekanes durch Italien endete.
Zunächst hatten die Mittelmächte Italien dazu bewegen wollen, neutral zu bleiben. Italien hatte dafür mindestens die Abtretung des Trentinos von Österreich-Ungarn gefordert. Deutschland und der Papst versuchten vergeblich, Österreich-Ungarn zum Nachgeben zu bewegen. Ebenso vergeblich war der Versuch der deutschen Diplomatie, Italiens Gebietsansprüche stattdessen auf Tunesien, Korsika, Nizza und Savoyen abzulenken. Als Österreich-Ungarn am 8. März 1915 schließlich doch signalisierte, zum Nachgeben bereit zu sein, hatte die Entente Italien inzwischen viel mehr versprochen.

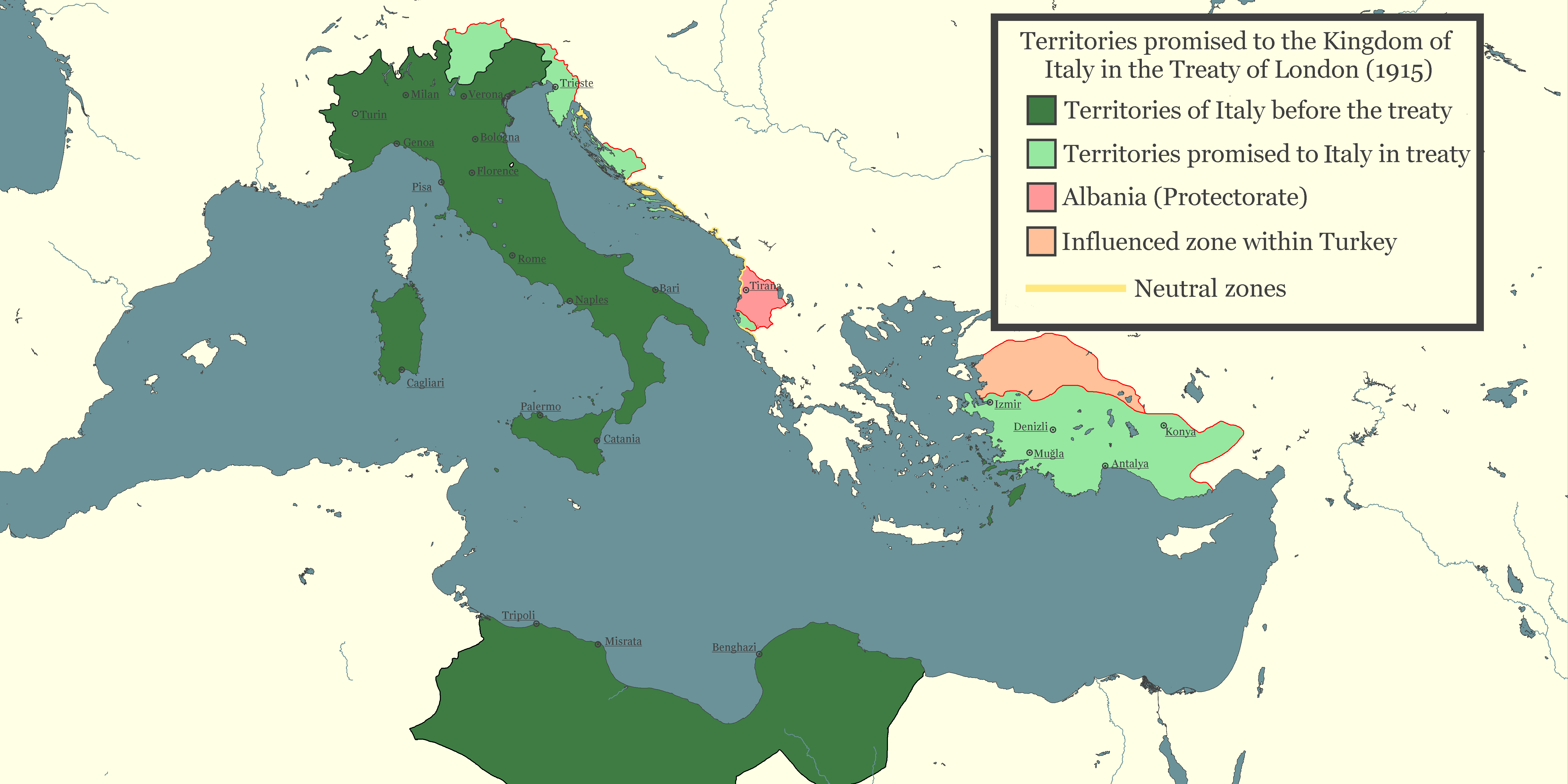
Im Londoner Vertrag zugesagte Gebiete (hellgrün), Protektorat Albanien (rot), Einflusszone Türkei (hellrot)

Nach dem Einverständnis Russlands zu der italienischen Forderung nach slawisch besiedelten Gebieten an der Adria wurde am 26. April 1915 der geheime Londoner Vertrag geschlossen. Der Vertrag von London spiegelte die Kriegsziele Italiens wider, das durch seine günstige Verhandlungsposition praktisch alle territorialen Forderungen gegenüber der Habsburgermonarchie durchsetzen konnte. Italien erhielt in dem Geheimvertrag zugesprochen: das Trentino, Südtirol bis zum Brenner, die Stadt Triest und ihr Umland, die Grafschaft Görz und Gradisca, ganz Istrien, die istrischen und einige kleinere Inseln, aber nicht Fiume. Ferner sollten die Provinz Dalmatien ab Lissarik und Trebinje im Norden, bis Kap Planka im Süden, also etwa von Zadar bis vor Split, mitsamt den vorgelagerten Inseln, sowie Lissa und Lagosta an Italien gehen. Zuletzt stand Italien noch der strategisch bedeutsame albanische Hafen Valona mit umfangreichem Hinterland zu. Auch hätte Italien bei einer etwaigen Teilung der Türkei eine noch festzusetzende Region an der Südküste Kleinasiens erhalten. Während die italienische Gesellschaft den Krieg mehrheitlich ablehnte, sahen Ministerpräsident Antonio Salandra und Außenminister Sidney Sonnino die Gelegenheit gekommen, das imperialistische Programm der Nationalisten zu verwirklichen. Am 4. Mai 1915 kündigte Italien den Dreibund und erklärte am 23. Mai 1915 Österreich-Ungarn den Krieg. Es griff zunächst – erfolglos – am Isonzo an (Erste Isonzoschlacht bis 7. Juli 1915 und Zweite Isonzoschlacht 17. Juli bis 3. August 1915).
Nach der Niederlage von Caporetto Ende 1917 waren die Verantwortlichen in Regierung und Militär gezwungen, die Maximalforderungen des Vertrags den eigenen Möglichkeiten anzupassen. Auf weitere Gebietserwerbungen in Südosteuropa wurde in der Folge verzichtet.
Dass die Vereinbarung insbesondere in Bezug auf Dalmatien im Vertrag von Versailles nicht ganz verwirklicht wurde, lag am Widerstand der Serben beziehungsweise Südslawen und der – durch den Vertrag nicht gebundenen – Vereinigten Staaten.

### Serbien

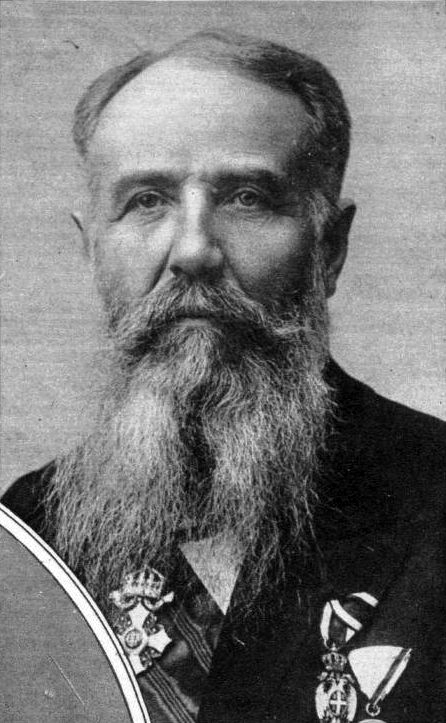
Premierminister Nikola Pašić

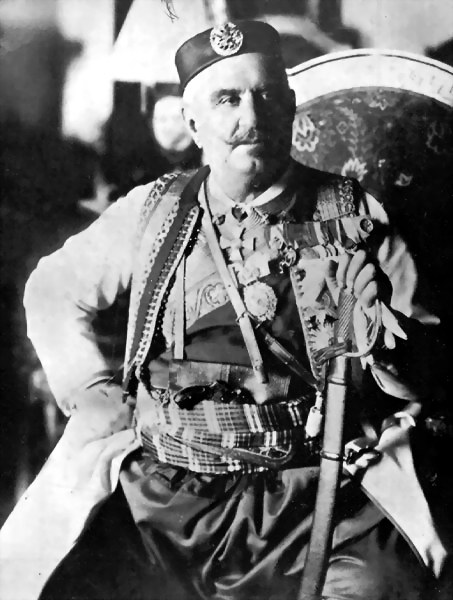
Nikola I. von Montenegro

In Serbien war Grundlage aller Kriegszielprogramme die Idee von der Vereinigung aller Südslawen. Meistens reichten die serbischen Ansprüche über eine Vereinigung mit Kroaten und Slowenen, bei Unabhängigkeit von Bulgarien und Montenegro, oder sogar nur einem Großserbien, mit Abrundung des serbischen Gebietes und Zugang zur Adria, nicht hinaus.

Aber schon die serbische Kriegsproklamation vom 4. August 1914 sprach vom 

„Jammer von Millionen unserer Brüder […], welcher aus Bosnien und Herzegowina, aus dem Banat, der Batschka, Kroatien, Slawonien, Srem und von unserem Meer, aus dem felsigen Dalmatien, zu uns drang.“

 Diese Proklamation nannte also das nationale Befreiungsziel der Serben, die Vereinigung aller Serben, Kroaten und Slowenen.
Ministerpräsident Nikola Pašić legte am 21. September dem russischen Außenminister Sazonow umfangreiche Kriegsziele vor: Bosnien, die Herzegowina, Dalmatien, die Batschka, das Banat, Görz mit Umgebung und Istrien. Letzteres war er bereit, mit Italien, bei dessen etwaigem Kriegseintritt, zu teilen. Eine Woche später, als Pašić von den italienischen Forderungen erfuhr, wollte er auf ganz Istrien verzichten, warnte aber davor, Italien Dalmatien zu überlassen, weil dann die Serbokroaten der Monarchie auf der Seite Österreich-Ungarns stehen würden.
Eine russisch-südslawische Denkschrift aus dem Dezember 1914, vom exilierten kroatischen Abgeordneten Frano Supilo verfasst, äußerte schon detailliertere Vorstellungen über den kommenden südslawischen Staat. Dieser Staat hätte 260.000 km² umfasst, bestehend aus den südlichen Teilen Kärntens und der Steiermark, dem Krain, dem gesamten Kronland Küstenland (mit Triest), Dalmatien, Bosnien-Herzegowina, Kroatien und Slawonien mit Fiume, das südliche Ungarn (ein wenig nördlich der Mur, südlich von Pécs und Szeged), sowie Montenegro und das damalige Serbien. Von den 14 Millionen Einwohnern wären 12,7 Millionen Südslawen.
In der Deklaration von Niš vom 7. Dezember 1914 stellte Serbien offen seine Kriegsziele vor: Als maximale Lösung war Jugoslawien in den Grenzen gedacht, wie sie auch Frano Supilo vorgestellt hatte; daneben gab es eine minimale Lösung, die im Westen lediglich Bosnien, Herzegowina, Slawonien und Dalmatien umfassen würde, ein Jugoslawien, das „zumindest die Mehrheit der orthodoxen Jugoslawen umfassen“ sollte.
Im Februar 1915 versprach der britische Außenminister Edward Grey Serbien Bosnien, die Herzegowina und einen Zugang zur Adria, im Mai zog man sogar eine Föderation mit Kroatien in Betracht. Das britische Foreign Office und Grey sagten Supilo persönlich sogar zu, dass bei serbischer Zustimmung Bosnien, der Herzegowina, Süddalmatien, Slawonien und Kroatien erlaubt werde, ihr eigenes Schicksal selbst zu bestimmen (1. September 1915). Der Einfluss der südslawischen Exilpolitiker innerhalb der Bevölkerung daheim, war allerdings bis ins letzte Kriegsjahr hinein verschwindend gering.
Montenegro, das schon vor 1914 um enge militärische, diplomatische und wirtschaftliche Zusammenarbeit mit dem serbischen Bruderstaat bemüht war, sollte spätestens, als König Nikola I. den Mittelmächten einen Sonderfrieden anbot, mit Serbien vereinigt werden.
Dennoch waren die frühen Kriegsziele der serbischen Verantwortlichen viel eher großserbisch als südslawisch motiviert. Diese großserbischen Ambitionen wurden bei den westlichen Verbündeten, da viele der angestrebten Gebiete nur eine serbische Minderheit besaßen, mit einem jugoslawischen Mäntelchen umgeben. Erst nach dem militärischen Sieg über Serbien, Ende 1915, gewann die Idee der südslawischen Einheit mehr an Attraktivität.
Um dem Druck Italiens beim Vertrag von London nachzugeben, wurde die russische Unterstützung serbischer Wünsche in Istrien, Triest und Dalmatien aber zeitweilig aufgegeben. Der § 5 im Vertrag von London billigte Serbien lediglich zu: Bosnien, Dalmatien südlich des Kap Planka bis zur Neretva in der Herzegowina (mit Trogir und Split), Srem, Batschka und Banat, wobei bei Banat sich Serbien mit Rumänien verständigen sollte. Parallel sollte Montenegro Süddalmatien mit Dubrovnik und die östliche Herzegowina bekommen.
Im Falle einer Besetzung Albaniens durch Italien sollte auch Nordalbanien zwischen Serbien und Montenegro aufgeteilt werden.
Dass die Serben diese Abmachung von Anfang an bekämpften und im wichtigsten Teil, bei Dalmatien, auch Erfolg hatten, ist nicht verwunderlich. Unter den Serben, die den Weltkrieg als Ringen im Augenblick, da es begann, zu einem Kampf für die Befreiung und Einigung aller unserer unfreien Brüder, der Serben, Kroaten und Slowenen propagierten, gab es aber auch offen großserbische Tendenzen. Vor allem nach Ausscheiden des großen Bruders, des zaristischen Russlands, aus dem Kampf und der Vernachlässigung des kleinen serbischen Verbündeten und der eher nebensächlichen Salonikifront durch die Westalliierten gaben sich viele mit Montenegro, der Vojvodina, Bosnien-Herzegowina und Süddalmatien als Teile eines Großserbiens zufrieden. Gleichzeitig machte die provisorische Regierung Russlands deutlich, dass nicht ein Großserbien, sondern nur eine jugoslawische Lösung unter demokratischem Vorzeichen ihre Unterstützung finden würde.
Der serbische Ministerpräsident Pašić musste sich der Entwicklung anpassen und so wurde, mit der Deklaration von Korfu, am 20. Juli 1917 die Verwirklichung des südslawischen Staates durch einen Kompromiss, der das Selbstbestimmungsrecht der einzelnen Völker vorsah, eingeleitet. Am 1. Dezember 1918 wurde schlussendlich der „einheitliche Staat der Serben, Kroaten und Slowenen“ aus den Gebieten der österreichisch-ungarischen Monarchie, Serbiens und Montenegros gebildet.

### Rumänien

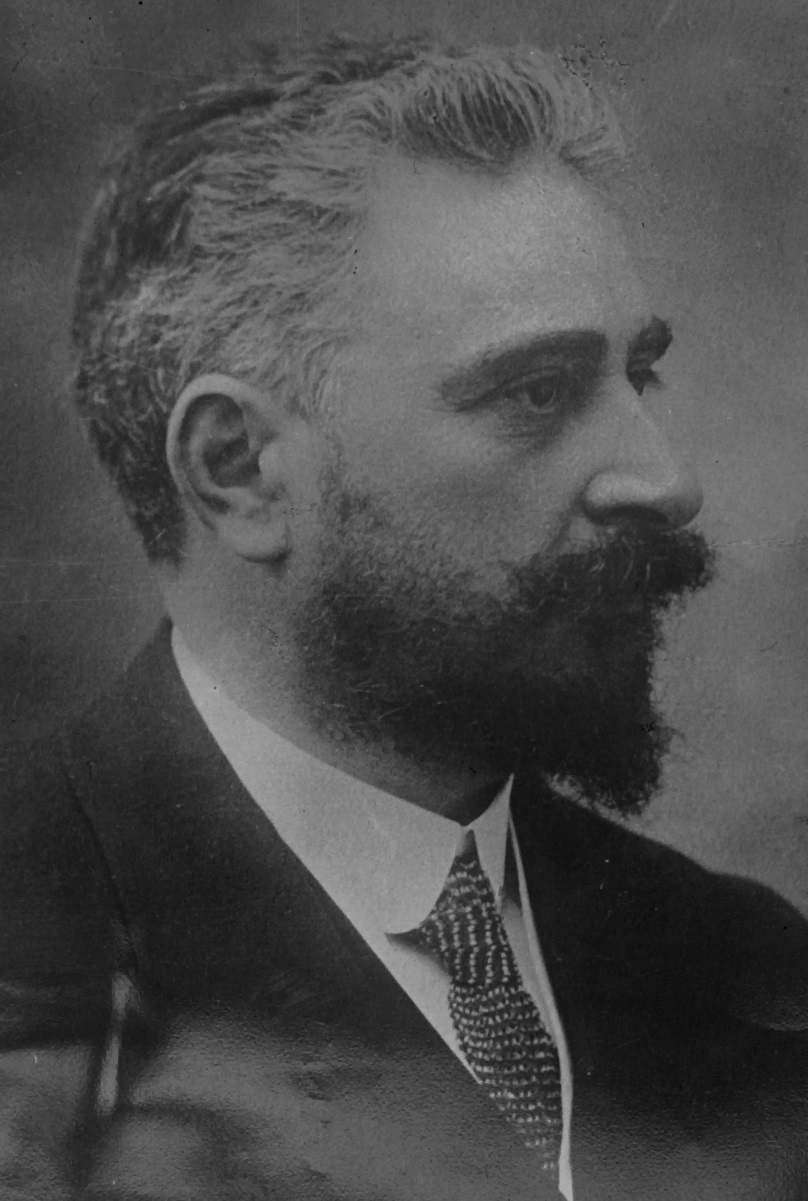
Ministerpräsident Ion I.C. Brătianu

Zu den Kriegszielen Rumäniens zählte die Annexion Siebenbürgens, der Bukowina und des Banats, bei denen es sich um mehrheitlich rumänisch besiedelte Gebiete unter österreichisch-ungarischer Herrschaft handelte. Im Bündnisvertrag mit der Entente vom 17. August 1916 ließ sich Rumänien diese Gebiete zusichern und erklärte Österreich-Ungarn am 27. August 1916 den Krieg.
Schon vor dem Weltkrieg war klar, dass sich Rumänien in einem Konflikt zwischen Österreich-Ungarn und Russland erst abwartend verhalten würde, um sich dann auf die Seite des Siegers zu schlagen und dadurch entweder Bessarabien von Russland oder Siebenbürgen von Ungarn zu erhalten. In den letzten Vorkriegsjahren war die traditionelle Russophobie in Rumänien durch die Balkankriege und die Unterdrückung der rumänischen Bevölkerung Ungarns von der Abneigung gegen Bulgarien und Österreich-Ungarn überflügelt worden.
Die Mittelmächte versuchten vergebens (mit dem Versprechen Rumänien Bessarabien zu überlassen) das Land auf ihre Seite zu ziehen. Der rumänische Ministerpräsident Brătianu wollte eine Annexion Bessarabiens nur in Betracht ziehen, falls Russland komplett besiegt werde. Da sich Russland nicht mit dem Verlust abfinden würde, sei man in Zukunft auf den Schutz Deutschlands angewiesen. Auch als „Kaufpreis“ für eine Neutralität Rumäniens lehnte Russland eine Abtretung naturgemäß ab.
Durch den Tod des rumänischen Hohenzollernkönigs Carol im Oktober 1914, der durch innenpolitischen Widerstand am Kriegseintritt auf Seiten der Mittelmächte gehindert worden war, neigte sich die Lage zu Gunsten der Entente.
Verhandlungen Rumäniens mit der Donaumonarchie um die Abtretung Siebenbürgens scheiterten an der strikten Ablehnung Ungarns, was in erster Linie an der ungarischen Minderheit der Szekler lag, die in diesem Gebiet neben den Siebenbürger Sachsen siedelten. Die angebotene Abtretung der Bukowina durch Cisleithanien genügte den Rumänen nicht. Den rumänischen Forderungen nach der Bukowina bis zum Pruth und dem Banat setzte Russland vorerst Widerstand entgegen. Nach der schweren Niederlage bei Gorlice gab Sasonow dann im Laufe des Juli 1915 seinen Widerstand gegen die rumänischen Forderungen auf, aber Brătianu wollte nach der Eroberung Polens durch die Mittelmächte wieder einmal abwarten.
Nach den ersten großen Erfolgen der russischen Brussilow-Offensive (4. Juni bis 20. September 1916), die vor allem Rumäniens potentiellen Hauptgegner, die österreichisch-ungarische Monarchie, betrafen, unterzeichnete Rumänien am 17. August 1916 einen Bündnisvertrag mit der Entente. Darin wurde Rumänien fast die ganze Bukowina (südlich des Pruth), Siebenbürgen und das Temesvárer Banat zugesichert, was einer Verdoppelung seiner Fläche und Bevölkerung entsprochen hätte.
Rumänien betrieb eine Politik des ständigen Wartens auf den Augenblick, bis der Zusammenbruch Österreich-Ungarns sich abzeichnete, in dem es mit geringer Anstrengung und kleinem Risiko seine machtpolitischen und nationalen Aspirationen erfüllen konnte. Nicht Konzessionen, sondern die Furcht vor den Mittelmächten, das hohe Risiko eines Angriffs, sicherte die Neutralität Rumäniens. Diese Angst war nach der schweren Niederlage der Habsburgermonarchie in der Brussilow-Offensive nicht mehr vorhanden. Die rumänische Kriegserklärung erfolgte aber weniger deshalb, weil der Erfolg der Brussilowoffensive überschätzt worden war, sondern weil man glaubte, dies sei die letzte Chance, um alle Kriegsziele zu erreichen.
Bukarest hatte Angst, die geschwächte Monarchie würde einen Frieden anstreben. Dabei wären Konzessionen wohl nur für kriegsführende Staaten abgefallen, Rumänien aber leer ausgegangen. Für Bratianu und seine Regierung war der Kriegseintritt auch eine Betonung der territorialen Forderungen. Er hob sogar hervor, dass ähnlich wie bei Italien auch ohne durchschlagenden militärischen Erfolg allein durch die Intervention die nationalen Ziele des Landes gefördert wären.
Nach der Niederlage gegen die Mittelmächte musste der neue Ministerpräsident Alexandru Marghiloman, im Frieden von Bukarest die Abtretung der Norddobrudscha an die Mittelmächte und Grenzverschiebungen zu Gunsten Österreich-Ungarns hinnehmen.
Der Umstand, dass außer Serbien letztlich keiner seiner direkten Nachbarn zu den endgültigen Siegern zählte, sicherte dem Balkanstaat schließlich eine Ausdehnung nach allen Seiten. Nicht nur die versprochenen Gebiete in Ungarn, sondern auch die gesamte Bukowina mit ihrem nördlichen, ukrainisch besiedelten Teil, sowie das gesamte Bessarabien und die zurückerhaltene Dobrudscha verwandelten den Nationalstaat Rumänien in einen Nationalitätenstaat. Der Vertrag von Trianon verdoppelte 1920 das Territorium Rumäniens und vergrößerte seine Bevölkerung von 7,2 auf 18 Millionen, den Anteil der Minderheiten von 8 auf 30 Prozent.

### Tschechoslowakei

#### Kriegsziel der Auflösung Österreich-Ungarns

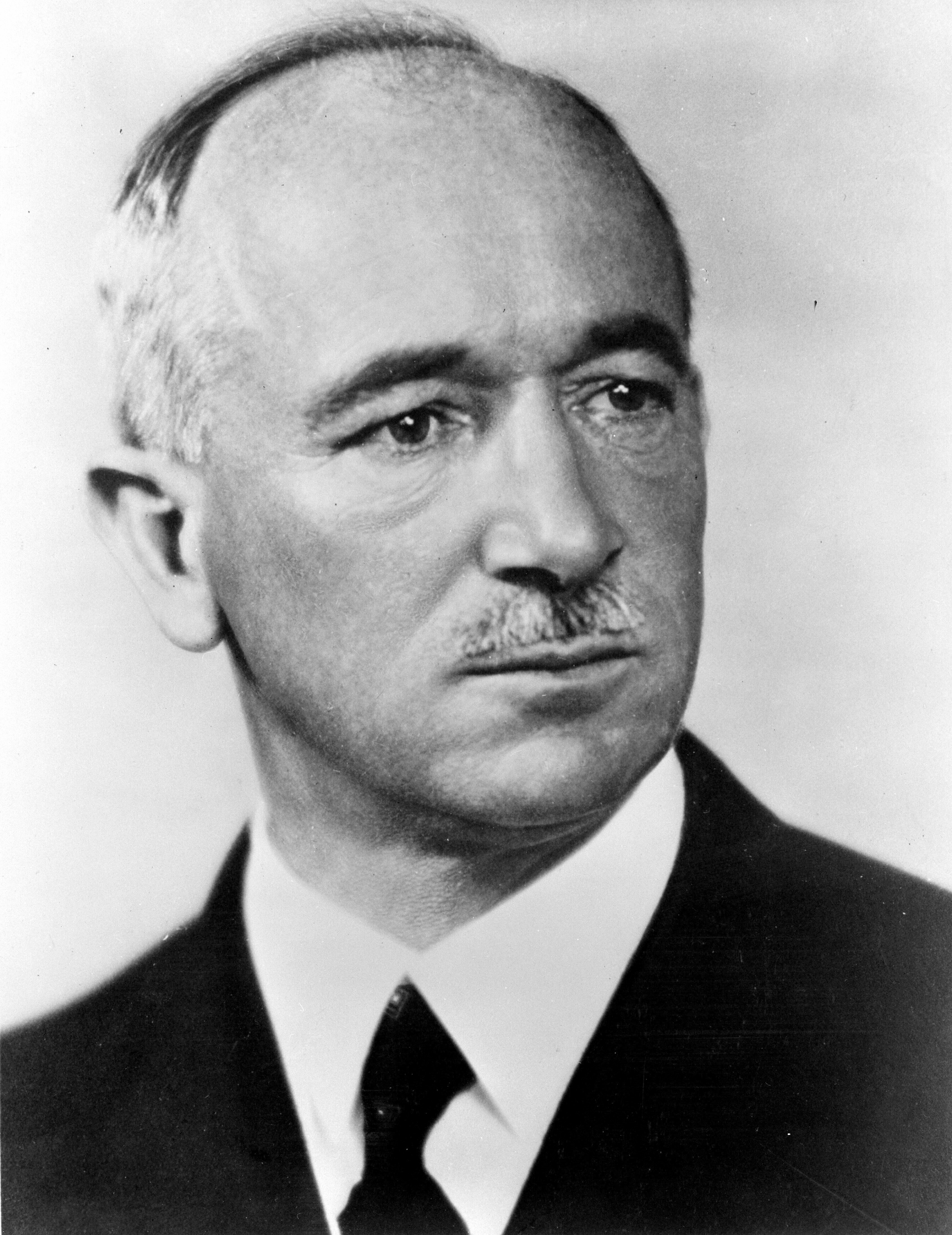
Edvard Beneš

Trotz aller Verluste an Land, die ihre Nachbarn der österreichisch-ungarischen Monarchie zuzufügen gedachten, hätten die restlichen Völker, Deutsche, Ungarn, Tschechen und Slowaken einen durchaus lebensfähigen Staat, mit zu verteidigenden Grenzen und einem wirtschaftlichen Gleichgewicht von ungarischer Landwirtschaft und böhmischer Industrie bilden können. Ein stabiler Donaustaat, ohne die Länder der späteren Tschechoslowakei, war aber ökonomisch und strategisch undenkbar, der Weiterbestand des Staates war daher im Wesentlichen abhängig von der Haltung des tschechischen Volkes und seiner Politiker.
Das Kriegsziel der tschechoslowakischen Exilpolitiker um Beneš und Masaryk war jedoch von Beginn an die Schaffung eines selbständigen tschechoslowakischen Staates und die damit verbundene Zerschlagung Österreich-Ungarns, mit Sturz der Habsburgerdynastie. Die Tschechen waren mit diesem Kriegsziel lange Zeit isoliert, hatten sich die westlichen Alliierten doch erst sehr spät, durch in Österreich selbst vollzogene Tatsachen, bereitgefunden, einer Zerschlagung der Monarchie zuzustimmen. Der Einfluss der tschechischen Exilpolitiker war auch daheim bis 1918 vernachlässigbar.

#### Kriegsziele und Russland

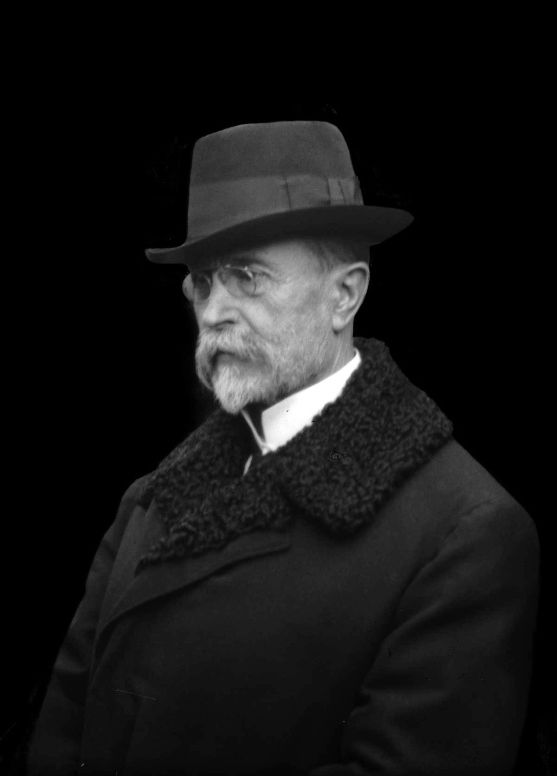
Tomáš Garrigue Masaryk

Das Verhältnis Russlands zu den Tschechen und ihrer Idee der nationalen Befreiung war schwierig und zwiespältig. Schon vor dem Krieg meldete Sasonow zwar sein Interesse an der tschechischen Sache an, warnte deren Vertreter aber davor, auf russische Unterstützung zu zählen. Dabei war Sasonow der einzige wichtige Politiker des zaristischen Russlands, der die Unabhängigkeit der Tschechen ernsthaft unterstützte.
Auch während des Krieges vermieden es die russischen Offiziellen verbindliche Zusagen abzugeben, aus Angst Annexionsabsichten ihrerseits würden die Westmächte, wegen des gestörten europäischen Gleichgewichts, auf den Plan rufen. Ein anderer Grund für die Zurückhaltung des großen slawischen Brudervolkes in dieser Frage waren laut Masaryk die russische Furcht vor dem tschechischen Liberalismus und Katholizismus, russische Offizielle würden ihre (pan-)slawische Solidarität lieber auf orthodoxe Slawen konzentrieren.
In einer der Phasen, als in der russischen Politik wieder die Auffassung von der Auflösung der Donaumonarchie die Oberhand gewann, wurde schließlich der Plan gefasst, die Tschechen und Slowaken nicht zu annektieren, sondern ihnen einen König aus dem Zarenhaus der Romanows an die Spitze zu stellen, mit einem ungewissen Ausmaß an Abhängigkeit vom Russischen Reich. Die spätere Errichtung der Tschechoslowakei hatte mit der Kriegspolitik des vorrevolutionären Russlands letztlich nichts zu tun.

#### Kriegsziele und die Westmächte

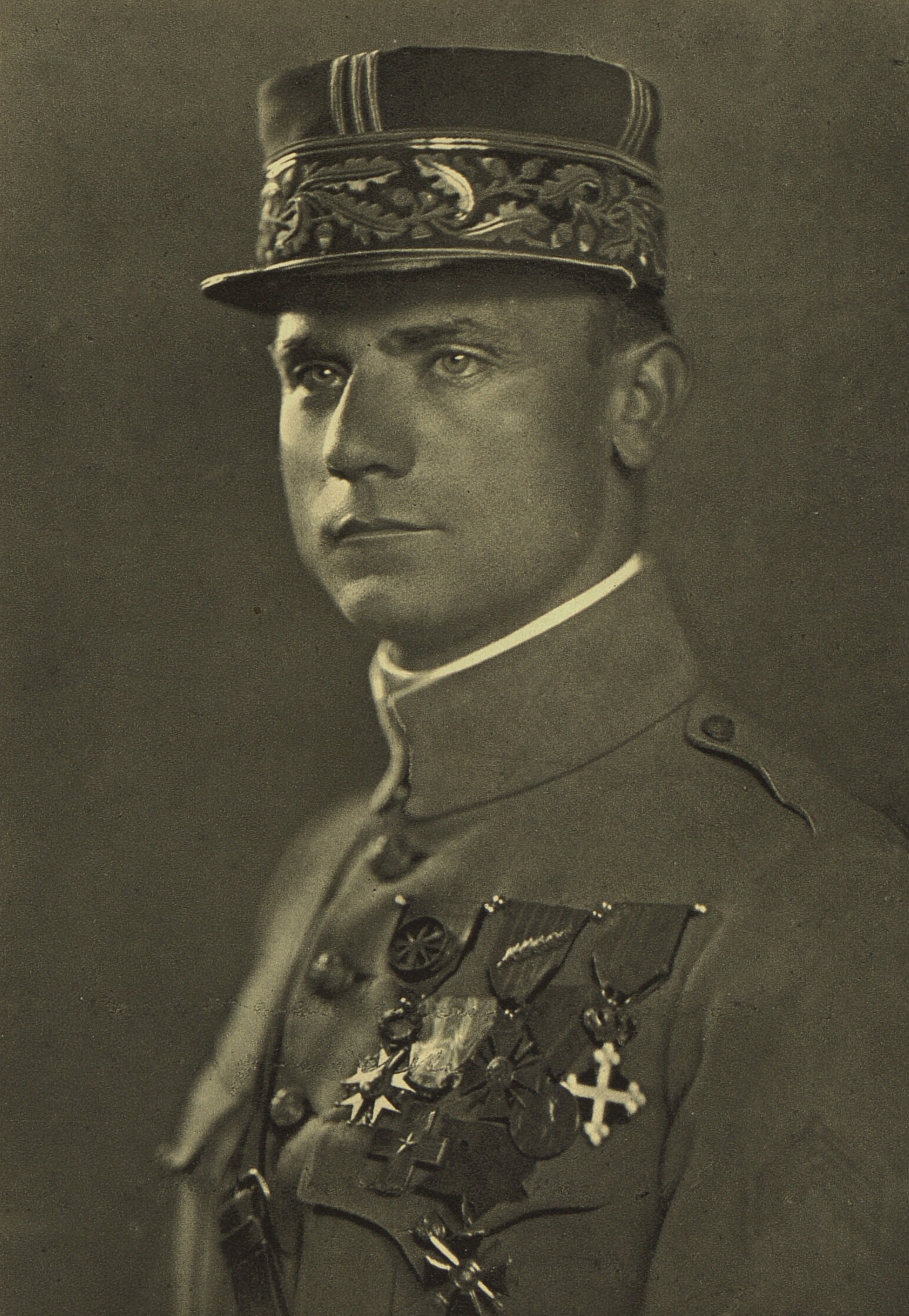
Milan Rastislav Štefánik

Die tschechoslowakische Frage war im Rahmen der Kriegsziele der Entente bis 1918 eine nur nebensächliche. Daran änderte auch die erfolgreiche Aufstellung eines bewaffneten Arms der tschecho-slowakischen Exilpolitik in Form der Tschechoslowakischen Legionen wenig. Für einen möglichen Separatfrieden mit Österreich-Ungarn ließen die westlichen Alliierten ihre Unterstützung für ein unabhängiges Böhmen und Mähren sofort wieder fallen.
Eine grundsätzliche Änderung gegenüber dem Streben des tschechoslowakischen Nationalrates in Paris ergab sich erst im April 1918, als die Verhandlungen mit der Doppelmonarchie scheiterten und sich aufgrund der kritischen Lage an der Westfront nur mehr die Möglichkeit bot, die Habsburgermonarchie von innen her, durch Unterstützung separatistischer Bewegungen, neben der verbliebenen Front in Italien, zu bekämpfen.
Weder Frankreich noch Großbritannien verfochten eine Politik zur Auflösung der Monarchie, hielten sie doch eine weitere Großmacht im Spannungsverhältnis zwischen Russland und Deutschland für notwendig. Masaryk hielt dem entgegen, dass Österreich-Ungarn nicht mehr imstande sei, die Rolle eines Pufferstaates zu erfüllen und demzufolge diese Funktion besser von den Nachfolgestaaten übernommen werden könnte. Als dann die Entwicklung so weit war, dass an einen Weiterbestand der Monarchie kaum mehr zu denken war, zogen die Westmächte, aus den bereits früher mit tschechischen Emigranten eingegangenen Abmachungen, ihren Nutzen.
Zwischen Juni und September 1918 wurden nacheinander von Frankreich, Großbritannien, den USA und Italien das Recht der tschechischen und slowakischen Nation auf Selbstständigkeit und der Status der Tschechoslowakei, mit seinen drei Armeen in Frankreich, Italien und im revolutionären Russland, als Kriegsführende Nation anerkannt.
Die tschechische Nation erhielt mehr Unterstützung von der Entente als alle anderen Völker der Habsburgermonarchie, was das Verdienst Masaryks, Beneš', Štefániks und der slawophilen Briten Steed, Seton-Watson und Namier war. Die Auswirkungen dieser gelungenen Exilpolitik waren bessere Startbedingungen für die Tschechoslowakei, die erfolgreiche Abtrennung der Slowakei von Ungarn und die gute Position der ČSR in Versailles als Siegermacht, was ihr letztlich vorteilhafte Grenzen sicherte.

#### Bestimmung der neuen Grenzen

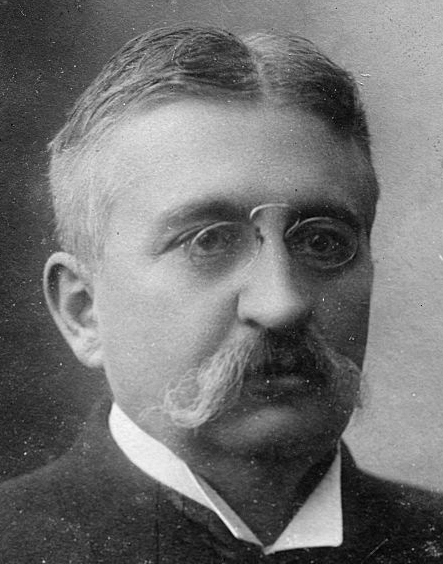
Stéphen Pichon

Als am 28. Oktober 1918 in Prag der tschechoslowakische Staat ausgerufen wurde, war er in seinen Grenzen noch ungewiss, die Franzosen hatten allerdings zugesagt, die „Wiederherstellung“ des unabhängigen tschechoslowakischen Staates in den Grenzen seiner ehemaligen historischen Länder zu fördern. Aus dieser Forderung nach Böhmen, Mähren, Österreichisch-Schlesien und der Donau als Südgrenze der Slowakei, ergaben sich jedoch krasse Verletzungen des propagierten Nationalitätenprinzips. Höhere Notwendigkeiten, wie strategische und ökonomische Gesichtspunkte, also das Verlangen der Politiker nach gut zu verteidigenden Grenzen und einem gewachsenen einheitlichen Wirtschaftsraum, stünden eben über dem Nationalitätenprinzip.
Die Furcht der Westmächte vor einer kommenden Irredenta der Deutschen und Ungarn innerhalb des neuen Staates, die ihn destabilisieren würde, versuchten die Tschechen in den sogenannten Beneš-Memoranden mit einer Vielzahl von Argumenten zu zerstreuen: Einerseits sei, auf Grund manipulierter Volkszählungen, die Zahl der Sudetendeutschen um mindestens eine Million zu hoch angesetzt, andererseits sei aus geographischen Gründen eine zusammenhängende deutschsprachige Provinz, ohne Vereinigung mit Deutschland und Österreich, nicht möglich. Die Tschechen leugneten jegliche bedeutende und einheitliche Tendenzen unter den deutschsprachigen Bewohnern der Sudetenländer in Richtung Großdeutschland und garantierten ein Ausmaß an Gleichberechtigung und Toleranz für die Minderheiten wie in der Schweiz. Eine Separation dieser Gebiete würde die Tschechen der wirtschaftlichen und militärischen Vorherrschaft sowie der Aggression Deutschlands und Österreichs schutzlos ausliefern, denn dies würde den Wegfall der Gebirgsumrandung Böhmens und der wichtigsten Industriegebiete bedeuten. Außerdem seien die Sudetendeutschen ohnehin nur von außen eingedrungene Kolonisten.
Clemenceau und sein Außenminister Pichon, die keine Stärkung Deutschlands durch die Sudetendeutschen wünschten, plädierten für die einfachste Lösung, die alte Grenze, der auch David Lloyd George und der US-Gesandte Edward Mandell House zustimmten. So kam es, dass die neuen Grenzen einen Vielvölkerstaat entstehen ließen, in dem die Tschechen nur 46 Prozent ausmachten, in dem auch Deutsche, Slowaken, Ungarn, Ukrainer, Juden, Polen und andere lebten. Ein Staat der mit seinen Nachbarn verfeindet war, was die weitere friedliche Entwicklung sehr erschweren sollte.

### Vereinigte Staaten von Amerika

#### Kriegsziele bei Kriegseintritt

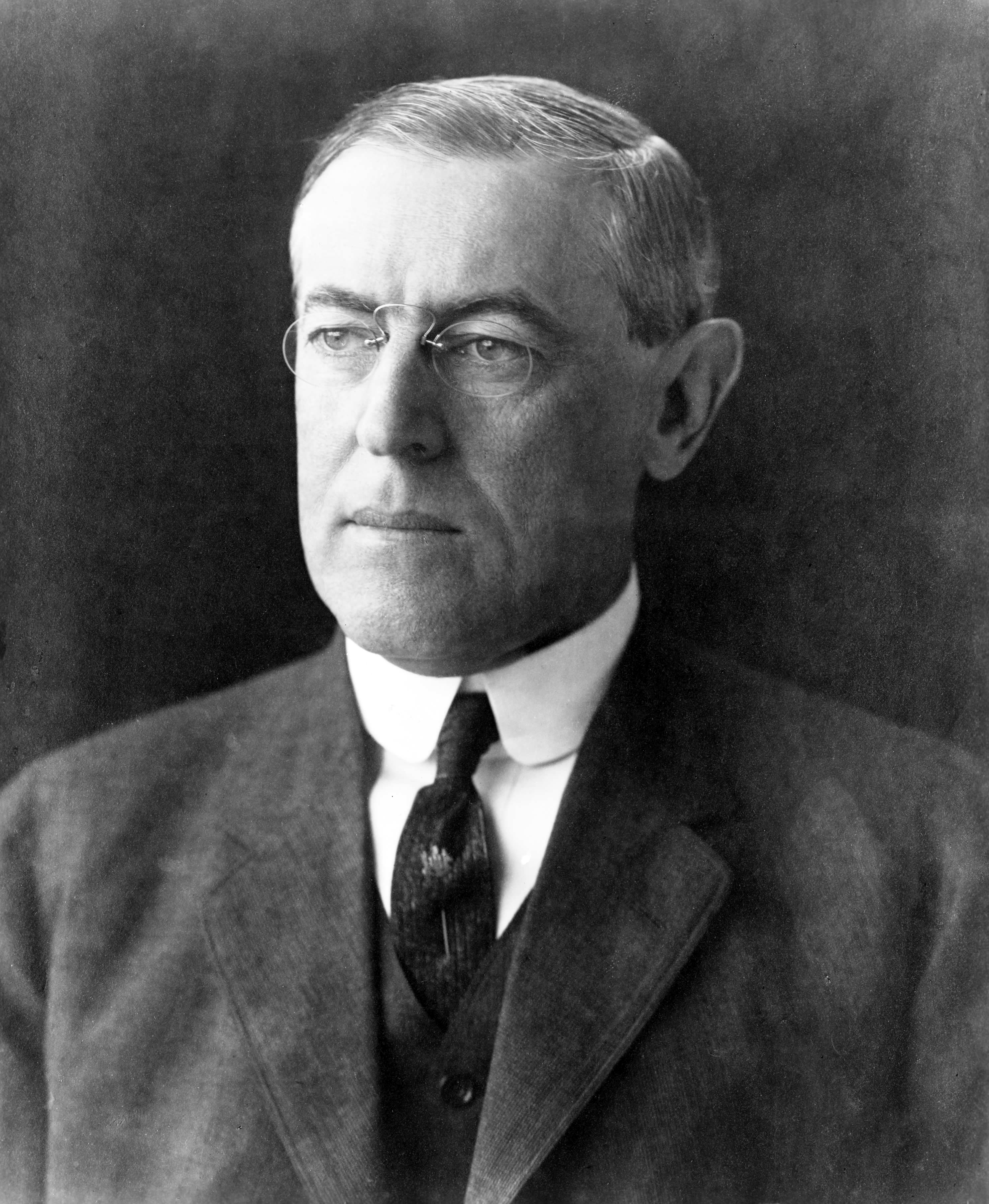
Präsident Woodrow Wilson

Ihren Ursprung hat die amerikanische Kriegszielpolitik bereits in der Neutralitätszeit, nach dem Eintritt der USA in den Ersten Weltkrieg führte Präsident Woodrow Wilson seine Politik ohne Bruch fort. Genaue Vorstellungen über einen gerechten Frieden hatte er in der ersten Kriegszeit nicht, jedenfalls kam für ihn ein Friede nur bei Wiedergutmachung an Belgien und Räumung Frankreichs in Frage. Ansonsten scheute Wilson, mehr noch als andere Politiker, vor Festlegungen in territorialen Fragen zurück. Vage Grundsätze zu propagieren zogen alle damaligen Politiker dem umstrittenen Thema der Ziehung künftiger Grenzen vor. Bis auf das House-Grey Memorandum vom 22. Februar 1916 bemühte sich die amerikanische Außenpolitik nach außen hin einer bemerkenswerten Neutralität, obwohl die Sympathien zweifellos bei Großbritannien und nicht bei den Invasoren Belgiens lagen. Im „House-Grey Memorandum“ verpflichteten sich die USA gegenüber Großbritannien wahrscheinlich auf alliierter Seite zu intervenieren, falls Deutschland eine Friedenskonferenz, die Evakuierung der besetzten Gebiete und den Tausch Elsass-Lothringens gegen koloniale Kompensationen ablehnt.
Die USA waren als „assoziierte“ statt „alliierte“ Macht nicht verpflichtet, früheren Kriegszielvereinbarungen beizutreten. Da sie nicht direkt berührt waren, hatten sie einen anderen Zugang zu den Kriegszielen. Kriegsziele waren in Amerika „aus der Mode“, daher erweckte die Forderung Elsass-Lothringens auch keine Begeisterung.
Das Hauptziel Wilsons nach Kriegseintritt war die Beseitigung des deutschen Militarismus und die Demokratisierung des Landes. Die USA würden nicht für die „selbstsüchtigen“ Kriegsziele der Alliierten kämpfen. Geheimverträge wie den Sykes-Picot-Vertrag würden sie ablehnen. Nur bei Elsaß-Lothringen schien Wilson von seiner Politik abzuweichen.
Wilsons Gesamtstrategie war anfangs ähnlich der britischen Politik zu Kriegsbeginn. Er wollte den Verbündeten gerade so viel Unterstützung zukommen lassen wie nötig. Am Ende des Krieges wollte er über die, dann politisch und wirtschaftlich bankrotten Ententeländer hinweg, seinen eigenen Friedensplan durchsetzen.

#### Wilsons 14 Punkte
Höhepunkt und Brennpunkt der amerikanischen Kriegszielpolitik waren zweifellos Wilsons „14 Punkte“. Der Präsident hatte sie als Antwort auf die bolschewistische Herausforderung, nach der Weigerung der Alliierten, ein gemeinsames, gemäßigtes Kriegszielprogramm zu entwerfen, am 8. Januar 1918 propagiert.
Die Punkte 1 bis 4 und 14 behandeln allgemeine Fragen, die als Kern des Kriegszielprogramms eine propagandistische Wirkung, vor allem bei liberalen und friedensbereiten Kräften der Mittelmächte, entfalten sollten. Die Punkte 5 bis 13 behandeln territoriale Ziele, die seit der Neutralitätszeit natürlich gewachsen waren. Im Punkt 7 wird die völlige Wiederherstellung der belgischen Unabhängigkeit durch das vorangestellte „must“ als unabdingbar gefordert (bei allen anderen Punkten wird „should“ verwendet). Die folgenden Punkte behandeln die Rückgabe Elsaß-Lothringens, die Festsetzung italienischer Grenzen entlang den klar erkennbaren Nationalitätengrenzen und die Beibehaltung Österreich-Ungarns, dessen Nationen eine freie Entwicklung haben sollten.
Die Haltung der Vereinigten Staaten gegenüber der Donaumonarchie war wankelmütig. Dieser war der Krieg erst neun Monate später als Deutschland erklärt worden (7. Dezember 1917). Außenminister Lansing war dagegen nicht der Ansicht, dass dieser Versuch, Österreich-Ungarn zu erhalten, praktikabel sei, und sagte die Aufgabe dieser Idee voraus. Aber auch Wilson versicherte schon anlässlich der Kriegserklärung vor dem US-Kongress den Völkern Österreich-Ungarns, man werde sie vom „preußischen Militarismus“ befreien.
Punkt 11. forderte die Räumung der Balkanstaaten und einen freien Zugang Serbiens zum Meer. Der Türkei wird in Punkt 12 Selbständigkeit zugestanden, allerdings ohne Fremdnationalitäten. Die Meerengen sollten durch internationale Garantien offen gehalten werden. Der vorletzte Punkt betraf die Errichtung eines unabhängigen polnischen Staates, der unbestreitbar polnisch besiedelte Territorien mit freiem Zugang zum Meer umfassen sollte.
Die meisten dieser territorialen Vorstellungen, wie klar erkennbare Nationalitätengrenzen, zeugen von der Unkenntnis amerikanischer Politik von den komplexen Verhältnissen und Problemen, vor allem Osteuropas. Das Prinzip des Selbstbestimmungsrechts der Nationen und strategisch-wirtschaftliche Forderungen, wie Zugang zum Meer, müssen sich einfach widersprechen. Die 14 Punkte und ihre späteren Ergänzungen waren nicht nur gegen die Mittelmächte, sondern ebenso gegen den alliierten Imperialismus gerichtet.

#### Ergänzung der 14 Punkte
Im Laufe des letzten Kriegsjahres wurde die Haltung Wilsons, vor allem durch den „Diktat-Frieden“ von Brest-Litowsk, gegenüber den Mittelmächten härter und kriegerischer. Im Oktober 1918 ergänzen und erweitern die USA Wilsons 14 Punkte. Die Punkte Belgien und Elsass-Lothringen wurden bestätigt, die Forderung Frankreichs nach den Grenzen von 1814 (Saarkohlegruben) aber abgelehnt. Italien wird aus strategischen Gründen Südtirol zugebilligt, dessen kulturelles Leben aber autonom bleiben soll, sowie das Protektorat über Albanien. Hingegen seien Triest und Fiume, für das Gedeihen Tschechiens, Deutschösterreichs und Ungarns, in Freihäfen umzuwandeln.
Die Bestimmungen in Punkt IX über Österreich-Ungarn konnten nicht mehr aufrechterhalten werden. Daher erklärt die Regierung, für die Befreiung aller slawischen Völker unter der deutschen und österreichisch-ungarischen Herrschaft eintreten zu wollen. Am 18. Oktober teilt Wilson dem Habsburgerstaat mit, die Nationalitäten müssten ihre Zukunft selbst bestimmen. Ostgalizien gehöre, da ukrainisch, nicht wie Westgalizien zu Polen, Deutschösterreich sollte es von Rechts wegen erlaubt sein, sich an Deutschland anzuschließen.
Auch Punkt XI sei durch die Ereignisse überholt: Serbien wird als Jugoslawien mit einem Zugang zur Adria in Erscheinung treten. Rumänien erwirbt die Dobrudscha, Bessarabien und wahrscheinlich Siebenbürgen, Bulgarien sollte seine Grenze richtigerweise in der Süddobrudscha, wie vor dem Zweiten Balkankrieg, haben. Es sollte auch Thrakien bis zur Linie zwischen Midia am Schwarzen Meer und Enos an der Ägäisküste und vielleicht sogar bis zur Linie Midia-Rodosto besitzen. Mazedonien sollte aufgeteilt werden.
Der neue polnische Staat, dessen Zugang zum Meer, westlich der Weichsel, noch nicht festgelegt wird, sollte keine Gebiete im Osten bekommen, die von Litauern und Ukrainern besiedelt sind. Den deutschen Bewohnern Posens und Oberschlesiens sei ein Schutz zu gewähren. Armenien ist nach diesem Plan ein Hafen am Mittelmeer zuzuteilen und sollte unter britischen Schutz kommen. Schließlich wird auch noch die Teilung des Nahen Ostens zwischen Großbritannien und Frankreich anerkannt.
Im Vergleich zu Großbritannien machten die USA den Franzosen bei der Friedenskonferenz im Endeffekt weit weniger Schwierigkeiten bei der Verwirklichung ihrer Kriegsziele als erwartet.

### Japan

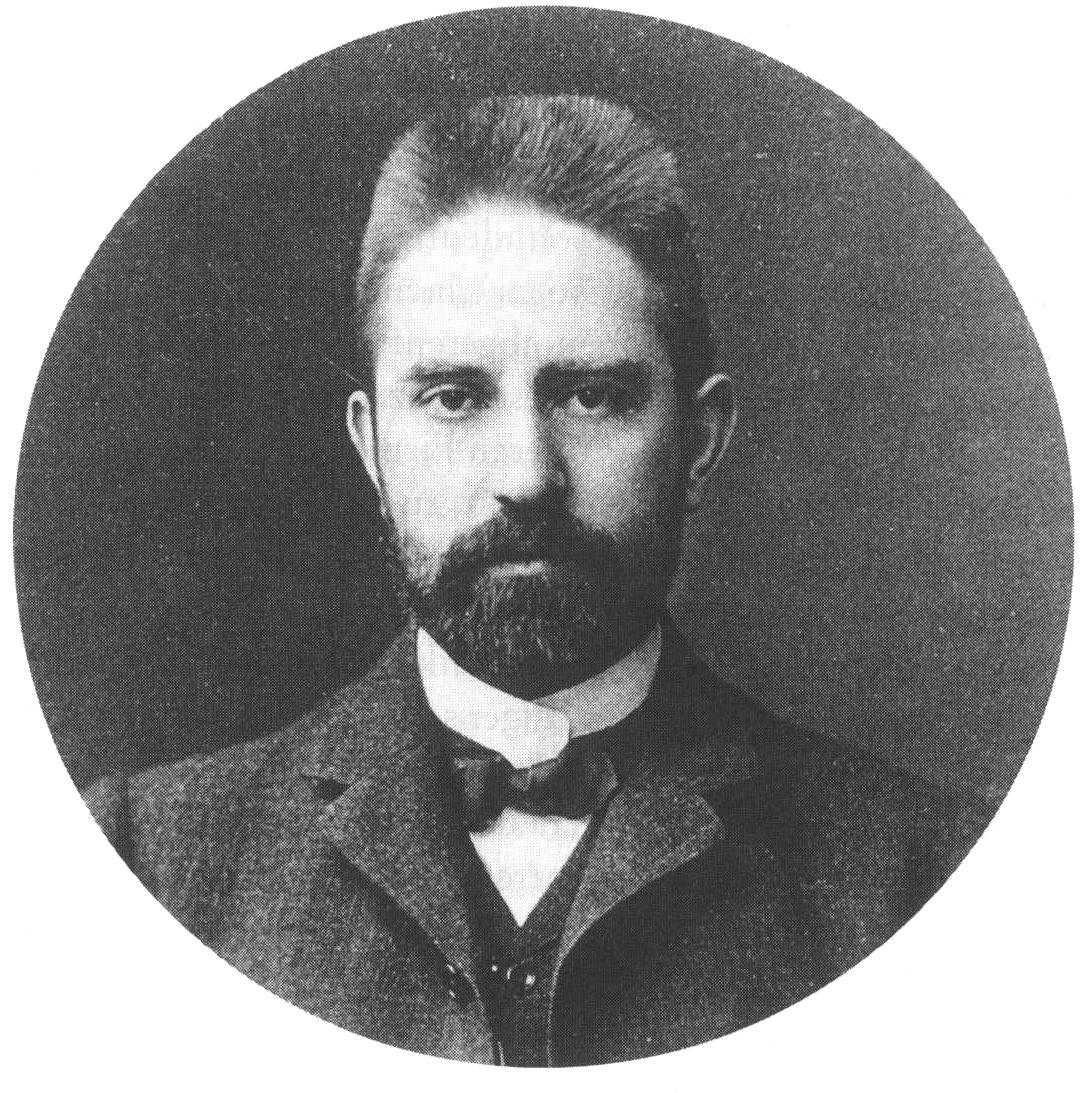
Hugo Stinnes

Das wichtigste Kriegsziel des Japanischen Kaiserreiches war, während die europäischen Großmächte in Europa gebunden waren, eine wirtschaftlich-politische Vorherrschaft über das nachrevolutionäre China zu erlangen bzw. sein schon bestehendes Einflussgebiet in Nordchina bis zum Jangtsekiang auszudehnen. Die Eroberung von Tsingtau war dann ein erster Schritt und auch die bedeutendste militärische Unternehmung Japans im Weltkrieg. Die Einundzwanzig Forderungen Japans vom Januar 1915 an China beinhalteten neben wirtschaftlichen Privilegien die Kontrolle der Provinz Shandong, der Mandschurei, der Inneren Mongolei, der Südküste Chinas und der Yangtse-Mündung. Die Annahme dieser Forderungen unter massiven Drohungen Japans durch den chinesischen Präsidenten Yuan Shikai führte zu heftigen Protesten in der chinesischen Bevölkerung. Die Annahme der Forderung nach Akzeptierung japanischer Berater, was China praktisch zu einem Protektorat gemacht hätte, konnte durch britischen Druck letztlich verhindert werden.
Bei Verhandlungen zu Friedenssondierungen im Mai 1916 in Stockholm, welche der Industrielle Hugo Stinnes durch Verbindung zur japanischen Gesellschaft betrieb, versuchte man einer Idee von Alfred von Tirpitz folgend, ein anti-angelsächsisches Bündnis mit Japan und Russland zu schaffen.

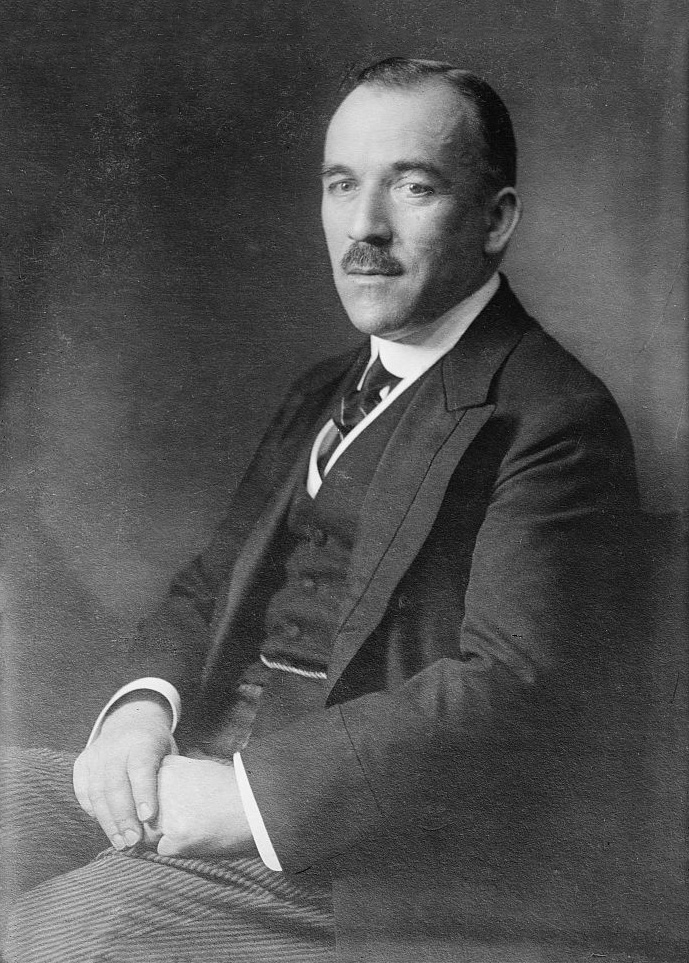
Gottlieb von Jagow

Am 17. Mai 1916 entwarf Gottlieb von Jagow im Zuge der deutsch-japanischen Friedensverhandlungen eine Liste der Friedensbedingungen für den Fall eines Sonderfriedens mit Russland und Japan. Deutschland würde dabei an Japan die schon eroberten Gebiete in der Südsee, die Karolinen, Marianen und Marshallinseln sowie seine Rechte in Kiautschou abtreten und die russische und japanische Interessensphäre in China anerkennen.
Jagow vermutete später, Japan habe die Gespräche mit Deutschland nur benutzt, um Russland bei den Verhandlungen über China unter Druck setzen zu können. Am 3. Juli 1916 schlossen dann Japan und Russland einen Geheimvertrag, welcher auf Zurückdrängung des angelsächsischen Einflusses in Ostasien und die Abstimmung ihrer Aspirationen in China abzielte.
Bei der Pariser Friedenskonferenz konnte Japan gegen den Widerstand Australiens und der USA die Einverleibung der deutschen Südseeinseln nördlich des Äquators als Mandatsgebiet durchsetzen. Neben der Übernahme der deutschen Position in China und im Pazifik konnte bis Kriegsende der allgemeine Einfluss auf China ausgedehnt und Russland als Machtfaktor am Pazifik ausgeschaltet werden. Auch wirtschaftlich war der Krieg für Japan ein großer Erfolg: Durch umfangreiche Lieferungen an die Verbündeten konnten erstmals eine positive Handelsbilanz und eine starke Bedeutungszunahme der Industrie auf dem internationalen Markt erzielt werden.

### China

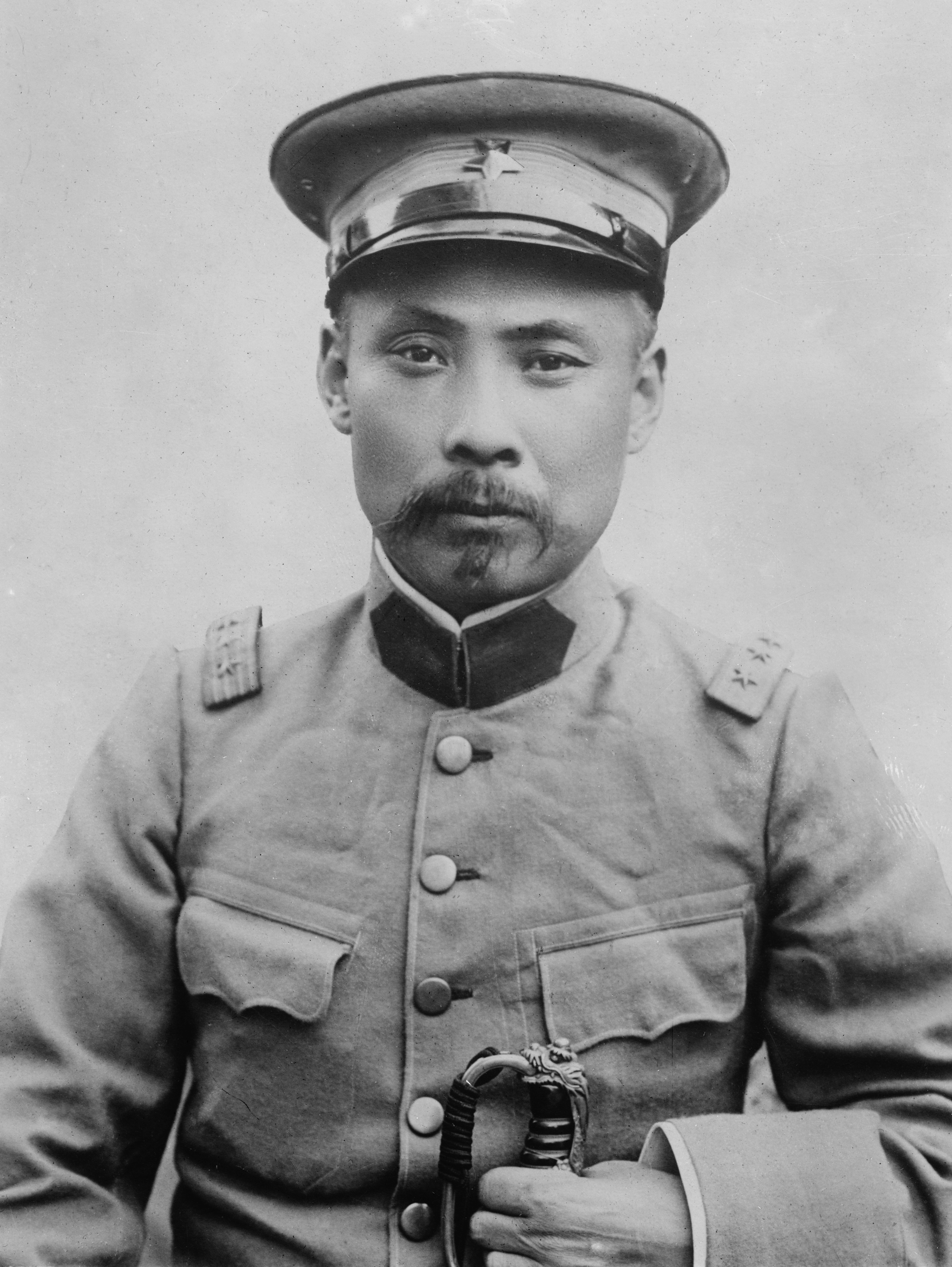
Vor allem Chinas Premier Duan Qirui drängte seit 1916 auf einen Kriegseintritt

China war seit dem Sturz des Kaiserreichs und der Ausrufung der Republik politisch instabil und während des Ersten Weltkriegs in bürgerkriegsähnlichen Gegensätzen zwischen den Kuomintang und Militärmachthaber Yuan Shikai bzw. rivalisierenden Militärfraktionen gefangen. Präsident Yuan hielt China bei Kriegsbeginn zunächst neutral und versuchte stattdessen seine Macht im Innern durch seine Selbstkrönung zum Kaiser und die Restauration des Kaiserreichs zu festigen. Außenpolitische Rückendeckung suchte er durch die Annahme der Einundzwanzig Forderungen Japans zu erreichen. Beides fachte jedoch den Widerstand gegen sein Regime an, was zum Sturz seiner Monarchie führte. In die Nachfolgekämpfe seiner untereinander zerstrittenen Militärs mischte sich auch Deutschland ein, indem es im Juli 1917 einen weiteren (vergeblichen) Restaurationsversuch in Peking unterstützte. In Kanton bildete Sun Yat-sen eine zunächst projapanische Gegenregierung. Am 14. August 1917 trat Peking als Reaktion auf die deutsche Verwicklung in den Restaurationsversuch auf der Seite der Entente in den Krieg gegen Deutschland ein (im September 1917 auch Kanton) und besetzte das deutsche sowie das österreichisch-ungarische Konzessionsgebiet in Tientsin.
Die ständig wechselnden und schwachen Zentralregierungen bemühten sich mit der Kriegsteilnahme vor allem um eine Emanzipation gegenüber den Großmächten und eine Revision der mit ihnen geschlossenen „Ungleichen Verträge“. Zu diesem Zweck bot China der Entente die Entsendung chinesischer Truppen an die europäischen Frontabschnitte an, was die Alliierten aber ablehnten, um China nicht zu einem gleichwertigen Verbündeten aufzuwerten. Offizielles Kriegsziel Chinas war die Rückgabe des deutschen Pachtgebiets Kiautschou; dieses war bei Kriegsbeginn 1914 von Japan besetzt worden. Die nördlichen Militärführer nutzten die Schwäche des im Bürgerkrieg versinkenden Russland und besetzten im Oktober 1919 die bis dahin zur russischen Einflusssphäre gehörende Äußere Mongolei sowie das russische Protektorat Tuwa. Unter japanischem Oberkommando nahmen chinesische Truppen sogar an der alliierten Intervention in Sibirien teil. China bestand auf einer Teilnahme an Friedensverhandlungen nach einem Sieg über Deutschland. Da der Versailler Vertrag aber nicht die Rückgabe Kiautschous und der Konzessionsrechte berücksichtigte, verweigerte China seine Unterschrift und schloss 1921 einen separaten Friedensvertrag. Nach Vermittlung der USA erhielt China von Japan 1922 Kiautschou tatsächlich zurück, die Aufhebung der übrigen ausländischen Pachtverträge, Konzessionsgebiete und Sonderrechte konnte China dennoch zunächst nicht erreichen.

## Polnische Kriegsziele
Die Ziele hinsichtlich Polens waren von konkurrierenden Interessen geprägt. Zum einen gab es Kriegsziele der ehemaligen Teilungsmächte und zum anderen Ziele nationalpolnischer Politiker. In Ermanglung einer eigenen Machtbasis kooperierten letztere zur Realisierung ihrer Vorstellungen zunächst meist mit einer der drei Teilungsmächte.

### Russisch-Polnische Lösung
Ende 1914 hatte ein Manifest von Zar Nikolaus II., das die Schaffung eines einheitlichen Polens aus allen polnischen Ländern angekündigt, eine vage Aussicht auf Autonomie geboten und eine Vergrößerung Russisch-Polens um deutsche und österreichische polnischsprachige Territorien versprochen. Diese Neuaufstellung Polens als „antideutsche Speerspitze“ Russlands wurde etwa vom Duma-Abgeordneten Roman Dmowski befürwortet. Es geschah jedoch nichts in Richtung Autonomie. Als die russischen Armeen aus bereits „befreiten“ polnischen Gebieten wieder vertrieben wurden und sich Russland jegliche Einmischung in seine inneren, polnischen Angelegenheiten strikt verbat, entwickelte die Polenproklamation der Mittelmächte vom 5. November 1916 eine Anziehungskraft für die Polen Russlands. Die Regierenden in Petrograd hatten jedoch Bedenken, man würde die Polen durch Nachgiebigkeit nur zu immer größeren Forderungen, bis hin zur Unabhängigkeit, animieren. Die britische und die französische Regierung drängten nach der Polenproklamation der Mittelmächte öffentlich auf eine großzügige polnische Autonomie, was den Polen freilich nicht mehr genügte, da sie die staatliche Unabhängigkeit forderten. Deshalb gab es ab Ende 1916 unter den Polen keine Unterstützung mehr für eine russische Lösung der polnischen Frage.

### Austro-Polnische Lösung

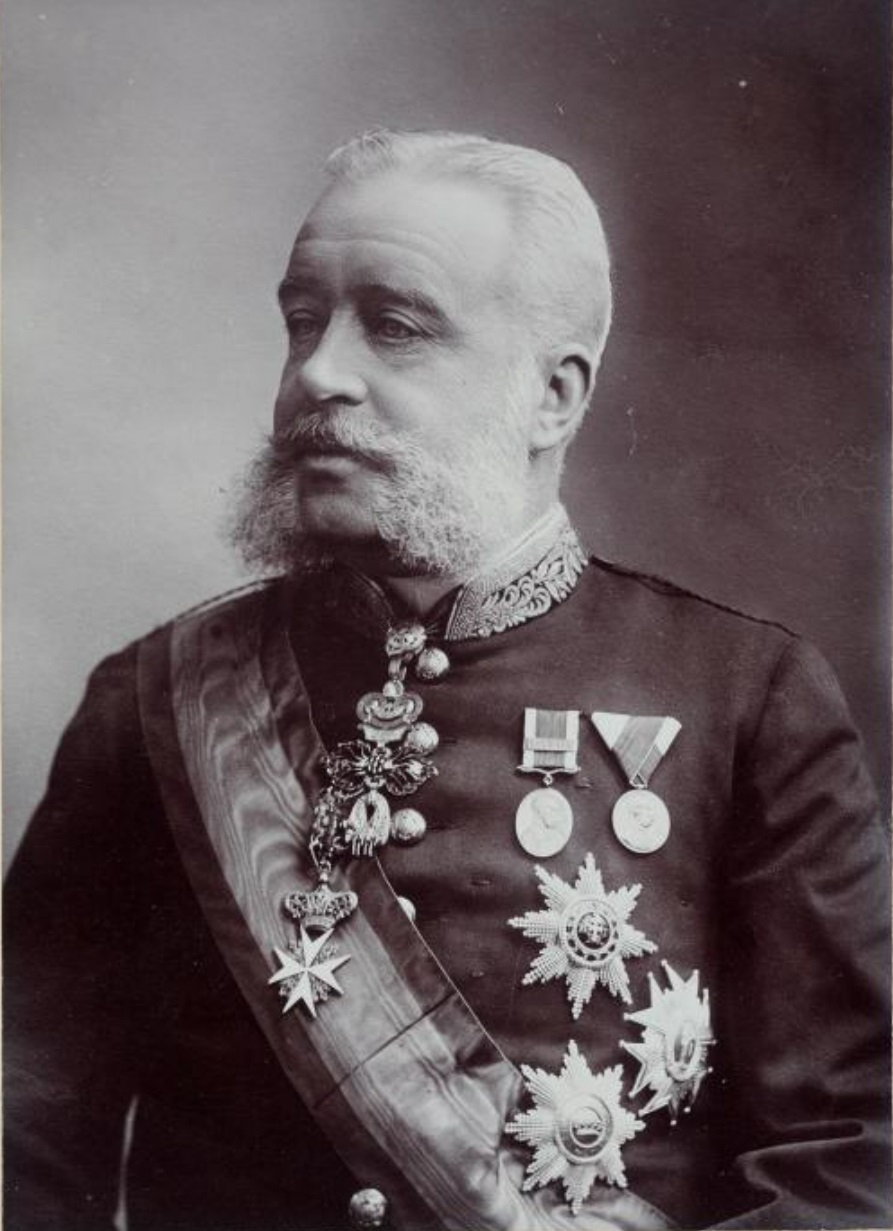
Agenor Gołuchowski der Jüngere

Auf österreichisch-polnischer Seite drängten viele einflussreiche galizische Politiker auf die „austropolnische Lösung“. Der ehemalige Außenminister Gołuchowski ließ sich von Bethmann Hollweg bestätigen, dass Russisch-Polen der Doppelmonarchie unter Bevorzugung der trialistischen Lösung überlassen werde. Gołuchowski, der gegen die subdualistischen Pläne von Außenminister Burián und eine Teilung Galiziens auftrat, versuchte im September 1915 in Warschau, die Polen für einen Staatenbund unter deutsch-ungarisch-polnischer Vorherrschaft zu gewinnen. Er plante sogar Anfang 1916 zur Durchsetzung des Trialismus, den ungarischen Ministerpräsidenten Tisza zu stürzen und durch Andrássy, einen Befürworter des Trialismus, zu ersetzen.
Auch Finanzminister Leon Biliński war ein leidenschaftlicher Vertreter der „austropolnischen Lösung“. Er wollte Anfang August 1914 eine von Kaiser Franz Joseph und Außenminister Leopold Berchtold gebilligte Kundgebung im austropolnischen Sinne, die ein habsburgisches Königreich Polen bestehend aus Galizien und Russisch-Polen, mit eigener Regierung und eigenem Landtag vorsah, veröffentlichen. Diese musste aber wegen des Vetos Tiszas gegen einen Trialismus unveröffentlicht bleiben. Neben Tiszas Ablehnung verhinderte vor allem der Widerstand des deutschen Verbündeten die Veröffentlichung der Proklamation. Durch Tiszas Protest beim gemeinsamen Ministerrat am 22. August 1914 fiel Bilińskis Trialismus-Projekt durch und wurde in der Folge nicht mehr zur Debatte gestellt. Obwohl die trialistische Konzeption nicht mehr zum Gegenstand politischer Auseinandersetzungen im Ministerrat wurde, sprach man bis in die letzten Kriegswochen davon.
Für die Polen in der Doppelmonarchie war die Entwicklung enttäuschend, wie sich bei einer Rede Bilińskis Anfang Oktober 1915 zeigte: „Die darin enthaltenden schweren Anklagen gegen die österreichisch-ungarische Regierung, der Tadel ihres unentschlossenen Vorgehens in der Polenfrage und ihrer Nachgiebigkeit gegenüber Deutschland sind trotz der maßvollen Art, in der sie vorgebracht wurden, für die Stimmung, die selbst unter den konservativsten galizischen Politikern herrschte, symptomatisch.“
Die aktivistische Linke Polens unter Józef Piłsudski wollte allerdings schon Anfang 1917 vom Zusammengehen mit der „Leiche“ Habsburgermonarchie nichts mehr wissen. Einige Legionäre Piłsudskis, wie Józef Haller, wechselten nach dem für Polen unbefriedigenden Brotfrieden von Brest-Litowsk 1918 (in dem das Gebiet von Chełm der Ukraine zugesprochen worden war) die Seiten und liefen zur Entente bzw. zu Dmowski über.

### Germano-Polnische Lösung

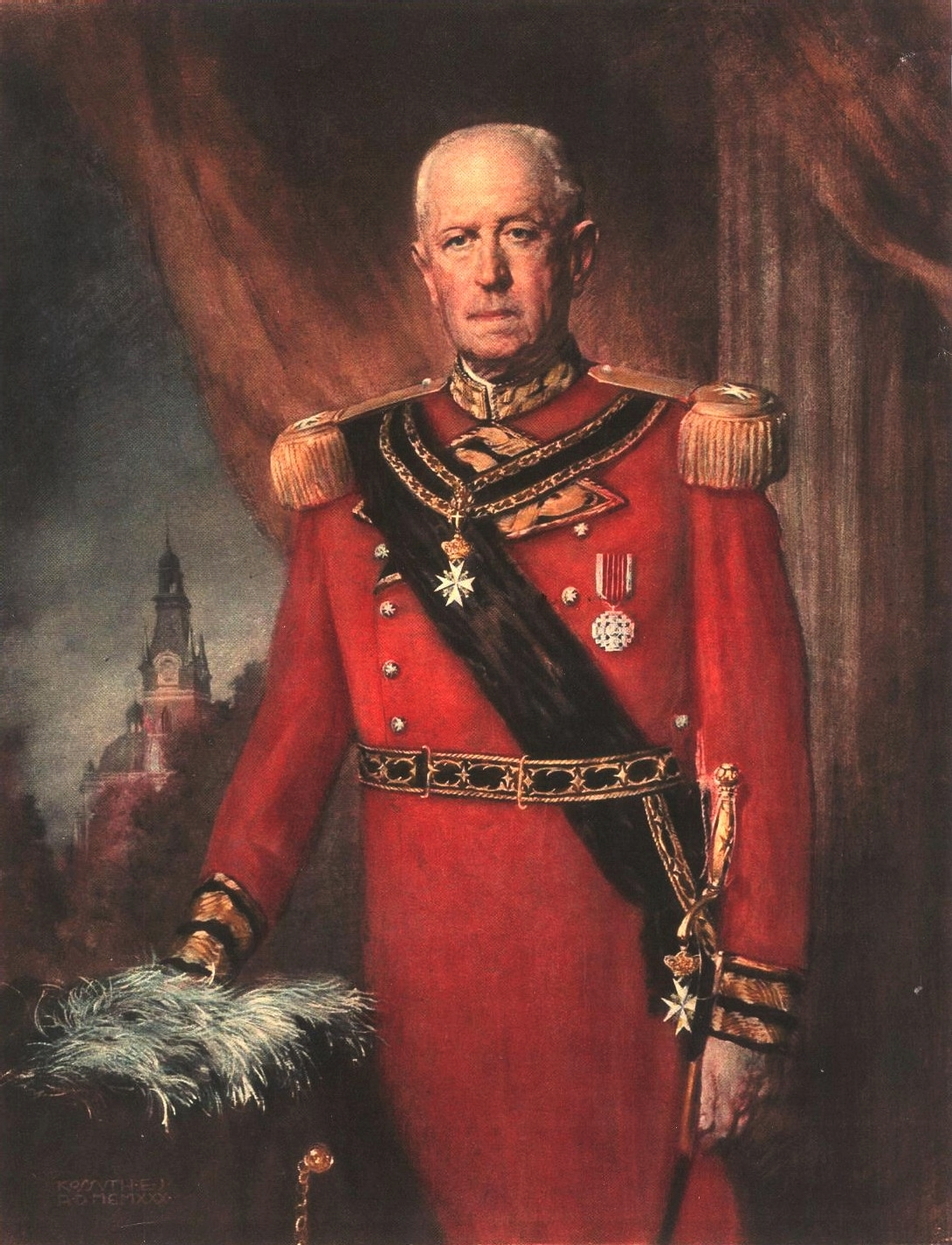
Bogdan von Hutten-Czapski

Von preußisch-polnischer Seite setzte sich Bogdan von Hutten-Czapski bei Hans von Beseler, dem Generalgouverneur in Warschau, energisch für die geplante Wiedererrichtung des Königreiches Polen unter deutschem Protektorat ein. Er vertrat ein großpolnisches Programm der historischen Einheit Polens, ungeachtet ethnographischer Gegebenheiten und forderte mit Rücksicht auf die Mittelmächte vorerst nur russische Gebiete: Litauen, Weißrussland und bedeutende Teile der Ukraine. Im Gespräch mit Bethmann Hollweg im Juni 1916 trat er gegen die „austropolnische Lösung“ auf.
Die Germano-Polnische Lösung hatte jedoch, auch nachdem durch die Schwäche der Habsburgermonarchie die Mittelmächte von der Austro-Polnischen Lösung abrückten und sich ein deutsch dominierter polnischer Pufferstaat abzeichnete, vergleichsweise wenige Unterstützer unter den Polen. Um Polen und Wien für dieses Projekt zu erwärmen, wurden von Reichsleitung und Kaiser die polonophilen Erzherzöge Karl Stephan von Österreich bzw. dessen Sohn Karl Albrecht von Habsburg-Altenburg als polnischer König vorgeschlagen. Laut Matthias Erzberger waren die politischen Führer der Polen noch Mitte 1918 mehrheitlich für Karl Stephan als Herrscher dieses von Deutschland abhängigen „kleinpolnischen Satellitenstaats“.

### Unabhängigkeit und Grenzen von 1772

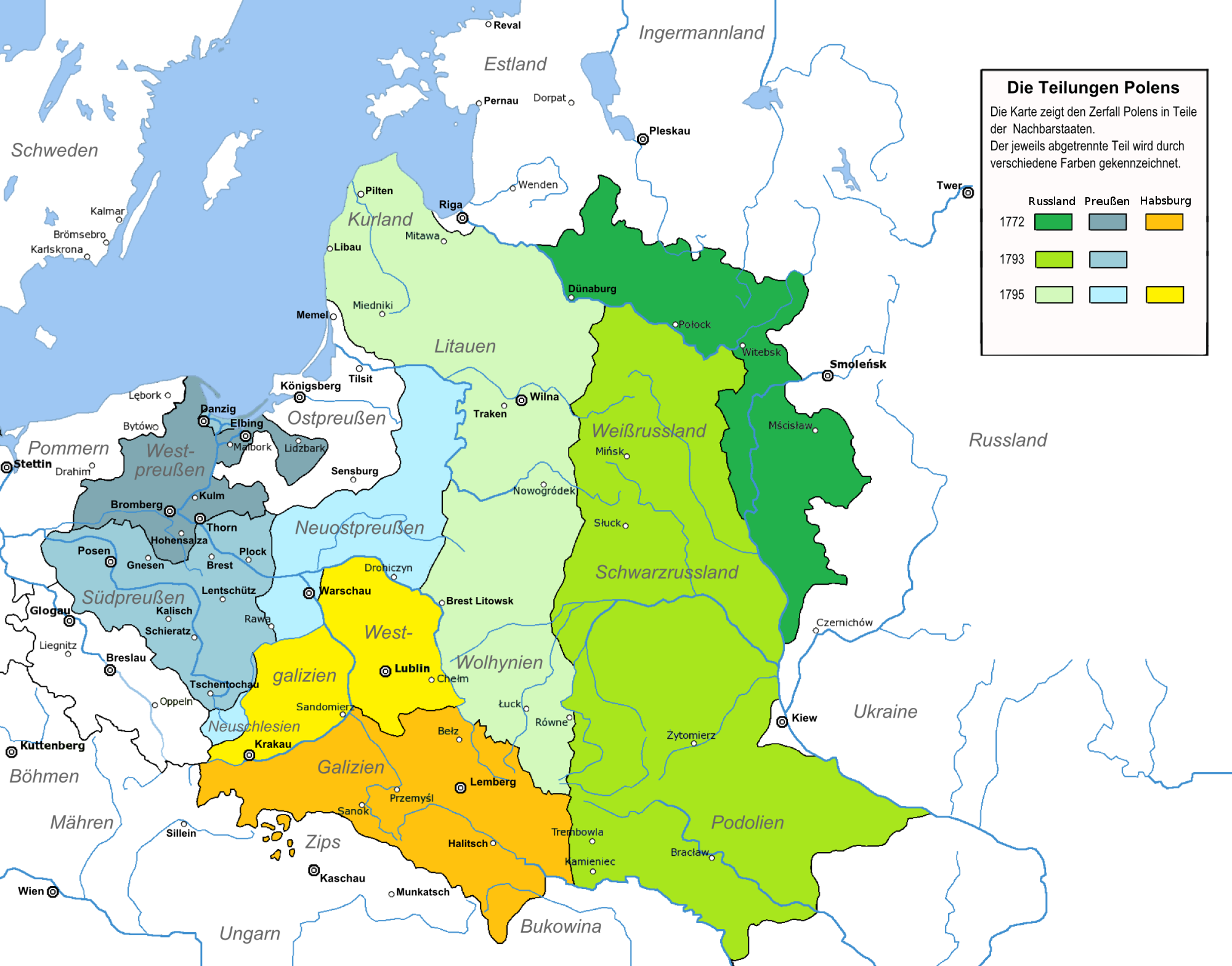
Die drei polnischen Teilungen 1772, 1793 und 1795

Als sich der deutsche Zusammenbruch im Westen abzuzeichnen begann, waren sich alle polnischen Lager schnell darin einig, mit Unterstützung von Präsident Wilson so schnell wie möglich die Unabhängigkeit zu erreichen. Die Nationaldemokraten unter Piłsudskis Gegenspieler Dmowski, die sich auf die „Piasten“ beriefen, hatten (zunächst noch unter russischer Ägide) vor allem Gebietserwerbungen im Westen auf Kosten Deutschlands angestrebt. Piłsudski und seine „Jagiellonen“ hingegen forderten vor allem im Osten gegenüber Russland im Wesentlichen die Grenzen von 1772, vor den polnischen Teilungen. Darüber hinaus sollten Litauer, Weißrussen, Ukrainer, Letten und Esten mit Polen einer Föderation angehören, aber im Gegensatz zum Programm Dmowskis nicht assimiliert werden. Diese Föderation im Sinne der polnisch-litauischen Union von 1569 sollte den Einfluss Polens weit nach Osten vorschieben und einen „Schutzwall“ zwischen Deutschland und Russland bilden.
In einer Vielzahl von bewaffneten Konflikten, in Posen, der Ukraine, Litauen und vor allem gegen Sowjetrussland konnte Polen schließlich nur einen Teil der im Weltkrieg entstandenen Kriegsziele verwirklichen.